# Fabergé-Ei

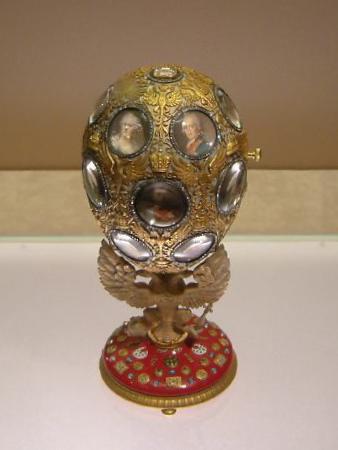
Fabergé-Ei zum 300. Jubiläum der Romanow-Zarendynastie (1913)

Als Fabergé-Eier werden Schmuckgegenstände in Form von Ostereiern bezeichnet, die zwischen 1885 und 1917 in der Werkstatt von Peter Carl Fabergé in Sankt Petersburg angefertigt wurden. Dabei wird unterschieden zwischen Prunkeiern, die im Auftrag des Zaren hergestellt wurden (kaiserliche), und solchen als Auftragsarbeiten von Personen, die es dem Zaren gleichtun wollten – wie Alexander Kelch (verheiratet mit der Goldminenbesitzerin Warwara Petrowna Kelch), Beatrice Ephrussi (geborene Rothschild), der Duchess of Marlborough, dem Ölmagnaten Emanuel Nobel oder Prinz Felix Sumarokow-Elston. Damals wie heute sind die Fabergé-Eier ein Inbegriff höchster Goldschmiedekunst und ein Symbol für Luxus.
Nachfolgend sind die 52 kaiserlichen Eier, die 7 Kelch-Eier und die 4 Auftrags-Eier, die in imperialer Qualität gefertigt wurden, beschrieben.

## Geschichte
In Russland ist es seit dem 17. Jahrhundert Tradition, sich zu Ostern, dem wichtigsten Fest der orthodoxen Kirche, geschmückte Eier und drei Küsse zu schenken. Es entwickelte sich dabei der Brauch, je nach Wohlstand der jeweiligen Familie an Stelle von gewöhnlichen Hühnereiern symbolische Eier zu verschenken, etwa solche aus Holz oder aus kostbareren Materialien wie Porzellan, Glas oder Metall. 1885 gab Zar Alexander III. beim Hofschmied Fabergé (Фаберже) das Hennen-Ei in Auftrag, das er seiner Gattin Maria Fjodorowna schenkte. Die Begeisterung für das Werk war in der Folgezeit so groß, dass Alexander fortan jedes Jahr seiner Gattin ein Ei aus der Manufaktur Fabergés zu Ostern überreichte; insgesamt zehn bis zu seinem Tode (1894). Sein Sohn und Nachfolger Zar Nikolaus II. führte bis zu seinem Sturz (1917) die Tradition seines Vaters fort und ließ weitere vierzig Eier herstellen, die er dann jeweils zu Ostern an seine Mutter und an seine Gemahlin Alexandra Fjodorowna überreichte, lediglich unterbrochen durch den Russisch-Japanischen Krieg (1904/1905). Zwei weitere Eier (1917) durften nicht fertiggestellt und übergeben werden.
Der überwiegende Teil der Eier ist aufklappbar, um eine im Inneren verborgene Überraschung offenzulegen.
Mit der Zeit betrieben Fabergé, seine Werkstattleiter Michael Perchin (bis 1903) und Henrik Wigström (ab 1903) und seine hochqualifizierten Werkmeister August Holmström (bis 1903) und dessen Sohn Albert Holmström (ab 1903) einen immer größeren Aufwand bei der Herstellung der Eier. Entsprechend dem Produktionsaufwand stiegen auch deren Preise: Kostete das Hennen-Ei noch 4.115 Rubel, waren es für das aus Elfenbein geformte und mit Perlen und Diamanten besetzte Maiglöckchen-Ei (1898) schon beachtliche 6.700 Rubel. Das bei weitem teuerste Ei war das 1913 gefertigte Winter-Ei mit 24.600 Rubel. Kreiert wurde es für die Zarenmutter aus Anlass des 300-jährigen Bestehens der Romanow-Dynastie. Äußerlich war es in Erinnerung an einen besonders strengen Winter gestaltet. Im Inneren des Eies befindet sich ein kleiner aus Platin und Diamanten geflochtener Blumenkorb. Die Blumen im Korb sind wiederum aus Quarz geschnitten, wobei die Stängel und Staubbeutel aus Gold und die Blätter aus Nephrit gearbeitet sind. Im Jahr 2002 erzielte es bei einer Auktion bei Christie’s in New York City einen Preis von 9,6 Millionen US-Dollar. Am 28. November 2007 wurde ein weiteres der nicht-kaiserlichen Eier, das sogenannte Rothschild-Ei, im Auktionshaus Christie’s für 12,5 Millionen Euro an einen anonymen Bieter verkauft, der, wie sich später zeigte, der russische Milliardär Alexander Nikolajewitsch Iwanow war. Das Ei kann seit 2014 in der Eremitage in St. Petersburg besichtigt werden.
Zwei weitere Eier in imperialer Qualität können nicht zugeordnet werden, da sie nicht in die Reihe der kaiserlichen Eier passen und es wenig Hintergrundinformationen gibt. Außerdem gibt es weder an den Eiern noch an den Überraschungen Fabergé-Zeichen. Es wird vermutet, dass das Blaue Emaille-Ei von Zar Alexander III. seinem Sohn Nikolaus anlässlich dessen Rückkehr von der Weltreise 1891 geschenkt wurde. Das Lapislazuli-Ei wurde vielleicht für ein weiteres Mitglied der Romanow-Familie hergestellt.
Eine große Anzahl weiterer Eier für private Auftraggeber wurde in den Fabergé-Werkstätten gefertigt, allerdings aufgrund der eingeschränkten Verwendung wertvollster Materialien und reduzierter Arbeitstechnik nicht auf imperialem Qualitätsniveau.
Die weitere Geschichte der 52 kaiserlichen Eier ist bestimmt durch die politischen Geschehnisse in Russland. So nahm die Zarenmutter zu Beginn der Oktoberrevolution das letzte an sie verschenkte Ei, das St.-Georgs-Orden-Ei (1916), mit auf ihre Flucht nach Dänemark. Die restlichen Eier ließ Lenin beschlagnahmen. Anfang der 1920er Jahre verkaufte er einen Teil der Eier schließlich an westliche Kunsthändler, wie etwa an den Geschäftsmann Armand Hammer, der nicht weniger als dreizehn Stück erstand. Die von Alexander Ferdinandowitsch Kelch an seine Frau Barbara Kelch verschenkten sieben Fabergé-Eier tauchten mehrheitlich 1920 bei einem Pariser Juwelier auf. Dorthin war Barbara Kelch 1904, noch vor ihrer Scheidung 1910, gezogen.
Die größte Sammlung kaiserlicher (9) und nicht-kaiserlicher Eier (6) trug der amerikanische Verleger Malcolm Forbes zusammen. Zur Royal Collection des britischen Königs gehören drei der kaiserlichen Eier. Fünf Eier erwarb der US-amerikanische Unternehmer John Lee Pratt, die er nach seinem Tod dem Virginia Museum of Fine Arts in Richmond überließ. Ein anderes befindet sich in Monaco, zwei weitere gehören der schweizerischen Sandoz-Stiftung; der Rest verteilt sich auf bekannte und unbekannte private Sammlungen. Im Februar 2004 kaufte der russische Oligarch Wiktor Wekselberg über seine The Link of Times Cultural and Historical Foundation für umgerechnet 100 Millionen Dollar zehn Eier aus der Forbes-Sammlung, die seit dieser Zeit in Ausstellungen innerhalb und außerhalb Russlands betrachtet werden können.
Von 1989 bis 2009 wurde die Tradition Fabergés durch die Pforzheimer Juwelenmanufaktur Victor Mayer mit dem Exklusivrecht, den Stempel Fabergé für ihre Produkte zu verwenden, weitergeführt. Um den Stil des russischen Vorbildes pflegen zu können, unterstützt die Manufaktur Berufe wie Ziseleur, Granuleur, Guillocheur, Emailleur und Pailletteur.

## Verbleib
Kunsthistorikern ist derzeit der Verbleib von 46 Eiern in folgenden Museen und Sammlungen bekannt. 6 Eier gelten als verschollen.
| Anzahl | Verbleib                                                        | Die 52 kaiserlichen Eier |
| ------ | --------------------------------------------------------------- | --- |
| 10     | Rüstkammer des Moskauer Kremls                                  | Asowa-Ei, Madonnenlilien-Ei, Ei mit der Transsibirischen Eisenbahn, Kleeblätter-Ei, Moskau Kreml-Ei, Alexanderpalast-Ei, Standart-Ei, Ei mit Reiterstatue Alexanders III., Ei zum 300. Herrschaftsjahr, Militär-Stahl-Ei                                                                |
| 9      | Fabergé-Museum in Sankt Petersburg (Sammlung Wiktor Wekselberg) | Hennen-Ei, Renaissance-Ei und zugehöriges Auferstehungs-Ei, Rosenknospen-Ei, Krönungs-Ei, Maiglöckchen-Ei, Kuckucks-Ei, Ei zum 15. Thronjubiläum, Orangenbaum-Ei / Lorbeerbaum-Ei, St.-Georgsorden-Ei / St.-Georgskreuz-Ei; sowie die Überraschung des verschollenen malvenfarbenen Eis |
| 6      | verschollen                                                     | Ei mit Henne im Korb, Engel-mit-Wagen-Ei, Nécessaire-Ei, Malvenfarbenes Ei mit 3 Miniaturen, Königlich Dänisches Ei, Alexander III. Gedenk-Ei |
| 5      | Virginia Museum of Fine Arts, Richmond, USA                     | Bergkristall-Ei mit 12 Miniaturen, Pelikan-Ei, Ei Peter der Große, Zarewitsch-Ei, Rotkreuz-Ei mit kaiserlichen Porträts |
| 4      | in Privatbesitz                                                 | Stiefmütterchen-Ei (USA), Empire / Nephrit-Ei (USA), Ei mit Liebestrophäen (ohne Überraschung) (USA), Winter-Ei (Katar) |
| 3      | Metropolitan Museum of Art, New York City, USA                  | Dänisches Palast-Ei, Kaukasus-Ei, Napoleonisches Ei |
| 3      | Royal Collection des englischen Königs                          | Korb-mit-Wildblumen-Ei, Kolonnaden-Ei, Mosaik-Ei; sowie die Überraschung des Diamantgitter-Eis |
| 2      | Fondation Edouard et Maurice Sandoz, Lausanne, Schweiz          | Schwanen-Ei, Pfauen-Ei |
| 2      | Fabergé Museum, Baden-Baden                                     | Birken-Ei, Sternbild-des-Zarewitsch-Ei (das unvollendete Ei) |
| 2      | Hillwood Museum, Washington, D.C., USA                          | Lila-Ei mit 12 Monogrammen, Ei Katharina die Große |
| 2      | Walters Art Museum, Baltimore (Maryland), USA                   | Gatschina-Palast-Ei, Rosen-Spalier-Ei |
| 1      | Cleveland Museum of Art, Cleveland, USA                         | Rotkreuz-Ei mit Auferstehungstriptychon |
| 1      | Victoria and Albert Museum, London, UK                          | Uhr-Ei |
| 1      | Sammlung Albert II. von Monaco                                  | Blaues Uhren-Ei mit Schlange |
| 1      | McFerrin Collection, Houston, USA                               | Diamantgitter-Ei (Überraschung HM King Charles III. von England) |
| –      | Mineralogisches Museum „A. J. Fersman“, Moskau                  | Streitfall: Sternbild-des-Zarewitsch-Ei (siehe dort) |

## Die Fabergé-Eier in kaiserlicher Qualität

### Hennen-Ei (1885)

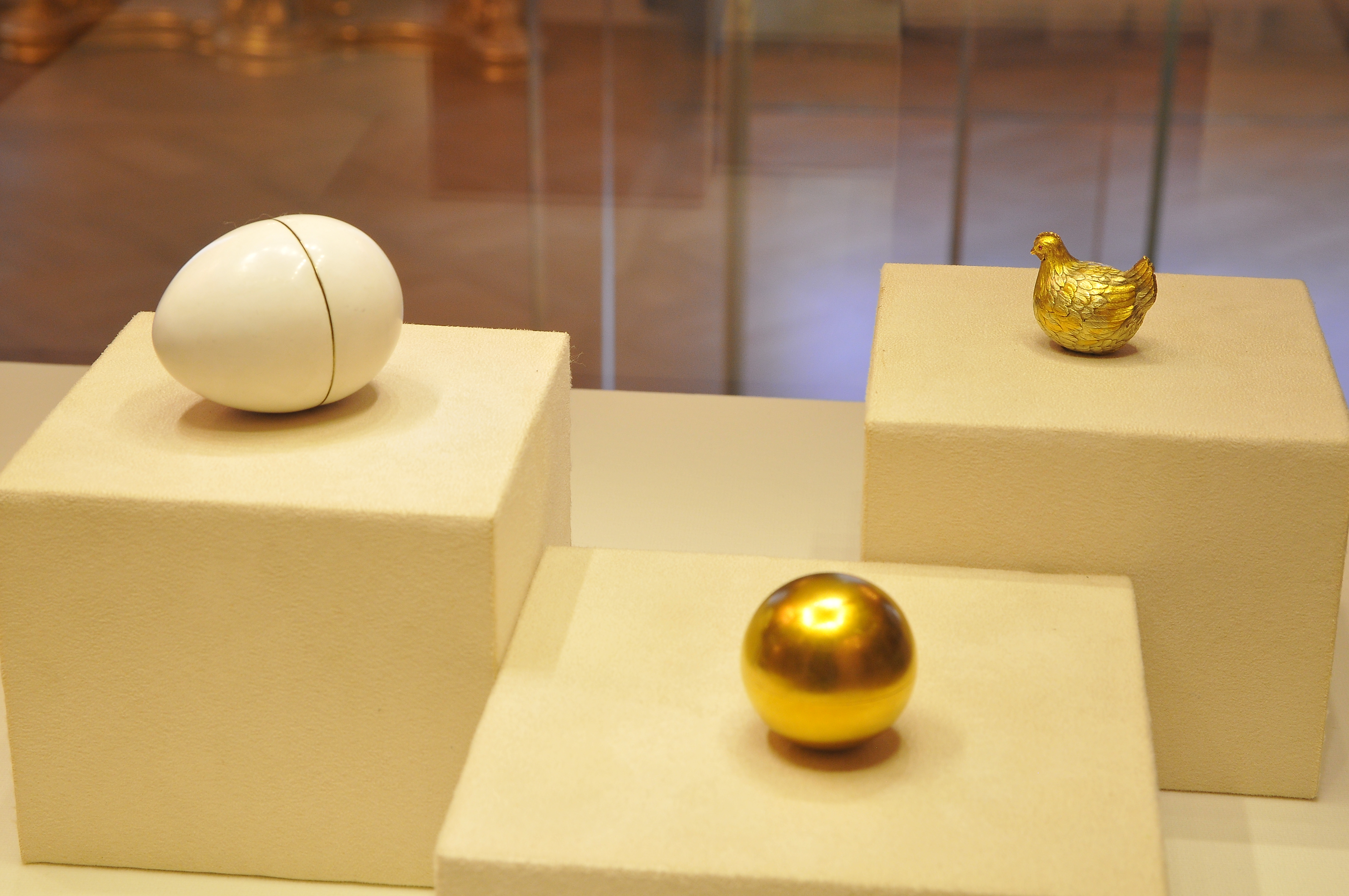
Hennen-Ei (1885)

Das erste kaiserliche Überraschungsei von 1885 ist eine fast exakte Kopie eines königlichen Ostereies aus dem 18. Jahrhundert, welches derzeit auf Schloss Rosenborg in Kopenhagen verwahrt wird. Es sieht mit seiner weiß emaillierten Eierschale einem echten Ei sehr ähnlich. Die erste Überraschung ist der im Inneren befindliche Dotter aus Gold, der sich wiederum öffnen lässt und eine Henne offenbart, hergestellt aus Vierfarbgold, verziert mit Rubin-Augen. Ursprünglich lag darin eine kleine Zarenkrone, an der zwei Rubin-Eier hingen, als Schluss-Überraschung. Sowohl die Krone als auch die Eier sind im Laufe der Zeit verloren gegangen.
- Werkstattleiter: vermutlich Erik Kollin
- Materialien: Mehrfarbgold, Emaille, Rubine
- Maße: Ei: 6,4 cm; Eidotter: 4 cm; Henne: 3,5 cm
- Provenienz: Geschenk von Zar Alexander III. an seine Gemahlin Maria Fjodorowna; The Forbes Magazine Collection, New York
- Verbleib: Sammlung Wiktor Wekselberg

### Ei mit Henne im Korb (1886)
Das zweite imperiale Osterei ist verschollen. In den kaiserlichen Archiven wird es beschrieben als goldene Henne mit rosa Diamanten, die ein Saphir-Ei mit dem Schnabel aus dem Nest nimmt. Die Überraschung im Innern war ein aus Gold gefertigtes Weidenkörbchen, verziert mit 500 Diamanten. Weitere Informationen liegen nicht vor.
- Länge: unbekannt
- Provenienz: Geschenk von Zar Alexander III. an seine Gemahlin Maria Fjodorowna
- Verbleib: verschollen

### Uhr-Ei (1887)

Uhr-Ei (1887)

Das Ei besteht aus Gold mit einer senkrecht geriffelten Oberfläche. Das Oberteil öffnet sich durch das Betätigen eines diamantenbesetzten Druckknopfs. Im Inneren des 8,2 cm hohen und mit einem Cabochonsaphir und einem Rosendiamanten verzierten Eis befindet sich eine Uhr der Uhrenmanufaktur Vacheron Constantin mit weißem Emaille-Zifferblatt. Das Ei galt seit 1922 als verschollen, bis es 2014 von einem Schrotthändler auf einem Antiquitätenmarkt in den USA wiederentdeckt wurde. Der Schrotthändler kaufte das Ei für umgerechnet 10.000 €. Der Fabergé-Experte Kieran McCarthy aus dem Londoner Juwelierhaus Wartski konnte dem Schrotthändler bestätigen: Es handelte sich tatsächlich um ein echtes Fabergé-Ei. Nachforschungen haben ergeben, dass das Ei bereits 1964 bei Parke-Bernet versteigert, aber nicht als Fabergé-Ei erkannt worden war. Es wurde über den Antiquitätenhändler Wartski an einen privaten Sammler verkauft. Das Ei wurde 2021 vom Victoria and Albert Museum in London im Vereinigtes Königreich erworben.
- Werkmeister: August Holmström
- Höhe: 8,2 cm
- Provenienz: Geschenk von Zar Alexander III. an seine Gemahlin Maria Fjodorowna; Wartski, London; Privatsammlung
- Verbleib: Victoria and Albert Museum, London, UK

### Engel-mit-Wagen-Ei (1888)

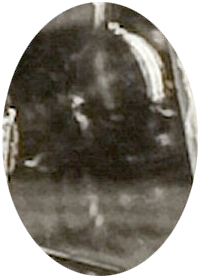
Engel-mit-Wagen-Ei (1888, Fotoausschnitt)

Über den Verbleib dieses Eis ist nichts Näheres bekannt, ebenso fehlen gesicherte Hintergrundinformationen über Herkunft und Äußeres des Eis. Nach letzten Erkenntnissen soll dieses Ei auf einem zweirädrigen Kutschwagen stehend von einem Engel gezogen worden sein. Im Inneren des Eis soll sich als Überraschung ein weiterer Engel mit einer Uhr verborgen haben. Diese Informationen sind auf die starke Vergrößerung eines 1902 entstandenen Fotos sowie der dazu passenden Beschreibung auf der Rechnung Fabergés zurückzuführen. Wahrscheinlich wurde das Ei in den 1930er Jahren an Armand Hammer verkauft, der es wiederum an eine unbekannte Privatperson (wahrscheinlich in den USA) veräußerte.
- Länge: unbekannt
- Provenienz: Geschenk von Zar Alexander III. an seine Gemahlin Maria Fjodorowna; Armand Hammer, New York
- Verbleib: verschollen

### Nécessaire-Ei (1889)

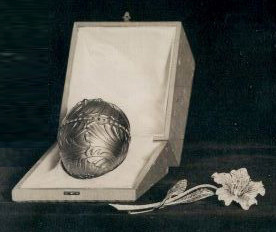
Nécessaire-Ei (1889, Foto)

Das mit Edelsteinen verzierte Ei wurde als eine kostbare Hülle für ein dreizehnteiliges mit Diamanten besetztes Miniatur-Toilettenartikelset für Damen angefertigt. Das Ei gelangte auf verschlungenen Wegen über die Rüstkammer des Kremls in Moskau 1949 zu einer Ausstellung des auf russische Exponate spezialisierten königlich britischen Hofjuweliers Wartski, wurde von ihm gekauft und 1952 an einen „Fremden“ verkauft. Seitdem ist der Verbleib unbekannt.
- Länge: unbekannt
- Material: Gold, Saphire, Rubine, Smaragde, Diamanten, Perlenring
- Provenienz: Geschenk von Zar Alexander III. an seine Gemahlin Maria Fjodorowna; Wartski, London
- Verbleib: verschollen

### Dänisches Palast-Ei (1890)

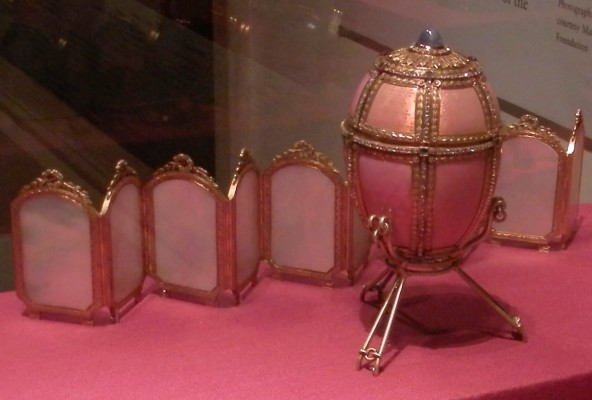
Dänisches Palast-Ei (1890)

Dieses im Stil Louis-seize gehaltene Osterei wird durch sechs vertikale und drei horizontale Diamantrosen- und Lorbeerbänder in zwölf Sektionen unterteilt, wobei jeder Schnittpunkt mit einem Smaragdcabochon mit rosagoldenem Blumenornament verziert ist. Gekrönt wird dieses Ei durch ein Medaillon aus strahlenförmigen, ziselierten Akanthusblättern, in deren Mitte sich ein graublauer Sternsaphircabochon mit Diamantrosenumrandung befindet. Das Akanthusblattmedaillon wird auch am unteren Teil des Eis verwendet. Als Überraschung im Innern des Eis befindet sich ein faltbarer, zehnteiliger Goldrahmen; jede Tafel wird von einem Flechtbandfries umrandet, von einem ziselierten, vierfarbgoldenen Blumenkranz mit seitlichen Lorbeerzweigen gekrönt und steht auf griechischen Mäanderfüßen. Die Miniaturen auf den Tafeln zeigen von links nach rechts:
- Kaiserliche Yacht Polarstern
- Schloss Bernstorff bei Kopenhagen
- Kaiser-Villa im Park von Schloss Fredensborg
- Sommerresidenz Schloss Fredensborg
- Schloss Amalienborg, Kopenhagen
- Schloss Kronborg, Helsingør
- Landhaus Alexandria, Peterhof
- Landhaus Gatschina bei St. Petersburg
- Gatschinapalast bei St. Petersburg
- Kaiserliche Yacht Zarevna

Die Miniaturen auf den Tafeln sind signiert Konstantin Krijitsky 1889.
- Werkstattleiter: Michael Perchin
- Zeichen: Fabergé, Michael Perchin, Ziffer 56 mit gekreuzten Ankern und Zepter
- Material: Schale: Grün- und Rosagold, opalisierende rosa Guilloché-Emaille, Sternsaphir, Smaragd, Diamantrosen, rosa Samtfutter; Miniaturrahmen: Vierfarbgold; Miniatur: Aquarell auf Perlmutt
- Technik: Transparenter Emailleüberzug auf guillochiertem Grund mit Kreuzmustern, Guss, Ziselierung
- Höhe: 10,1 cm
- Provenienz: Geschenk von Zar Alexander III. an seine Gemahlin Maria Fjodorowna; The Matilda Geddings Gray Foundation, New Orleans
- Verbleib: Metropolitan Museum of Art, New York City, USA

### Asowa-Ei (1891)

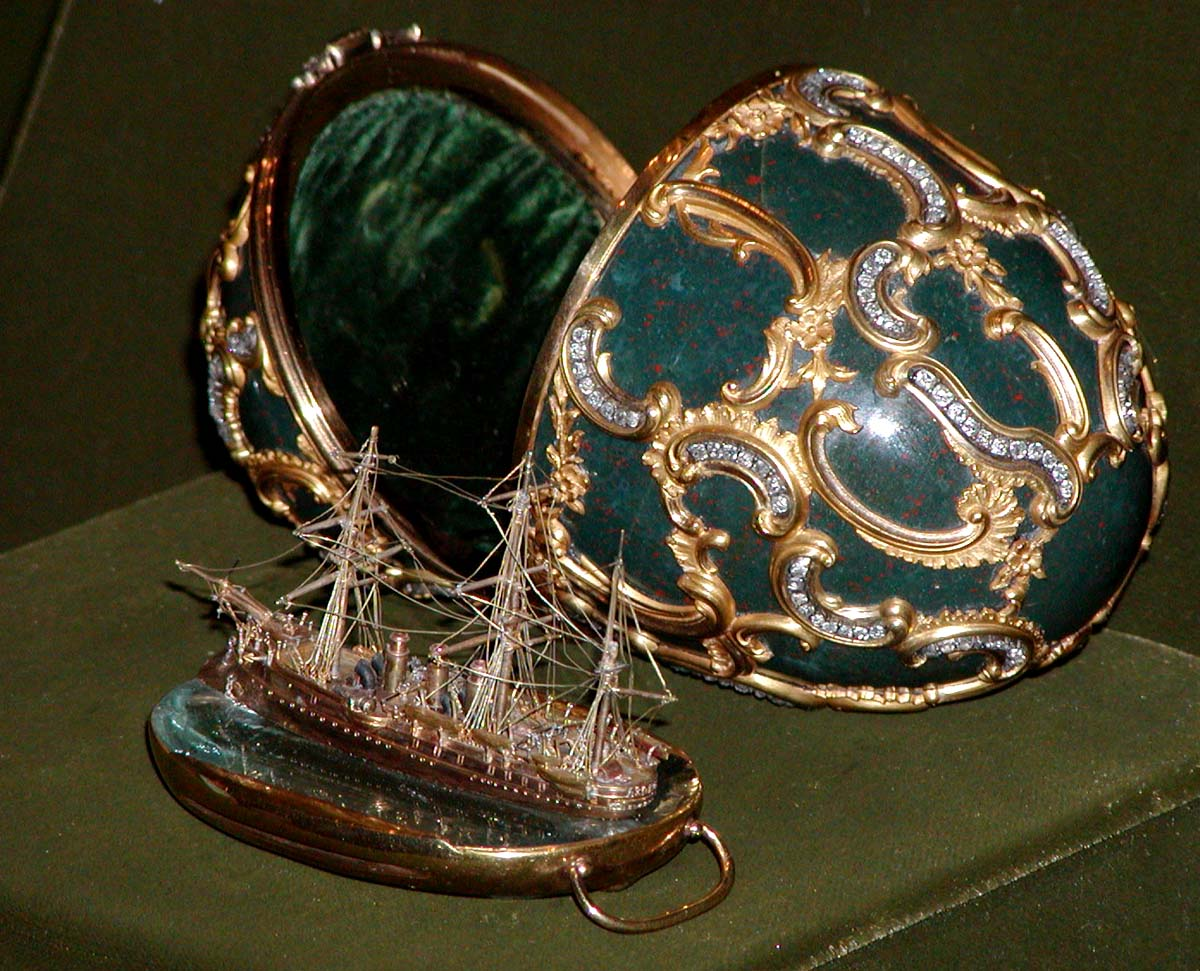
Asowa-Ei (1891)

Die äußere Eierschale besteht aus Heliotrop (oder Blutjaspis) und ist mit diamantenbesetzten Goldrocaillen ornamentiert. Der Verschlussmechanismus setzt sich aus einem Rubin und zwei Diamanten zusammen. Das mit grünem Samt ausgeschlagene innere Ei enthält als Überraschung eine aus Gold und Platin gearbeitete Miniaturnachbildung des Kreuzers Pamjat Asowa. Mit diesem Kreuzer hatte der damalige Zarewitsch Nikolaus 1890/91 die Welt umrundet. Die Bullaugen sind mit Diamanten besetzt, und der Name des Schiffes ist ins Heck geprägt. Das Schiff schwimmt auf einem goldfarbenen Aquamarin-Meer und lässt sich mittels einer Öse aus seinem Untersatz lösen.
- Werkstattleiter: Michael Perchin, Werkmeister: Yuri Nicolai
- Zeichen: Fabergé, Michael Perchin, Beschauzeichen St. Petersburg, Standard 72
- Material: Gold, Platin, Diamanten, Rubine, Heliotrop, Aquamarin, Samtfutter
- Länge: 9,3 cm
- Provenienz: Geschenk von Zar Alexander III. an seine Gemahlin Maria Fjodorowna
- Verbleib: Kreml-Rüstkammer, Moskau

### Diamantgitter-Ei (1892)

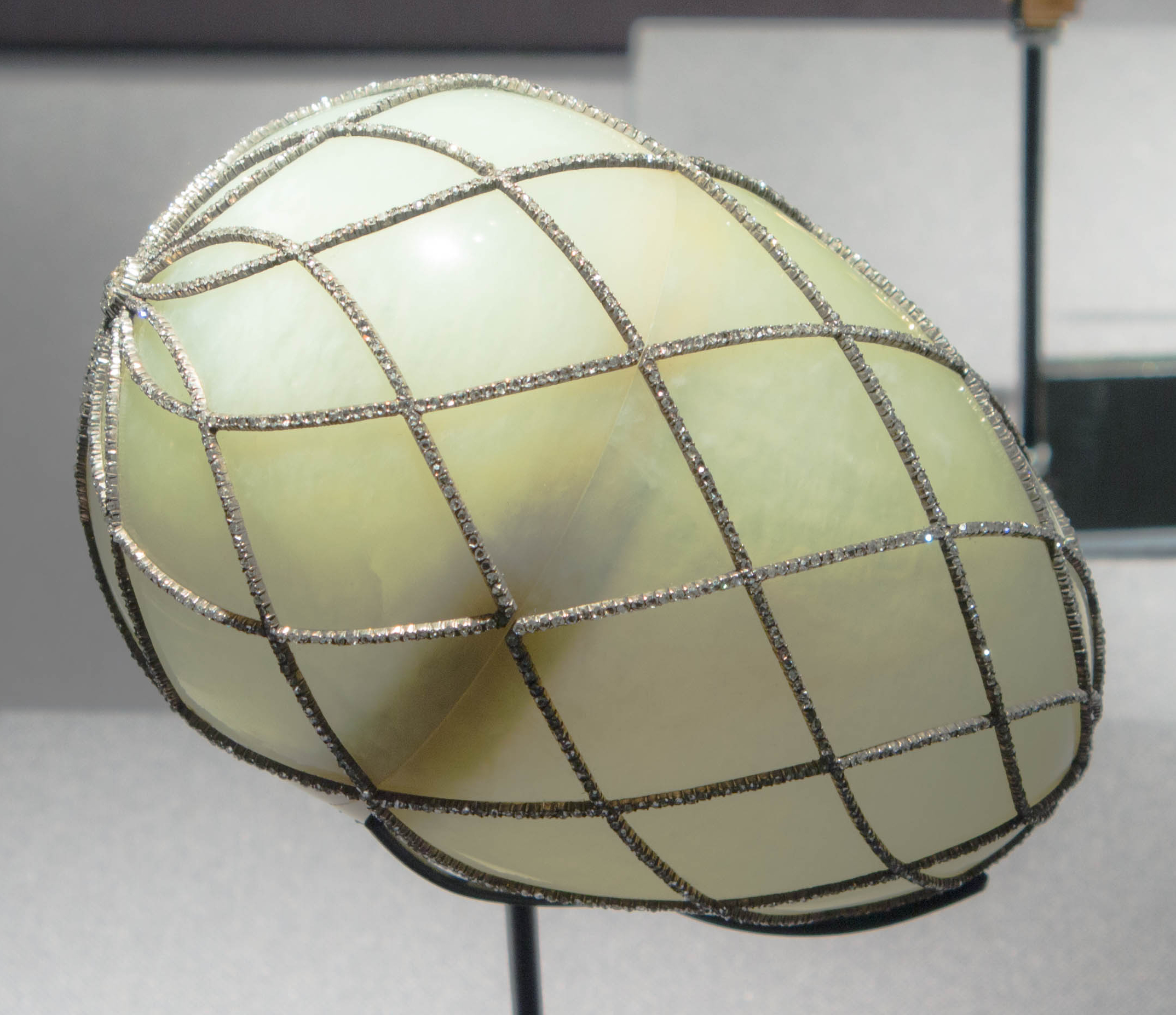
Diamantgitter-Ei (1892)

Das Ei besteht aus Gold, Bowenit, Rosendiamanten und Silber. Geschnitzt aus hellgrünem Bowenit ist das Ei in einem Gitter aus Diamanten im Rosenschnitt mit Goldhalterungen eingeschlossen.
Ursprünglich hatte das Ei einen Ständer mit drei Putti, die die drei Söhne des kaiserlichen Paares, Nikolaus, Georg und Michael repräsentieren. Die Halterung ist verschollen, aber es existiert ein altes Foto.
Die Überraschung im Innern ist ein mit Edelsteinen verzierter Miniaturelefant aus Elfenbein, als Automat beschrieben, der sich mittels eines kleinen Schlüssels in Bewegung setzt und den Kopf hebt und senkt.
Ei und Überraschung werden in getrennten Sammlungen aufbewahrt, der Sockel ist verschollen.
- Werkstattleiter: Michael Perchin, Werkmeister: August Holmström
- Höhe: Ei: 10,8 cm, Überraschung 6,0 cm
- Provenienz: Geschenk von Zar Alexander III. an seine Gemahlin Maria Fjodorowna; Wartski, London
- Verbleib: Ei: McFerrin Collection, Houston, USA; Überraschung: Royal Collection HM King Charles III., London, UK

### Kaukasus-Ei (1893)

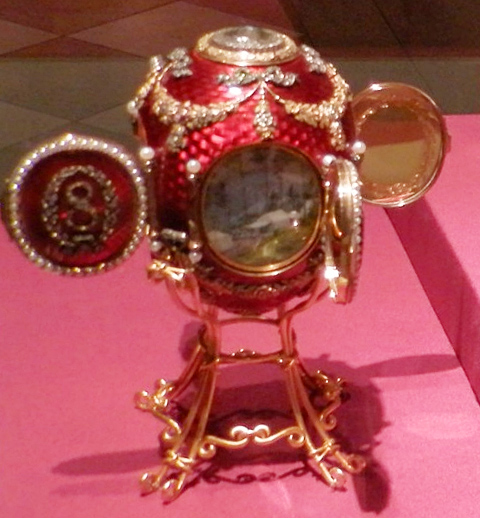
Kaukasus-Ei (1893)

Das Schmuckei im (späten) Louis-XV-Stil hat jeweils in der Mitte vier ovale Medaillons mit Klappdeckeln. Diese sind an den Rändern mit Perlen verziert und haben in der Mitte einen ovalen, mit Bändern durchflochtenen Lorbeerkranz aus Diamanten, der sich wiederum um eine abermals aus Diamanten gefertigte Ziffer windet, wobei die vier Ziffern zusammen die Jahreszahl 1893 ergeben. Jedes Medaillon wird durch eine diamantenbesetzte Säule flankiert, an deren Enden jeweils eine goldene Perle sitzt. Auf der Spitze des Werkes befindet sich ein großer, von Diamantrosen und einem Lorbeerkranz eingeschlossener Porträtdiamant, darunter das Bildnis des Großfürsten Georg Alexandrowitsch (1871–1899), dem dritten Sohn des Zarenpaares, in seiner Marineuniform. Von der Eischulter hängen Rosengirlanden aus Vierfarbgold mit diamantenbesetzten Platinschleifen und Rosenzweiganhängern herab. Der untere Teil des Eis ist ähnlich verziert, mit kleineren Porträtdiamanten am Fuße.
Auf jedem Medaillon befindet sich eine auf Elfenbeingrund gemalte Miniatur mit verschiedenen Ansichten der kaiserlichen Jagdhütte Abastuman im Kaukasus, in welcher der an Tuberkulose erkrankte Großfürst Georg Alexandrowitsch größten Teil seines Lebens verbrachte und 1899 starb. Die Ansichten stammen vom Hofminiaturisten Konstantin Krijitsky und sind signiert und datiert auf das Jahr 1891. Neben diesen Malereien stammen von ihm nur noch die Miniaturen zum Dänisches Palast-Ei (1890).
Der Eiständer aus Gold hat die Form von falschem Flechtwerk. Er ist nicht mehr das Original, auch wenn er stilistisch ohne Zweifel den Korb-, Weiden- und Rattanmöbeln der neunziger Jahre entspricht. Der Ständer wurde von den Hammer Galleries in Auftrag gegeben, während sie im Besitz des Eis waren. Sein Äußeres orientierte sich an den Gestaltungen der Goldständer aus dem Hause Fabergé aus dieser Epoche, wie der Ständer beim Ei Peter der Große von 1903.
Beim Kaukasus-Ei handelt es sich um das erste Schmuckei, das vom Goldschmied datiert wurde.
Es war von allen kaiserlichen Schmuckeiern, neben dem Rosenknospen-Ei (1895), das einzige, das in roter Emaille gehalten wurde. Nach der Geburt des an Hämophilie erkrankten Zarewitsch Alexej verband man diese Farbe mit der unheilbaren königlichen Krankheit und verzichtete danach auf ihre Verwendung; lediglich einmal durchbrochen bei der Herstellung der beiden Rotkreuz-Eier im Jahr 1915.
- Werkstattleiter: Michael Perchin
- Zeichen: Fabergé, Michael Perchin, Ziffer 72 mit gekreuzten Ankern und Zepter
- Material: Vierfarbgold, Silber, Platin, transparent rubinfarbene Emaille auf guillochiertem Emaillegrund mit Korbwebmuster, Diamantrosen, Porträt- bzw. Tafeldiamanten, orientalische Naturperlen, Elfenbein
- Technik: Transparent rubinfarbene Guilloché-Emaille, Aquarell auf Elfenbein, Guss, Ziselierung
- Höhe: 9,2 cm
- Provenienz: Geschenk von Zar Alexander III. an seine Gemahlin Maria Fjodorowna; Hammer Galleries, New York; The Matilda Geddings Gray Foundation, New Orleans
- Verbleib: Metropolitan Museum of Art, New York City, USA

### Renaissance-Ei (1894)

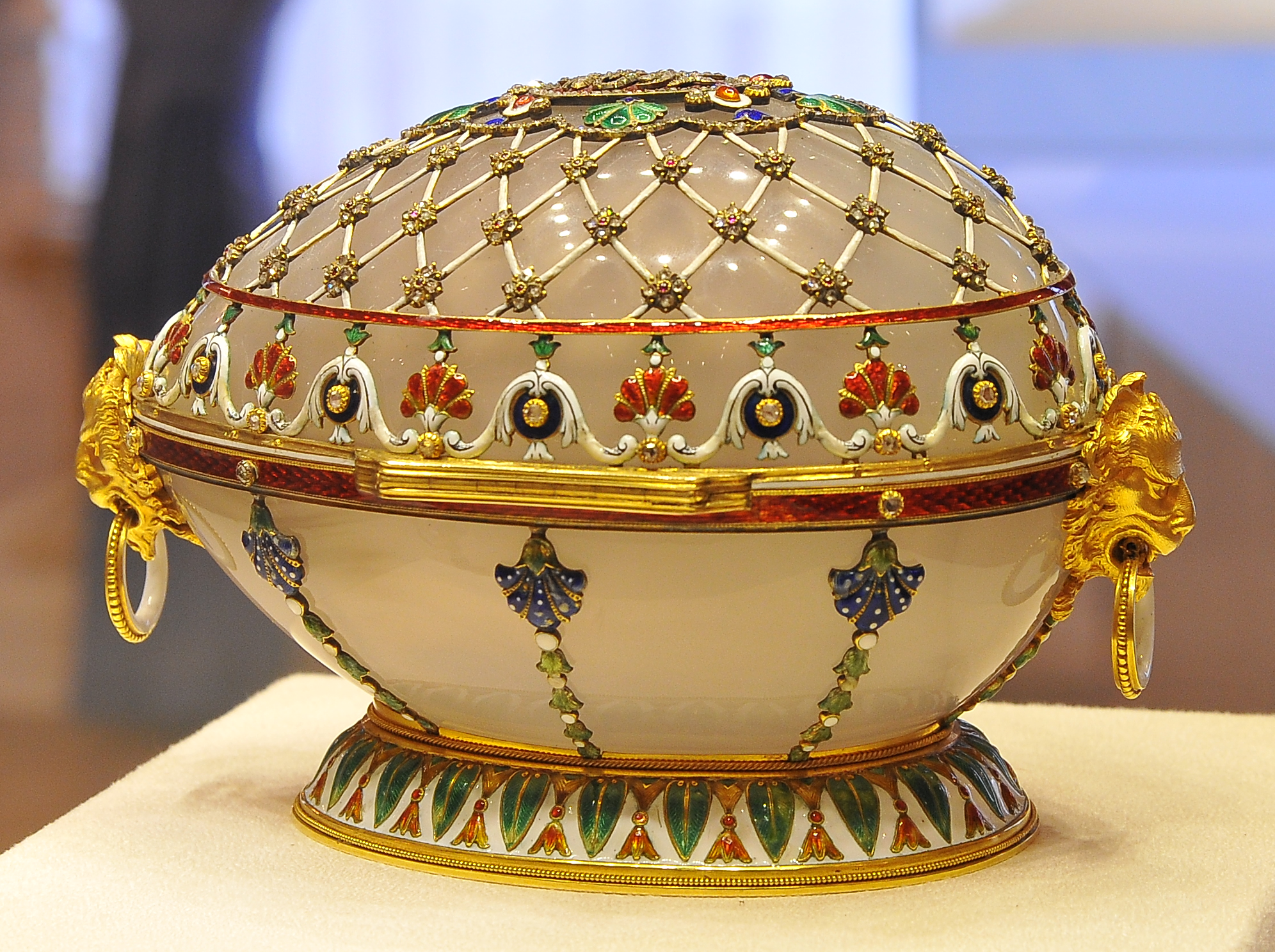
Renaissance-Ei (1894)

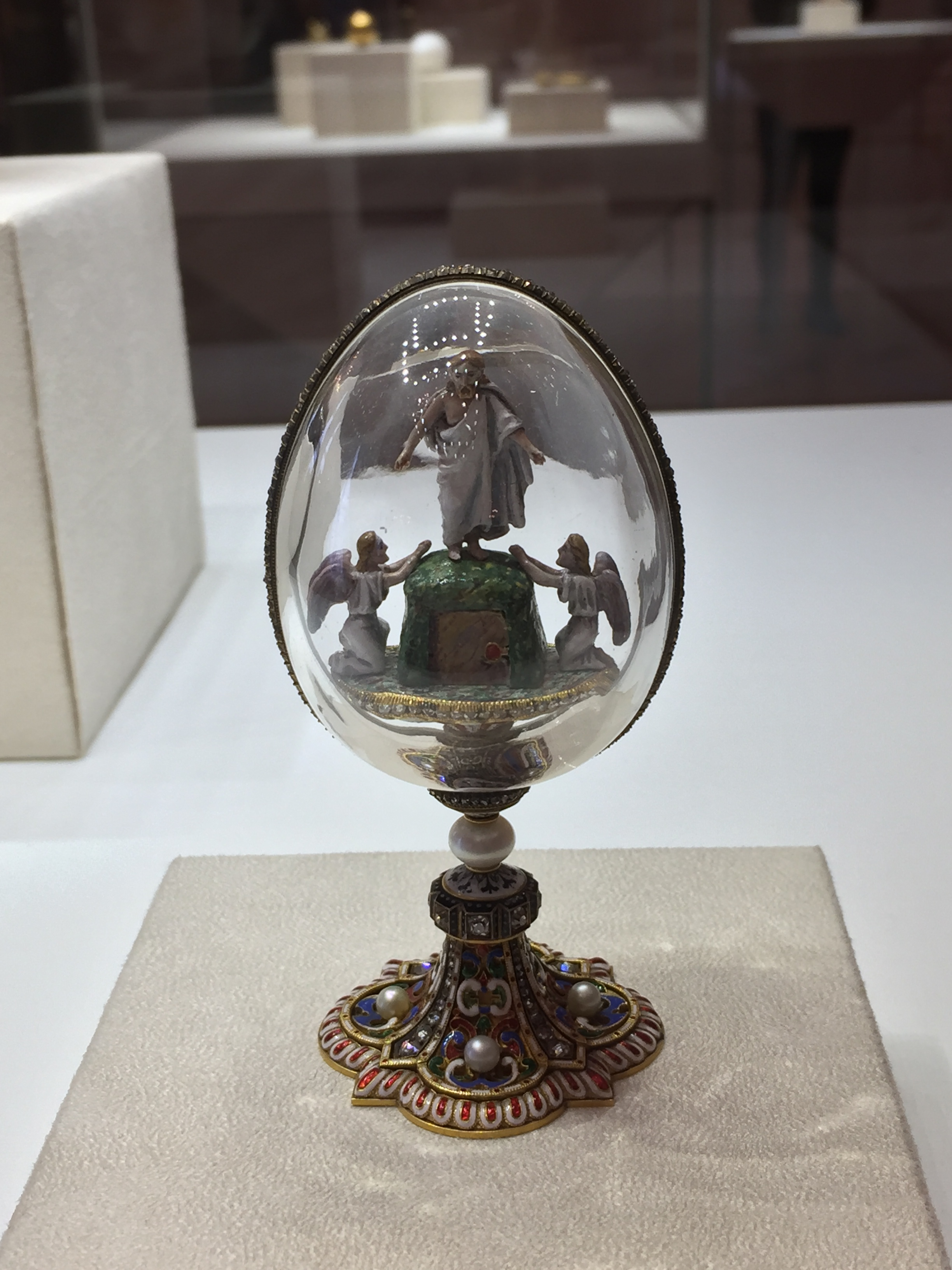
Auferstehungs-Ei, Überraschung des Renaissance-Eis (1894)

Dieses Ei ist das letzte, das durch Zar Alexander III. seiner Frau überreicht wurde; der Zar starb acht Monate nach seiner Fertigstellung. Es handelt sich um die Nachbildung eines eiförmigen Schmuckkästchens, welches von Le Roy 1700 in Amsterdam geschaffen wurde und sich heute im Grünen Gewölbe in Dresden befindet. Im Inneren des Eis war als Überraschung eine in einem durchsichtigen Ei präsentierte Auferstehungsstatue Christi enthalten, die auf einem von zwei knienden Engeln flankierten, mit einem grünen Tuch bedeckten Altar steht. Das Postament in Form eines Eierbechers ist aus Gold geformt und mit Diamanten, verschiedenfarbigen Edelsteinen und Perlen besetzt. Das Auferstehungs-Ei wird in der Sammlung Wekselberg nicht als Überraschung des Renaissance-Eis, sondern davon getrennt gezeigt und deshalb fälschlicherweise als weiteres Fabergé-Ei genannt.
- Werkstattleiter: Michael Perchin
- Zeichen: Fabergé, Michael Perchin, Ziffer 56 mit Ankern
- Materialien: Weißer Achat, Gold, transluzide grüne, rote und blaue Emaille, opake schwarze und weiße Emaille, Diamanten, Rubine
- Länge: 14,0 cm
- Provenienz: Geschenk von Zar Alexander III. an seine Gemahlin Maria Fjodorowna; Armand Hammer, New York; Mr. und Mrs. Henry Talbot de Vere Clifton, UK; La Vieille Russie, Paris; The Forbes Magazine Collection, New York
- Verbleib: Sammlung Wiktor Wekselberg

### Blaues Uhren-Ei mit Schlange (1895)

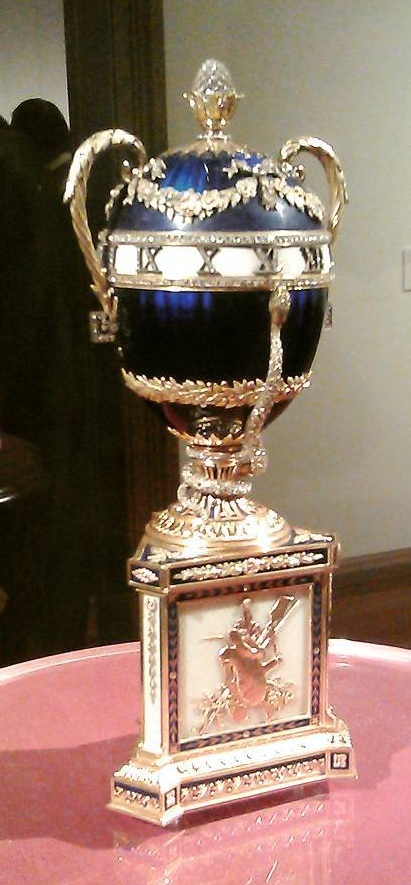
Blaues Uhren-Ei mit Schlange (1895)

Das Ei wurde noch von Alexander III. beauftragt, aber erst nach seinem Tod fertiggestellt und durch seinen Sohn und Nachfolger Nikolaus II. überreicht. Es besteht aus Mehrfarbgold, Diamanten, transluzentem Königsblau und opaleszenter weißer Emaille. Um den Schaft, der das Ei auf einem dreieckigen Sockel stützt, ist eine diamantenbesetzte Schlange gerollt, deren Kopf und Zunge auf die Uhr zeigen. Der drehbare Sockel zeigt jeweils eine von drei unterschiedlichen Frontplatten.
- Werkstattleiter: Michael Perchin
- Höhe: 18,3 cm
- Provenienz: Geschenk von Zar Alexander III. an seine Gemahlin Maria Fjodorowna; Australian Pearl Company; Wartski, London ; Stavros Niarchos; Geschenk an Fürst Rainier III. zum 25. Jahrestag seiner Besteigung des Grimaldi Throns.
- Verbleib: Fürst Albert II. von Monaco

### Rosenknospen-Ei (1895)

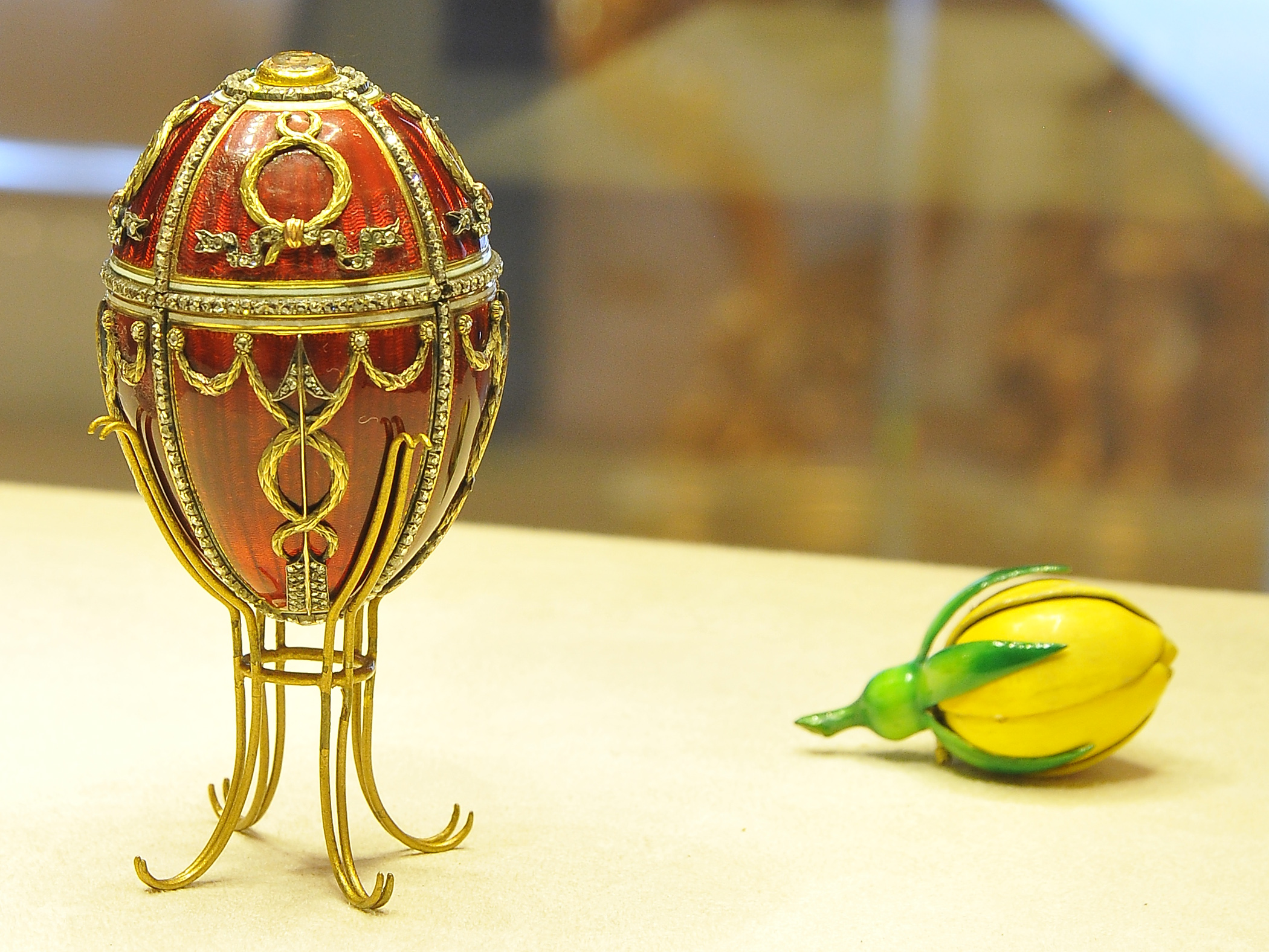
Rosenknospen-Ei (1895)

Das jahrzehntelang verschollene Rosenknospen-Ei war das erste Geschenk von Zar Nikolaus II. an seine Gemahlin Alexandra Fjodorowna. Die Spitze des Eis wird von einem Porträt Nikolaus’ II. gekrönt, während am Fuß die Jahreszahl mit Diamanten eingelassen ist. Im Ei befindet sich eine aufklappbare gelbe Rosenknospe, in der sich ursprünglich zwei weitere Überraschungen verbargen: eine Miniaturkopie der kaiserlichen Krone und ein eiförmiger Rubinanhänger. Beides war nahezu identisch mit der Krone und dem Anhänger des allerersten kaiserlichen Ostereies und wurde ebenfalls vom Ei getrennt, bevor die Sowjets dieses in den zwanziger Jahren verkauften. Der Verbleib der beiden kleineren Überraschungen ist heute unbekannt.
- Werkstattleiter: Michael Perchin
- Zeichen: Fabergé, Michael Perchin, Ziffer 56 mit Ankern
- Material: Schale: Mehrfarbiges Gold, transluzide rote und opake weiße Emaille, Diamanten, Samtfutter; Rosenknospe: Gold, opake grüne und gelbe Emaille
- Technik: Transluzide Emaille auf guillochiertem Grund, Ziselierung
- Höhe: 6,8 cm
- Provenienz: Geschenk von Zar Nikolaus II. an seine Gemahlin Alexandra Fjodorowna; Wartski, London; Charles Parsons, England; Mr. und Mrs. Henry Talbot de Vere Clifton, England; The Fine Art Society, London; The Forbes Magazine Collection, New York
- Verbleib: Sammlung Wiktor Wekselberg

### Lila-Ei mit 12 Monogrammen (1896)

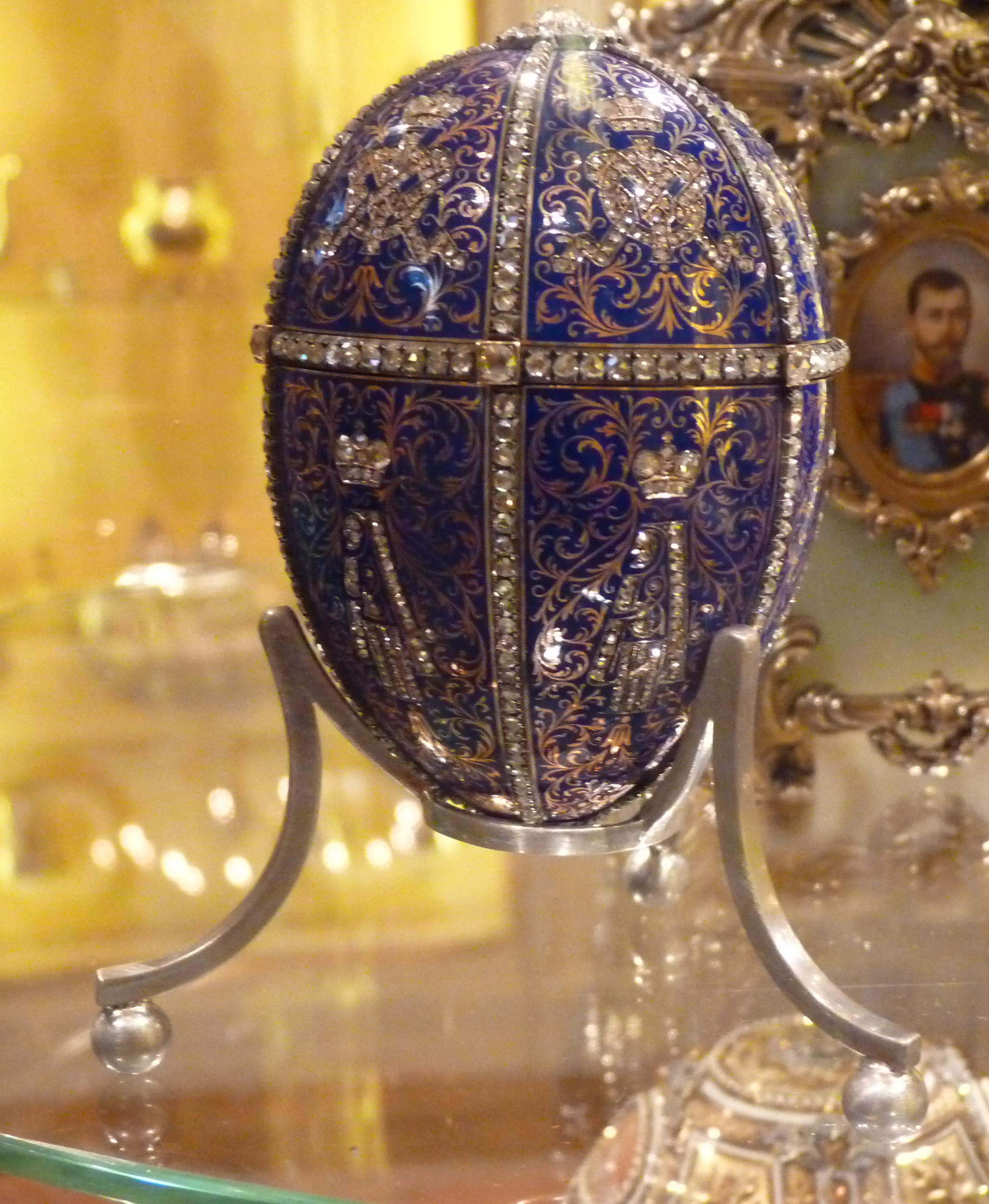
Lila-Ei mit 12 Monogrammen (1896)

Das Ei besteht aus transluzenter blauer Emaille, Rotgold, Rosendiamanten, Porträtdiamanten und Samtfutter. Das goldene Ei ist mit zwölf Tafeln bedeckt, die waagrecht und senkrecht durch Bänder mit Rosendiamanten geteilt sind. Die oberen sechs Segmente mit der kaiserlichen Krone und den Monogrammen „MF“ (Maria Fjodorowna)
sind aus Rosendiamanten erstellt und verziert, die unteren sechs Segmente in derselben Technik mit den Monogrammen „AIII“ (Alexander III.). Die Überraschung im Innern des Eis ist verloren, vermutlich handelt es sich um 6 Porträts von Alexander III., die auf der Rechnung Fabergés erwähnt sind.
- Werkstattleiter: Michael Perchin
- Höhe: 7,9 cm
- Provenienz: Geschenk von Zar Nikolaus II. an seine Mutter Maria Fjodorowna; Marjorie Merriweather Post, Erbin von General Foods
- Verbleib: Hillwood Museum, Washington DC, USA

### Bergkristall-Ei mit 12 Miniaturen (1896)

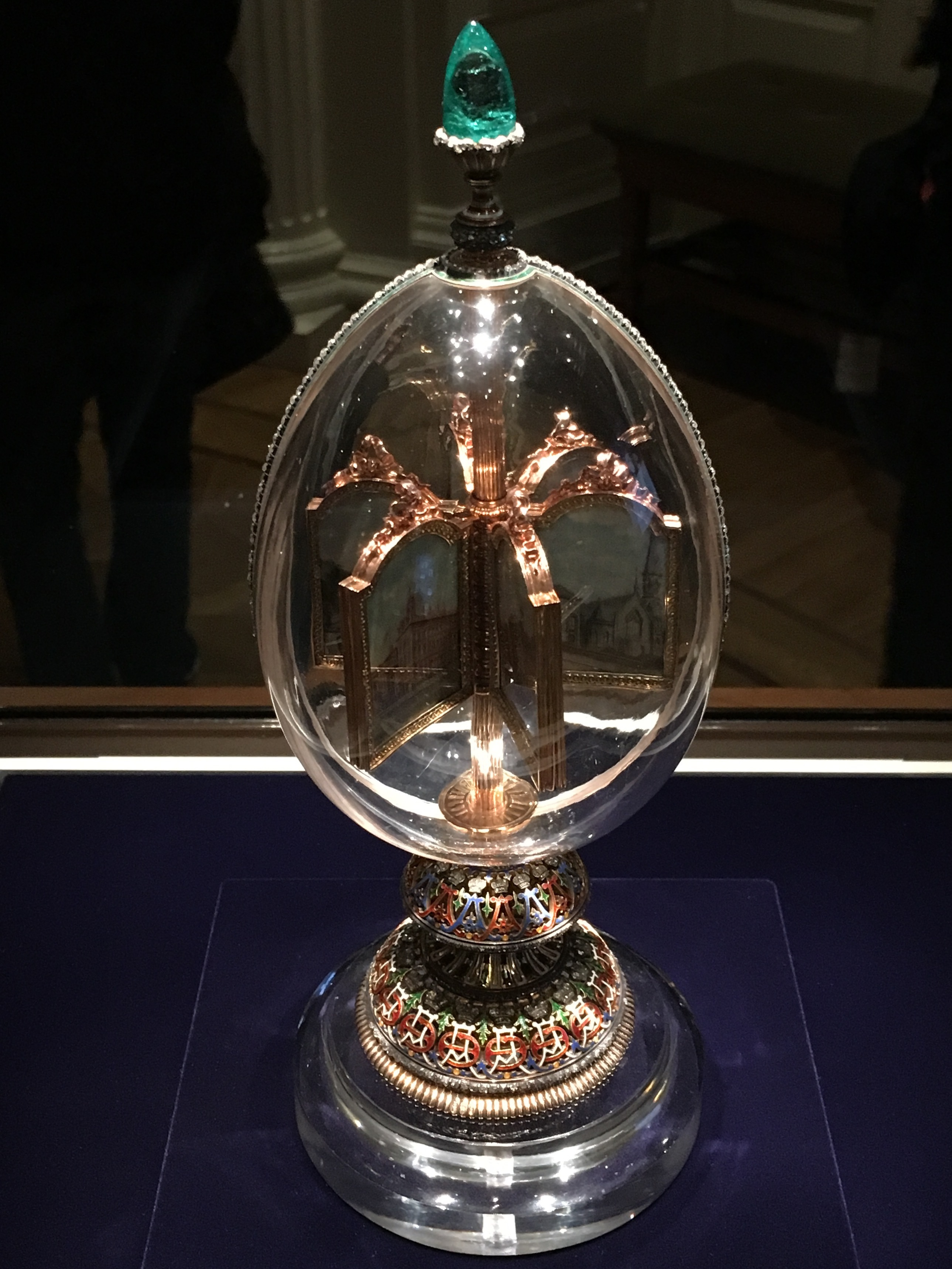
Bergkristall-Ei mit 12 Miniaturen (1896)

Das Ei besteht aus Bergkristall, Gold, Rosendiamanten, einem Cabochon-Smaragd, transluzenter smaragdgrüner und orangefarbener, weißer und blauer Emaille. Die beiden Hälften des Bergkristall-Eis werden von schmalen rosafarbenen Diamanten auf einem smaragdgrün emaillierten Goldband zusammengehalten. Die Spitze bildet ein 27 Karat schwerer sibirischer Cabochon-Smaragd. Das Ei wird von einem kreisförmigen Bergkristallsockel gestützt, den die Monogramme von Alexandra als Prinzessin und Zarin mit ihrer jeweiligen Krone umkreisen. Die zwölf Miniaturen im Innern des Eis sind in Gold gerahmt und kreisen um einen zentralen Schaft, wenn der Cabochon-Smaragd an der Spitze gedrückt wird. Jede Miniatur stellt einen Ort von Bedeutung im Leben der Zaren dar:
- Neues Palais, Darmstadt, Deutschland
- Jagdschloss Kranichstein in Hessen, Deutschland
- Veste Coburg, Deutschland
- Schloss Rosenau bei Coburg, Deutschland
- Alexander-Palast, Zarskoje Selo, Russland
- Anitschkow-Palast, St. Petersburg, Russland
- Winterpalast, St. Petersburg, Russland
- Wolfsgarten in Hessen, Deutschland
- Cathcart House (und Kirche), Harrogate, UK
- Windsor Palace, UK
- Schloß Balmoral in Schottland, UK
- Osborne House auf der Isle of Wight, UK

Die Miniaturen werden wie Buchseiten gefaltet, so dass von vorne zwei der Miniaturen zu sehen sind.
- Höhe: 24,8 cm
- Provenienz: Geschenk von Zar Nikolaus II. an seine Gemahlin Alexandra Fjodorowna; Hammer Galleries, New York; Lillian Thomas Pratt, Ehefrau des Direktors von General Motors
- Verbleib: Virginia Museum of Fine Arts, Richmond, USA

### Malvenfarbenes Ei mit 3 Miniaturen (1897)

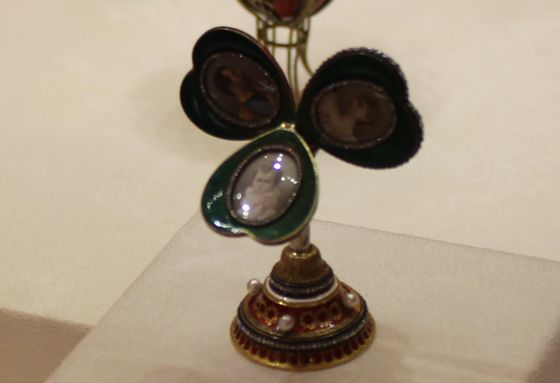
Malvenfarbenes Ei (1897, nur Überraschung)

Das Ei gilt als verloren, die Überraschung ist unversehrt. Sie befindet sich in einem roten Herz mit einem Monogramm, das auf einem diamantenbesetzten säulenartigen Sockel aus emailliertem Gold steht. Das Herz öffnet sich nach einem Druck auf den Stiel und zeigt danach in grüner Emaille gebettete und mit Diamanten und Guillochen verzierte Porträtbilder von Nikolaus II., seiner Frau Alexandra Fjodorowna und ihrer ersten Tochter, der Großherzogin Olga Nikolaievna Romanowa. Die Porträtbilder sind in Form eines dreiblättrigen Kleeblattes geschnitten. Nach einem Druck auf eine Perle im Standfuß schließt sich das Herz wieder.
Ein ähnliches Ei mit analoger Überraschung wurde 1902 von Fabergé als Kelch Rocaille-Ei hergestellt.
- Material: Gold, Diamanten, Perlen
- Technik: Transparenter Emailleüberzug auf guillochiertem Grund
- Höhe der Überraschung: 8,2 cm
- Provenienz: Geschenk von Zar Nikolaus II. an seine Mutter Maria Fjodorowna
- Verbleib: Ei: verschollen; Überraschung: Sammlung Wiktor Wekselberg

### Krönungs-Ei (1897)

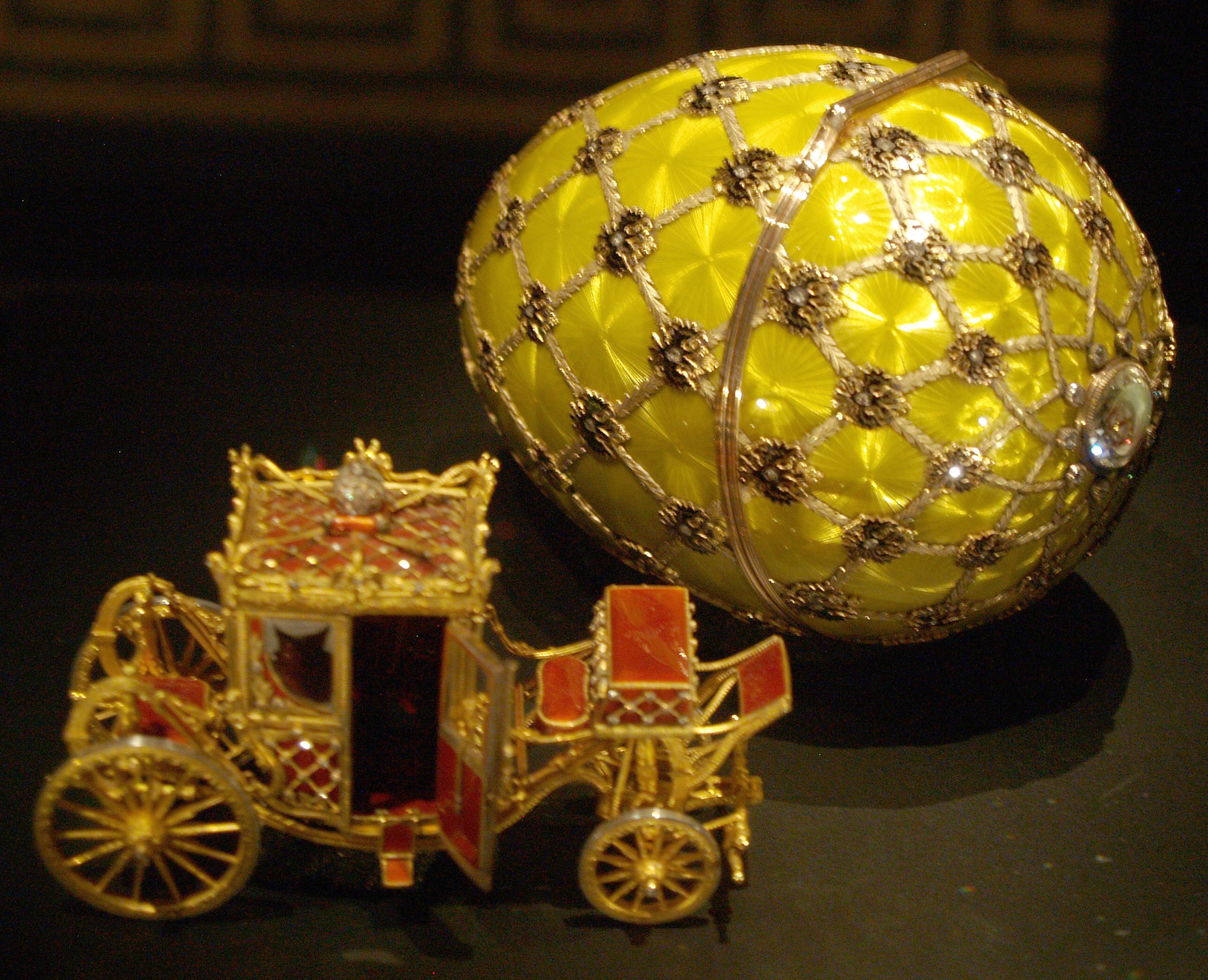
Krönungs-Ei (1897)

Das teuerste unter allen royalen Schmuckeiern wurde von Sotheby’s auf 24 Mio. Dollar taxiert. Das Ei, das Zar Nikolaus II. seiner deutschen Gemahlin Alexandra überreichte, ist äußerlich dem Krönungsmantel der Zarin nachempfunden. Ein Tafeldiamant, unter dem die in Diamantrosen und Rubinen ausgelegten Initialen der Zarin zu sehen sind, ziert die Spitze des Eis. Am Fuß des Eis ist unter einem Tafeldiamanten die Jahreszahl 1897 eingelassen. Als Überraschung enthält das Krönungs-Ei ein von Georg Stein geschaffenes Modell der Kutsche, in der Zar Nikolaus II. und Zarin Alexandra Fjodorowna nach der Krönung gefahren wurden. Sie ist aus Gold, Platin sowie Emaille und mit diversen Juwelen besetzt. An der Decke der Kutsche hing ursprünglich ein winziges, dicht mit Diamanten besetztes Ei. Die Detailtreue der Kutsche geht so weit, dass sich beim Öffnen der Tür sogar ein kleiner Steg entfaltet.
- Werkstattleiter: Michael Perchin, Werkmeister: Henrik Wigström
- Zeichen: Michael Perchin, Ziffer 56 mit Ankern, der Name Wigström ist auf der Innenseite der Schale leicht eingeritzt.
- Materialien: Schale: Mehrfarbgold, transluzide gelbe und opake schwarze Emaille, Diamanten, Samtfutter; Kutsche: Gold, Platin, erdbeerfarbene Emaille, Diamanten, Rubine, Bergkristall
- Länge: Ei: 12,7 cm, Überraschung (Kutsche): 9,3 cm
- Provenienz: Geschenk von Zar Nikolaus II. an seine Gemahlin Alexandra Fjodorowna; um 1927 von Emanuel Snowman für Wartski, London, erworben; The Forbes Magazine Collection, New York
- Verbleib: Sammlung Wiktor Wekselberg

### Pelikan-Ei (1898)
Das Pelikan-Ei besteht aus Rotgold, Diamanten, Perlen, grau, rosa und opaleszenter blauer Emaille und Aquarell auf Elfenbein. Der Ständer besteht aus Mehrfarbgold. Das Ei selbst entfaltet sich zu acht aneinander gereihten Elfenbeinminiaturen. Das Ei ist eines der wenigen Eier, das nicht über den größten Teil seiner Oberfläche emailliert ist, sondern teilweise aus einer roten Samthülle besteht. Es wird überragt von einem Pelikan, der die Jungen im Nest füttert. Der Pelikan war Maria Fjodorownas persönliches Symbol. Auf den ovalen Miniaturen sind acht Institutionen abgebildet:
- St. Petersburg, Elisabeth-Institut (gegr. 1808)
- St. Petersburg, Nikolaus-Institut (gegr. 1837)
- St. Petersburg, Katharina-Institut (gegr. 1798)
- St. Petersburg, Pawlowski-Institut (gegr. 1798)
- St. Petersburg, Smolny-Institut (gegr. 1764)
- St. Petersburg, Patriotisches Institut (gegr. 1802)
- St. Petersburg, Xenia-Institut (gegr. 1895)
- Moskauer Nikolaus Waisenhaus-Institut (gegr. 1837)

Das Pelikan-Ei erinnert an die hundertjährige Feier der zaristischen Schirmherrschaft von karitativen Einrichtungen.
- Werkstattleiter: Michael Perchin
- Höhe: 13,3 cm
- Provenienz: Geschenk von Zar Nikolaus II. an seine Mutter Maria Fjodorowna; Lillian Thomas Pratt, Ehefrau des Direktors von General Motors
- Verbleib: Virginia Museum of Fine Arts, Richmond, USA

### Maiglöckchen-Ei (1898)

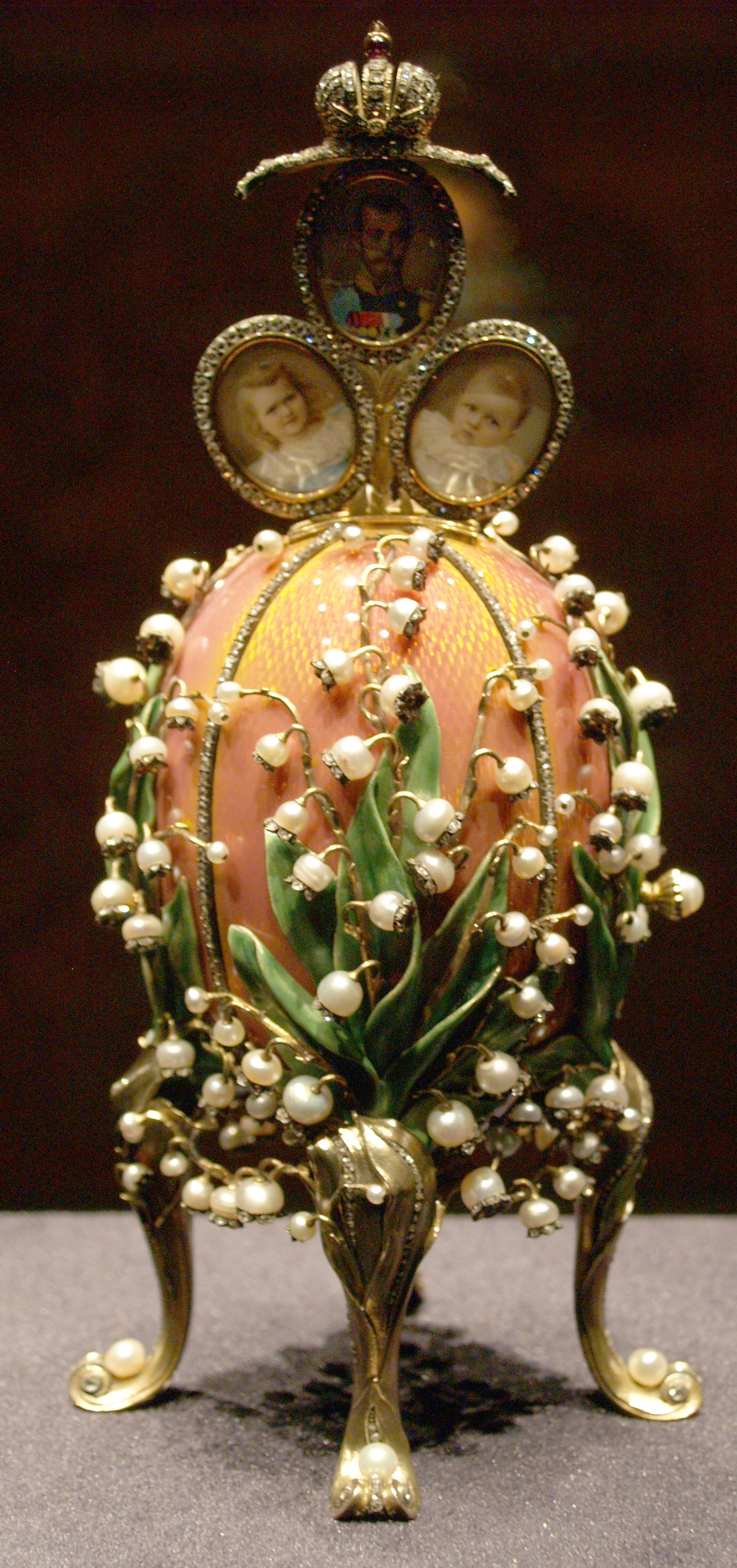
Maiglöckchen-Ei (1898)

Das Maiglöckchen-Ei ist vom Art-Nouveau-Stil charakterisiert. Diesen Stil setzte Fabergé auch bei seinen Objets d’art an. Das Maiglöckchen-Ei wurde auf der Weltausstellung 1900 in Paris ausgestellt, während sich die Art-Nouveau-Euphorie in Paris auf dem Höhepunkt befand. Die äußere Schale ist mit den Lieblingsblumen und Lieblingsjuwelen (Perlen und Diamanten) der jungen Zarin verziert. Die Überraschung im Inneren besteht aus drei von Johannes Zehngraf geschaffenen Miniaturporträts von Zar Nikolaus II. und seinen beiden ältesten Töchtern, Großfürstinnen Olga und Tatjana, die durch eine Drehung des Perlknopfes aus dem Inneren an der Spitze des Eis hervorkommen und sich entfalten. Das Datum ist auf der Rückseite der Miniaturen eingraviert.
- Werkstattleiter: Michael Perchin
- Zeichen: Michael Perchin, Ziffer 56 mit Ankern
- Material: Gold, transluzide rosa und grüne Emaille, Diamanten, Rubine, Perlen, Bergkristall, Elfenbein
- Technik: Transparenter Emailleüberzug auf guillochiertem Grund, Ziselierung, Malerei auf Elfenbein
- Höhe: Ei geschlossen: 15,1 cm, Ei geöffnet: 19,9 cm
- Provenienz: Geschenk von Zar Nikolaus II. an seine Gemahlin Alexandra Fjodorowna; The Forbes Magazine Collection, New York
- Verbleib: Sammlung Wiktor Wekselberg

### Hennen-Ei (1898), 1. Kelch-Ei

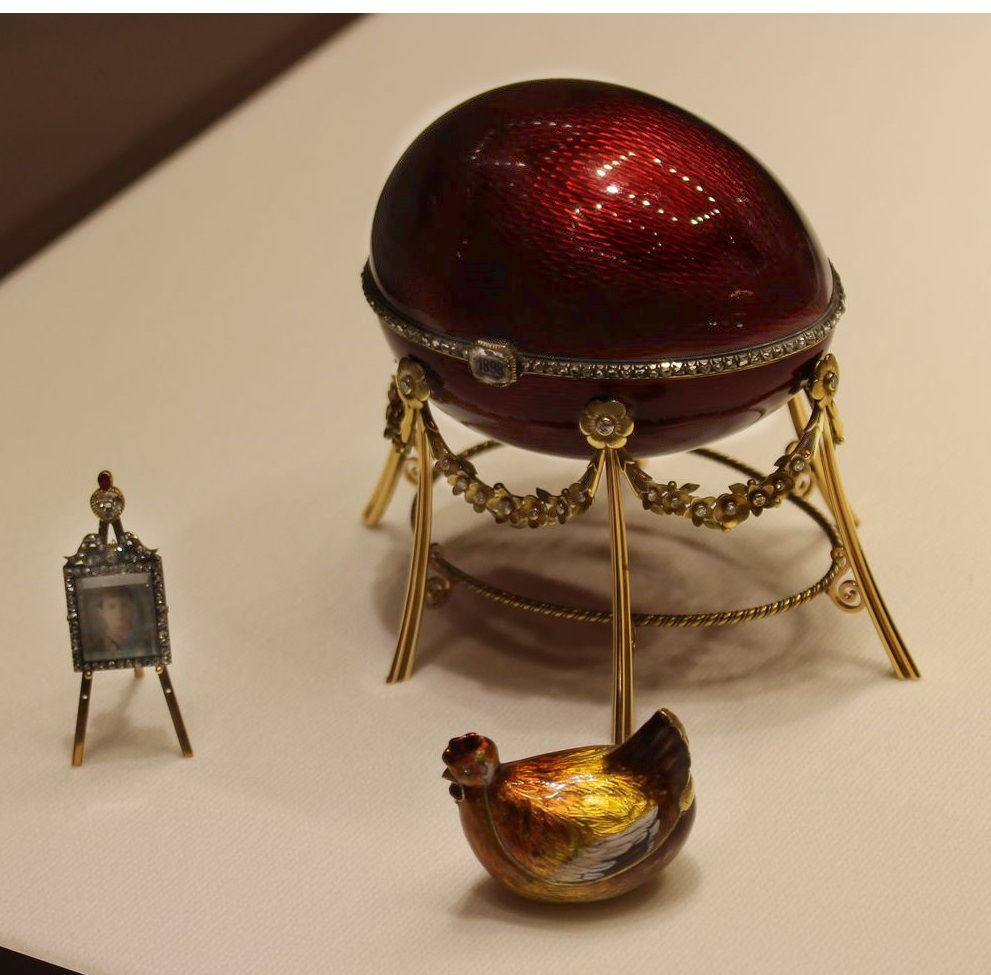
Hennen-Ei (1. Kelch-Ei, 1898)

Das Ei besteht aus Gold, Rosen- und Porträtdiamanten, durchscheinendem Erdbeerrot, opaker weißer und mattgelber Emaille und Wildlederfutter. Das in transluzentem Erdbeerrot guillochierte Ei öffnet sich horizontal und präsentiert die im Innern verborgene Überraschung. Diese besteht aus einem wildledergefütterten Innenraum mit einer Henne aus Gold und gelb, orange, rot und braun durchscheinenden Schattierungen. Die Federn schimmern weißlich, die Augen sind mit Diamanten besetzt. Die Henne wiederum ist am Schwanz aufklappbar und präsentiert eine goldene Miniatur-Staffelei mit einem Rahmen aus Rosendiamanten. Die aufgeklappte Staffelei zeigte ursprünglich das Monogramm „BK“ und das Porträt von Barbara Kelch. Beides wurde in den 1930er Jahren vom damaligen Besitzer durch das Monogramm von Zar Nikolaus II. und ein Porträt des Zarewitsch Alexei in der Uniform des Vierten Schützenbataillons ersetzt.
- Länge: Ei: 8,4 cm, Henne: 4,8 cm
- Provenienz: Geschenk von Alexander Kelch an seine Gattin Barbara Kelch-Bazanova; A La Vieille Russie, Paris; The Forbes Magazine Collection, New York
- Verbleib: Sammlung Wiktor Wekselberg

### Stiefmütterchen-Ei (1899)

Überraschung im Stiefmütterchen-Ei (1899)

Das Ei besteht aus Nephrit, vergoldetem Silber, Diamanten, weißer, roter, grüner und opaker violetter Emaille. Es steht auf einem Fuß gedrehter, goldener Blätter aus dem sich fünf Stiefmütterchenblüten und fünf -knospen an dem Ei nach oben ranken. Blüten und Knospen schimmern in verschiedenen, emaillierten Violetttönen. Der obere Teil des Eis kann geöffnet werden und enthüllt die enthaltene Überraschung. Diese besteht aus einer goldenen Miniaturstaffelei mit einem diamantengeschmückten, weißen Emailleherz, auf dem elf ovale Medaillons aus erdbeerroter Emaille sichtbar sind. Jedes Medaillon ist aufklappbar und trägt in sich ein Porträt eines Mitgliedes der kaiserlichen Familie. Die Dargestellten sind von oben nach unten und von links nach rechts:
- Großfürst Georg (jüngerer Bruder von Zar Nikolaus II.)
- Großfürst Alexander (Gemahl der Zarenschwester, Großfürstin Xenia)
- Zar Nikolaus II.
- Großfürstin Irina, später Prinzessin Jussupow (Tochter von Großfürst Alexander und Großfürstin Xenia)
- Großfürstin Olga (älteste Zarentochter)
- Großfürstin Tatjana (zweite Zarentochter)
- Großfürst Michael (jüngster Bruder von Zar Nikolaus II.)
- Zarin Alexandra
- Großfürst Andrei (Bruder von Großfürstin Irina)
- Großfürstin Olga (jüngste Schwester von Zar Nikolaus II.)
- Großfürstin Xenia (jüngere Schwester von Zar Nikolaus II.)

Die geschlossenen Medaillons zeigen die aus Gold gestalteten Monogramme der dargestellten elf Mitglieder der kaiserlichen Familie.
- Werkstattleiter: Michael Perchin
- Zeichen: Ziffer 88, Kokoschnik
- Material: Nephrit, vergoldetes Silber, Diamanten
- Technik: Guilloché
- Höhe: 14,6 cm
- Provenienz: Geschenk von Zar Nikolaus II. an seine Mutter Maria Fjodorowna; Hammer-Galleries, 1930er Jahre; Mrs. Harold Matilda Gray Stream, New Orleans, USA als Hochzeitsgeschenk an ihre Nichte
- Verbleib: Privatsammlung, vermutlich Nichte von Mrs. Harold Stream, New Orleans (Louisiana), USA

### Madonnenlilien-Ei (1899)

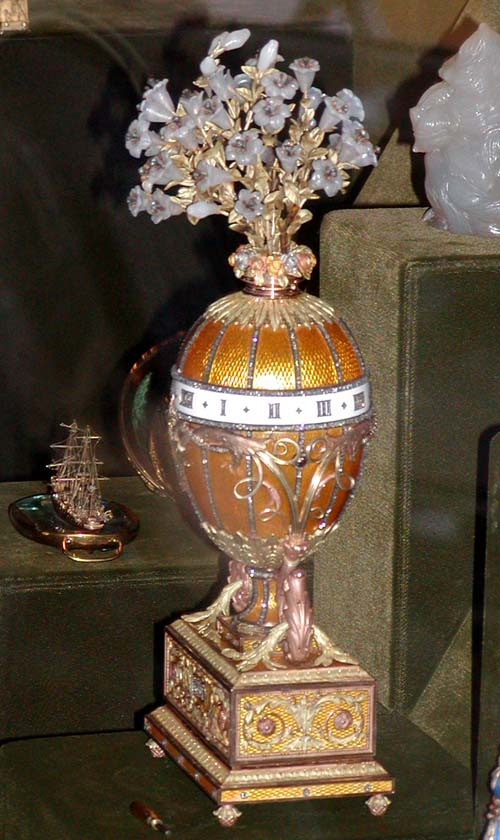
Madonnenlilien-Ei (1899)

Die auf einem rechteckigen Sockel stehende Uhr ist mit gelbgoldener, transluzider Emaille auf guillochiertem Grund verziert. Die Uhr ihrerseits wird von einem zarten, aus Onyx gearbeiteten Lilienstrauß gekrönt. Die Blütenstempel sind dabei mit kleinen Diamanten besetzt, Blätter und Stängel sind aus gefärbtem Gold. Der Körper der Uhr wird durch diamantenverzierte Bänder in zwölf Sektionen untergliedert. Der ebenso mit Diamanten besetzte pfeilförmige Zeiger ist fest im Sockel verankert. Ein Emailleband mit zwölf diamantenverzierten römischen Ziffern dreht sich um den Perimeter des Eis und gibt dadurch die genaue Zeit an. Der mit Rosetten geschmückte Sockel trägt das in Diamanten gesetzte Produktionsjahr 1899. Das Uhrwerk wird mit einem goldenen Schlüssel aufgezogen.
- Werkstattleiter: Michael Perchin
- Zeichen: Fabergé, Michael Perchin, Beschauzeichen St. Petersburg mit den Initialen des Beschaumeisters Inspektor Yakow Lyapunow = Y.L., Standard 56
- Material: Gold, Platin, Silber, Rosetten, Onyx
- Technik: Guss, Prägung, Emaille, Guilloché
- Höhe: 27,0 cm
- Provenienz: Geschenk von Zar Nikolaus II. an seine Gemahlin Alexandra Fjodorowna
- Verbleib: Kreml-Rüstkammer, Moskau (Inventar-Nr. MP-653/I-2)

### 12-Paneele-Ei (1899), 2. Kelch-Ei
Das Ei besteht aus Gelbgold, Rosendiamanten, Porträtdiamanten, transluzenter rosa und grüner Emaille und undurchsichtiger weißer Emaille. Der obere und der untere Teil des Eis sind in jeweils sechs Paneele aus matt veredeltem Gold unterteilt, überlagert mit Reihen von rosa Emaillerosen mit goldenen Stielen und durchscheinenden grünen Blättern. Ein Band aus Rosendiamanten, die in Intervallen als Rosetten aus zusätzlichen Diamanten verziert sind, umgibt das Ei in der Mitte. Die Enden des Eis sind mit konzentrischen Kreisen aus Diamanten, goldenen und grün emaillierten Blattmotiven und rosa Emaille veredelt. Ein Medaillon als oberer Abschluss zeigt die Initialen B.P.K. unter einem Porträtdiamanten, unten trägt ein kleineres Medaillon die Jahreszahl 1899. Die im Innern ursprünglich enthaltene Überraschung ist unbekannt und verloren.
Von den sieben Kelch-Eiern wurden sechs von Warwara Kelch-Bazanova über den Juwelier Morgan im Jahr 1920 an „A La Vieille Russie, Paris“ verkauft. Lediglich das 12-Paneele-Ei blieb noch ein paar Jahre bei der Besitzerin, bis sie es direkt an „A La Vieille Russie“ veräußerte.
- Höhe: 9,5 cm
- Provenienz: Geschenk von Alexander Kelch an seine Gattin Barbara Kelch-Bazanova, A La Vieille Russie, Paris; König Georg V. von England für Königin Mary von England
- Verbleib: Royal Collection HM King Charles III., London, UK

### Kuckucks-Ei (1900)

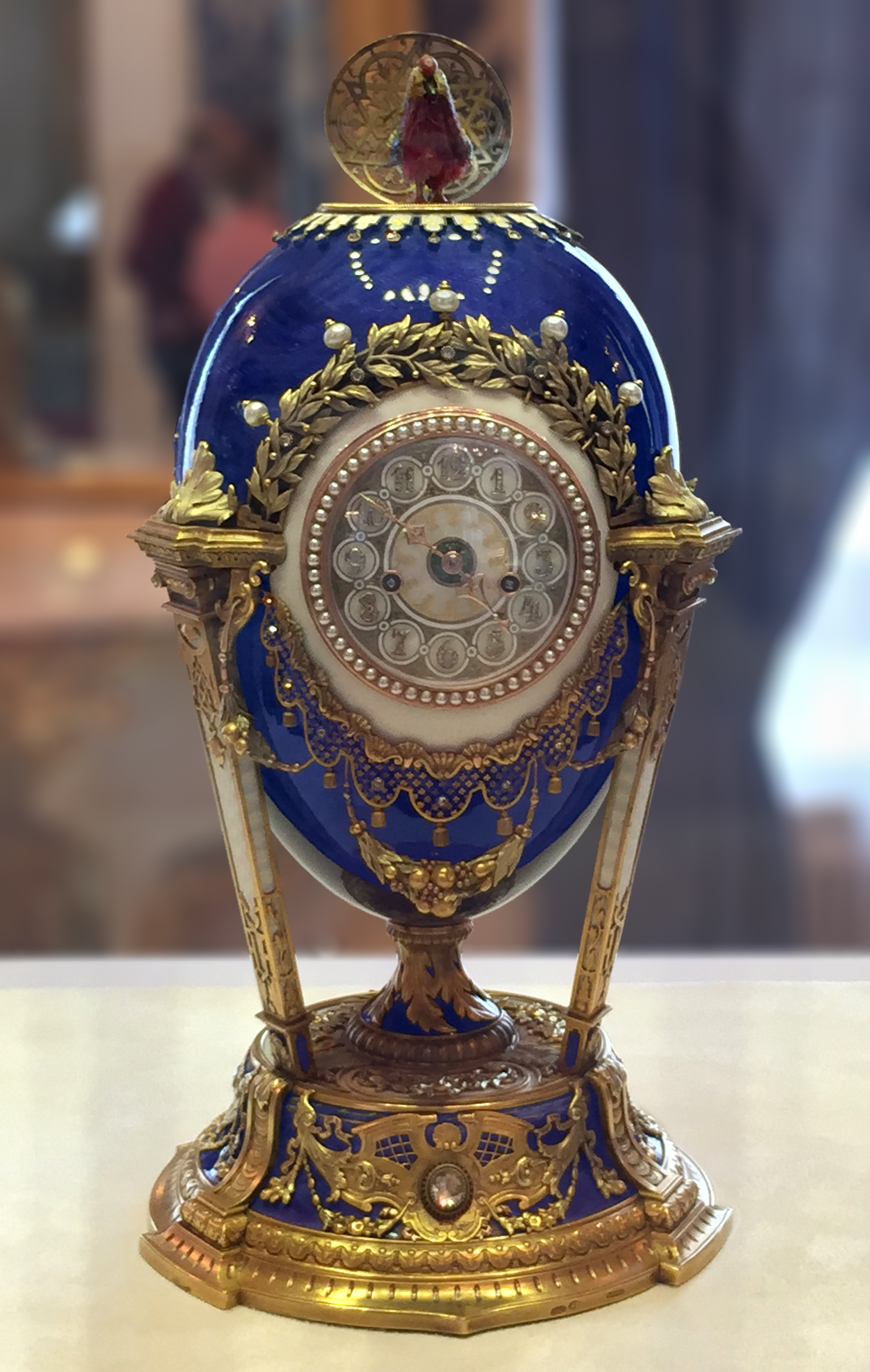
Kuckucks-Ei (1900)

Das barock gestaltete Kuckucks-Ei in Form einer Tischuhr ist eines von sechs Eiern mit eingebauter Spieluhr-Technik. Durch Knopfdruck öffnet sich der Deckel auf der Eispitze und ein kleiner krähender und flügelschlagender Vogel kommt zum Vorschein. Der Singvogel-Mechanismus im Kuckucks-Ei ist simpel und wird unabhängig vom Uhrwerk durch Knopfdruck aktiviert. Daraufhin erscheint der Vogel, der eher einem Hahn als einem Kuckuck ähnelt, bewegt Schnabel und Flügel und gibt durch einen Blasebalgmechanismus Töne von sich.
- Werkstattleiter: Michael Perchin
- Zeichen: Fabergé, Michael Perchin, Ziffer 56, Kokoschnik
- Material: Mehrfarbgold, transluzide violette und grüne Emaille, opalisierende weiße Austern-Emaille, opake violette Emaille, Diamanten, Rubine, Perlen, Federn
- Technik: Transparenter und opalisierender Emailleüberzug auf guillochiertem Grund, Ziselierung, Filigran
- Höhe: 20,3 cm (in geöffnetem Zustand)
- Provenienz: Geschenk von Zar Nikolaus II. an seine Mutter Maria Fjodorowna; The Forbes Magazine Collection, New York
- Verbleib: Sammlung Wiktor Wekselberg

### Ei mit der Transsibirischen Eisenbahn (1900)

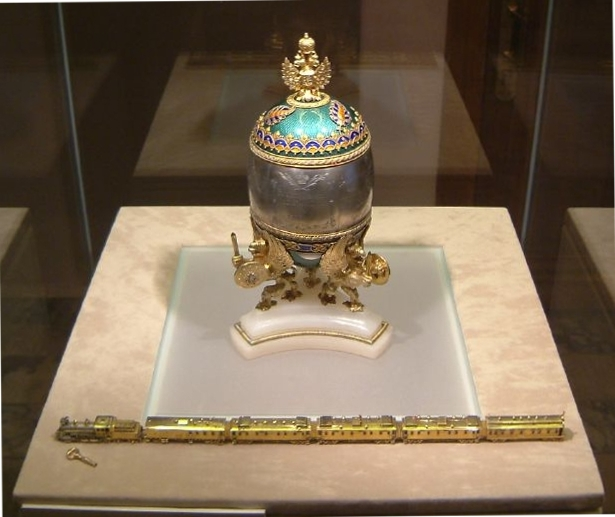
Ei mit der Transsibirischen Eisenbahn (1900)

Ein Ei aus Silber mit aufklappbarem Deckel, geschmückt mit farbiger Emaille, auf weißem Onyx-Sockel stehend. Das zentrale Silberband ist graviert mit dem Streckenverlauf der Transsibirischen Eisenbahn und der Schrifttafel: Große Sibirische Eisenbahnstrecke im Jahr 1900. Der Deckel des Eis ist mit grüner Emaille überzogen, sowie mit eingelegten Akanthusblättern verziert. Gekrönt wird das Ei von einem dreiköpfigen Kaiseradler aus Silber und Gold, der eine Krone emporhält. Das Ganze wird von drei aus vergoldetem Silber gegossenen Greifen mit Schwert und Schild getragen. Der dreiseitige Sockel wurde aus weißem Onyx gefertigt, mit konkaven Seiten und abgerundeten Ecken. In den Sockel wurde ein vergoldetes Silberband eingearbeitet.
Der dreiteilige Miniaturzug als Überraschung im Innern des Eis besteht aus einer Platin-Lokomotive mit Rubinscheinwerfern und Rücklichtern aus Diamanten und fünf goldenen Waggons mit Bergkristall-Fenstern. Die ersten vier Waggons tragen die Aufschriften Post, Nur für Damen, Raucher und Nichtraucher. Der letzte Wagen ist als orthodoxe Kapelle gestaltet. Der Mechanismus des Zuges wird durch einen goldenen Schlüssel aufgezogen und lässt den aufgeklappten Zug rollen.
- Werkstattleiter: Michael Perchin
- Zeichen: Fabergé, Michael Perchin, Beschauzeichen St. Petersburg mit Initialen des Beschaumeisters Yakow Lyapunow = Y.L., Standard 56
- Material: Gold, Platin, gefärbtes Gold, Silber, Rosetten, Rubine, Onyx, Kristall
- Technik: Guss, Emaille, Gravur, Filigran, Guilloché
- Höhe: 26,0 cm, Länge des Zuges: 39,8 cm
- Provenienz: Geschenk von Zar Nikolaus II. an seine Gemahlin Alexandra Fjodorowna
- Verbleib: Kreml-Rüstkammer, Moskau

### Tannenzapfen-Ei (1900), 3. Kelch-Ei
Das Ei besteht aus Gold, Silber, Diamanten im Rosenschnitt, Brillanten und transluzenter königsblauer Emaille, die Überraschung im Innern aus Gold, Silber, Elfenbein, Rosendiamanten und roter und grüner Emaille. Das Ei ist als Tannenzapfen gestaltet, ein Symbol der Auferstehung, und mit vier quadratisch angeordneten blütenförmigen Porträtdiamanten geschmückt, die die Jahreszahl 1900 umschließen. Das untere Ende ist mit einem Porträtdiamanten verziert. Die geöffnete Eierschale enthüllt in einem samtbeschlagenen Fach einen oxydierten indischen Elefanten mit Stoßzähnen aus Elfenbein. Auf einem Fransentuch aus Rot- und Grüngold sitzt ein Mahout mit Turban und Reitgerte. Die beiden Enden des Tuchs sind mit je drei Diamanten bestückt, wobei einer ein Schlüsselloch bedeckt. Wenn die Automatik des Elefanten mit einem Goldschlüssel aufgezogen wird, bewegt er sich vorwärts, verschiebt sein Gewicht von einer Seite zur andern, dreht seinen Kopf und wedelt mit dem Schwanz.
- Höhe: 9,5 cm
- Provenienz: Geschenk von Alexander Kelch an seine Gattin Barbara Kelch-Bazanova; A La Vieille Russie, Paris; Joan Kroc, Witwe des Gründers von McDonald’s, Ray Kroc
- Verbleib: Collection Joan Kroc, San Diego, USA

### Gatschina Palast-Ei (1901)

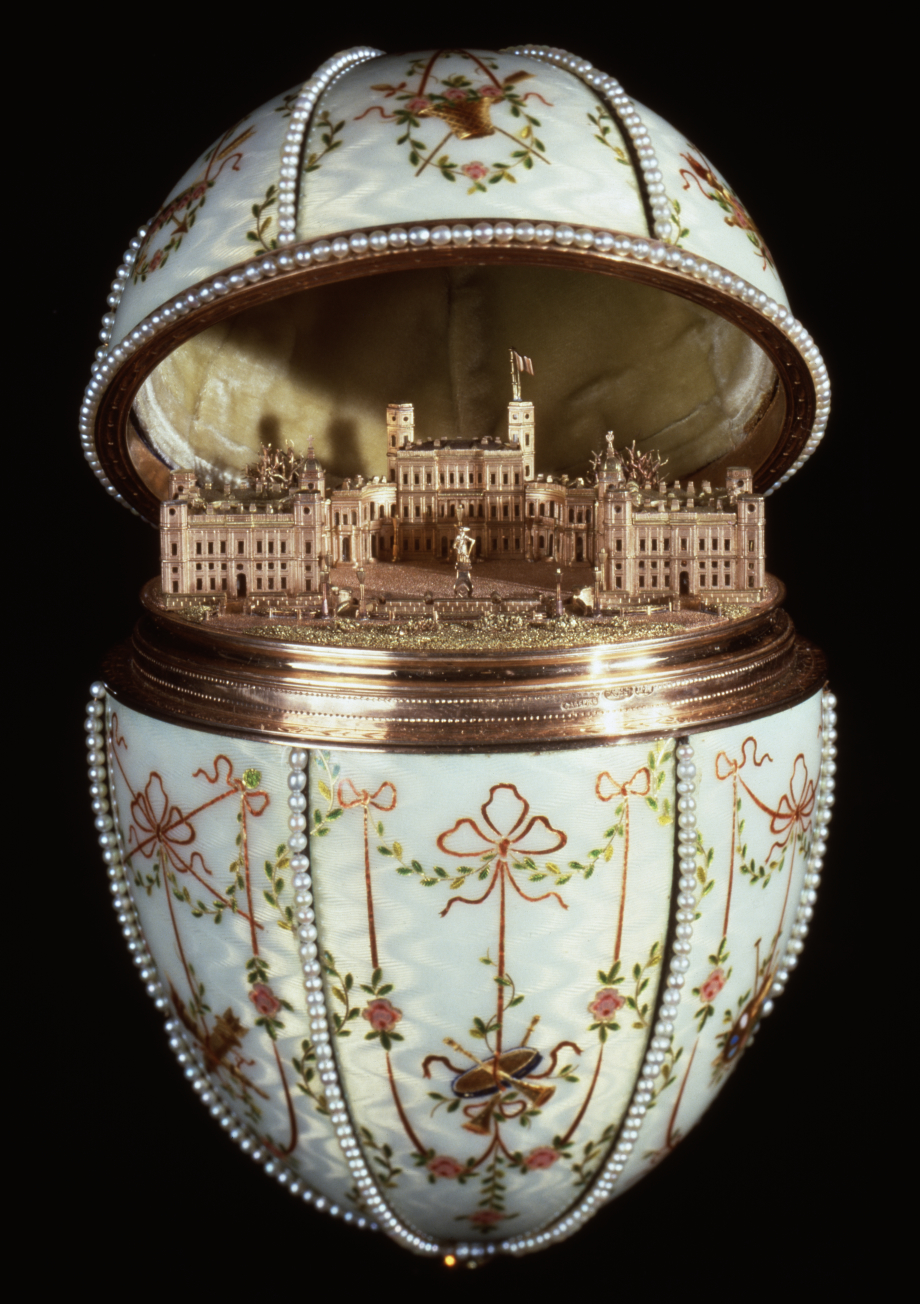
Gatschina Palast-Ei (1901)

Das Ei besteht aus Vierfarbgold, opaleszenter weißer Emaille, undurchsichtiger roter, gelber und grüner Emaille, Diamanten, Perlen und Samtfutter. Das Ei ist in zwölf Tafeln durch Perlenreihen unterteilt, an deren Enden Diamanten gesetzt sind. Es ist opaleszierend weiß emailliert, umgeben von grünen und goldenen Blättern, rosa Rosen und roten Bändern. Der Miniaturpalast als Überraschung im Innern des Eis ist aus Vierfarbgold gefertigt und kann herausgenommen werden. Dieser ist so akribisch ausgeführt, dass man Details wie Kanonen, eine Flagge, eine Statue von Zar Paul I. und Elemente der Landschaft vor dem Palast erkennen kann.
Das Ei wurde 1931 wiederentdeckt, als nach dem Tod von Henry Walters 243 bis dahin im Keller verschlossene Kisten mit Kunstobjekten geöffnet wurden.
- Werkstattleiter: Michael Perchin
- Höhe: 12,7 cm
- Provenienz: Geschenk von Zar Nikolaus II. an seine Mutter Maria Fjodorowna; Alexander Polovtsov, Beamter der Kerenski-Übergangsregierung und ab 1921 Antiquitätenhändler in Paris
- Verbleib: The Walters Art Museum, Baltimore, USA

### Korb-mit-Wildblumen-Ei (1901)

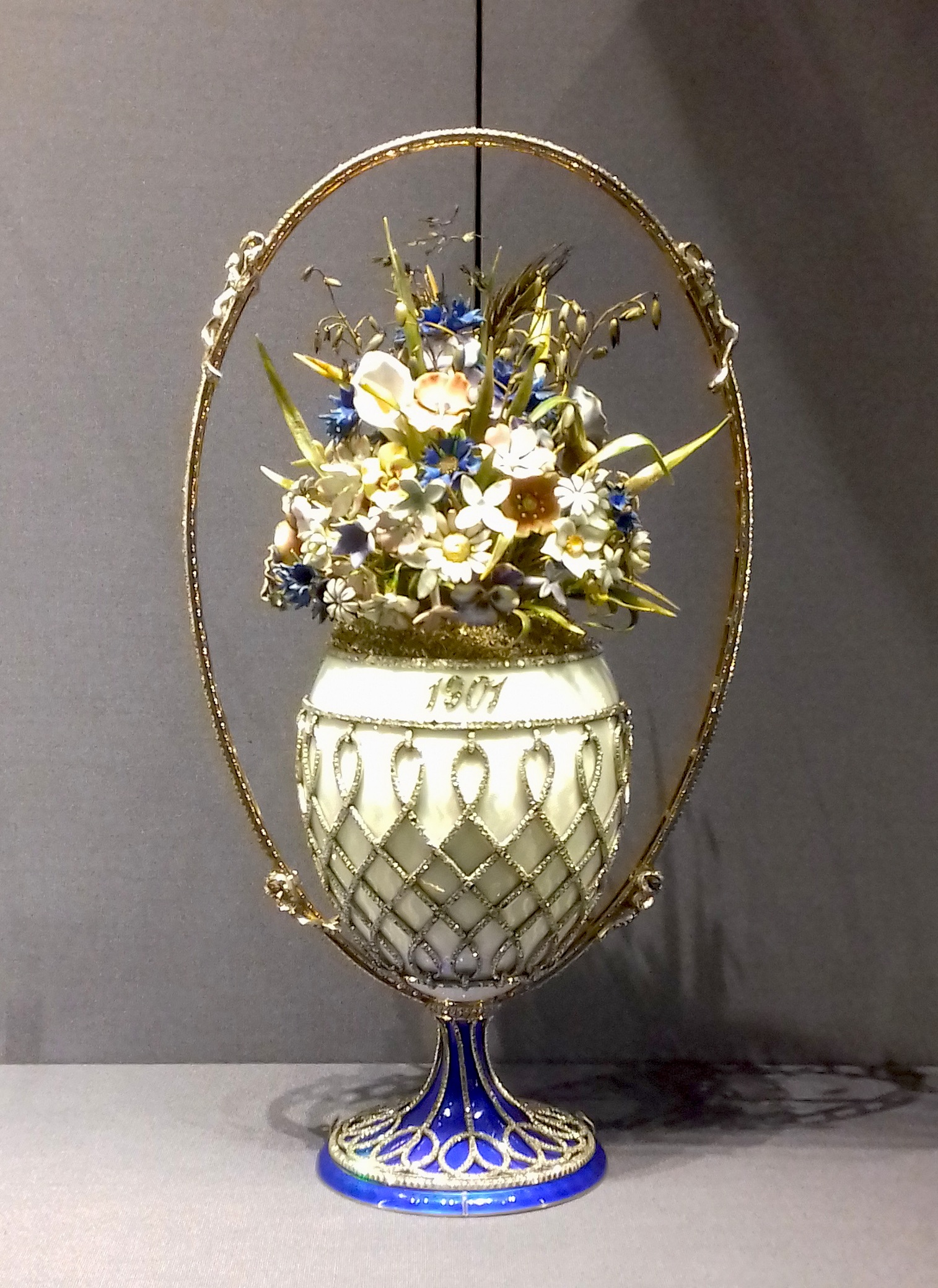
Korb-mit-Wildblumen-Ei (1901)

Das Ei besteht aus Silber, vergoldetem, opaleszentem Austernschmelz und dunkelblauer Emaille, Rosendiamanten, grünem Gold, Samenperlen und die Blumen aus undurchsichtiger bunter Emaille. Der silberne Blumenkorb ist vollständig von opaleszierendem Austernschmelz bedeckt, verziert mit einem Gitterwerk aus Rosendiamanten. Das Datum 1901 am oberen Rand des Korbs besteht ebenfalls aus Rosendiamanten.
Der Standfuß des Korbes wurde nach der russischen Revolution restauriert und besteht jetzt aus blauer, statt ursprünglich weißer Emaille. Die Blüten sind aus Gold und mit einer Vielzahl farbiger Emaille bedeckt, überwiegend rosa, weiß, dunkelblau, orange und mauve. Zwischen den Blüten sind, heute teilweise noch vorhanden, Samenperlen eingesetzt. Der Korb ist mit einem diamantbesetzten Tragegriff veredelt.
- Werkstattleiter: Michael Perchin
- Höhe: 23,0 cm
- Provenienz: Geschenk von Zar Nikolaus II. an seine Gemahlin Alexandra Fjodorowna; Wartski, London; Australian Pearl Company; Queen Mary, UK
- Verbleib: Royal Collection HM King Charles III., London, UK

### Apfelblüten-Ei (1901), 4. Kelch-Ei

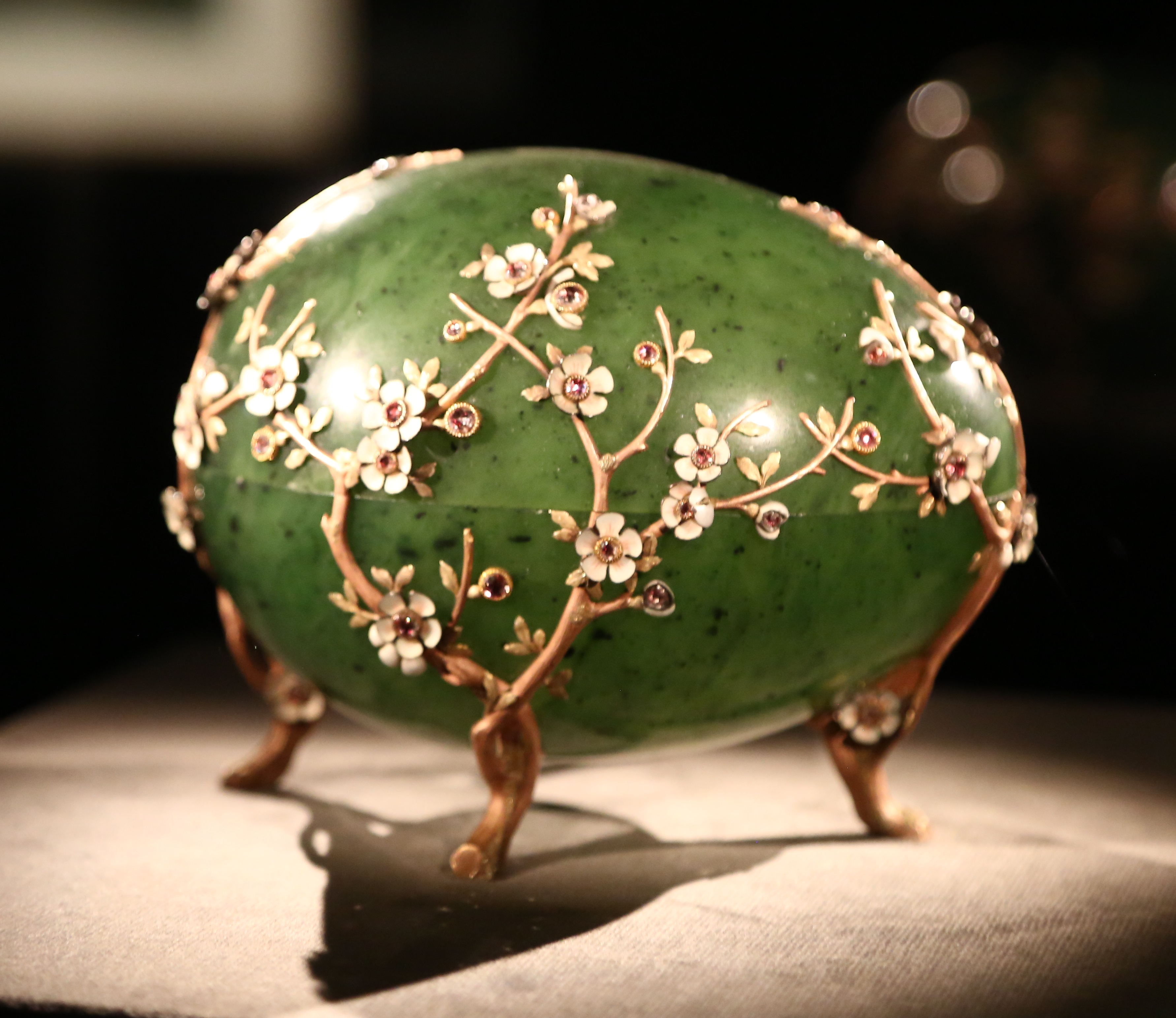
Apfelblüten-Ei (4. Kelch-Ei, 1901)

Das Apfelblüten-Ei ist ein Geschenk von Alexander Kelch an seine Gattin. Das Ei, das als Schmuckschatulle gestaltet wurde, fällt durch seine liegende Positionierung auf. Außerdem ist es sehr groß, wird oft auch als das größte Fabergé-Ei bezeichnet. Mit seinem japanisch beeinflusstem Dekor fällt das Ei auch stilistisch aus der Reihe. Die Eihülle besteht aus Nephrit und wird von vier goldenen Füßen in Form von Zweigen getragen, die in Verzierungen der Außenhülle übergehen. Die Apfelblüten als Dekor bestehen aus Emaille und sind mit Diamanten bestückt. Der Inhalt des Eis ging verloren.
Als Stück der Sammlung von Adulf Peter Goop (1921–2011) ging es 2010 an das Fürstentum Liechtenstein, wo es seit 2015 in der Schatzkammer in Vaduz ausgestellt ist.
- Werkstattleiter: Michael Perchin[12]
- Material: Gold, Diamanten, Nephrit, Emaille.[12]
- Höhe: 11,5 cm[11]
- Länge: 14,0 cm[11]
- Provenienz: Geschenk von Alexander Kelch an seine Gattin Barbara Kelch-Bazanova
- Verbleib: Liechtensteinisches Landesmuseum, Vaduz

### Empire / Nephrit-Ei (1902)

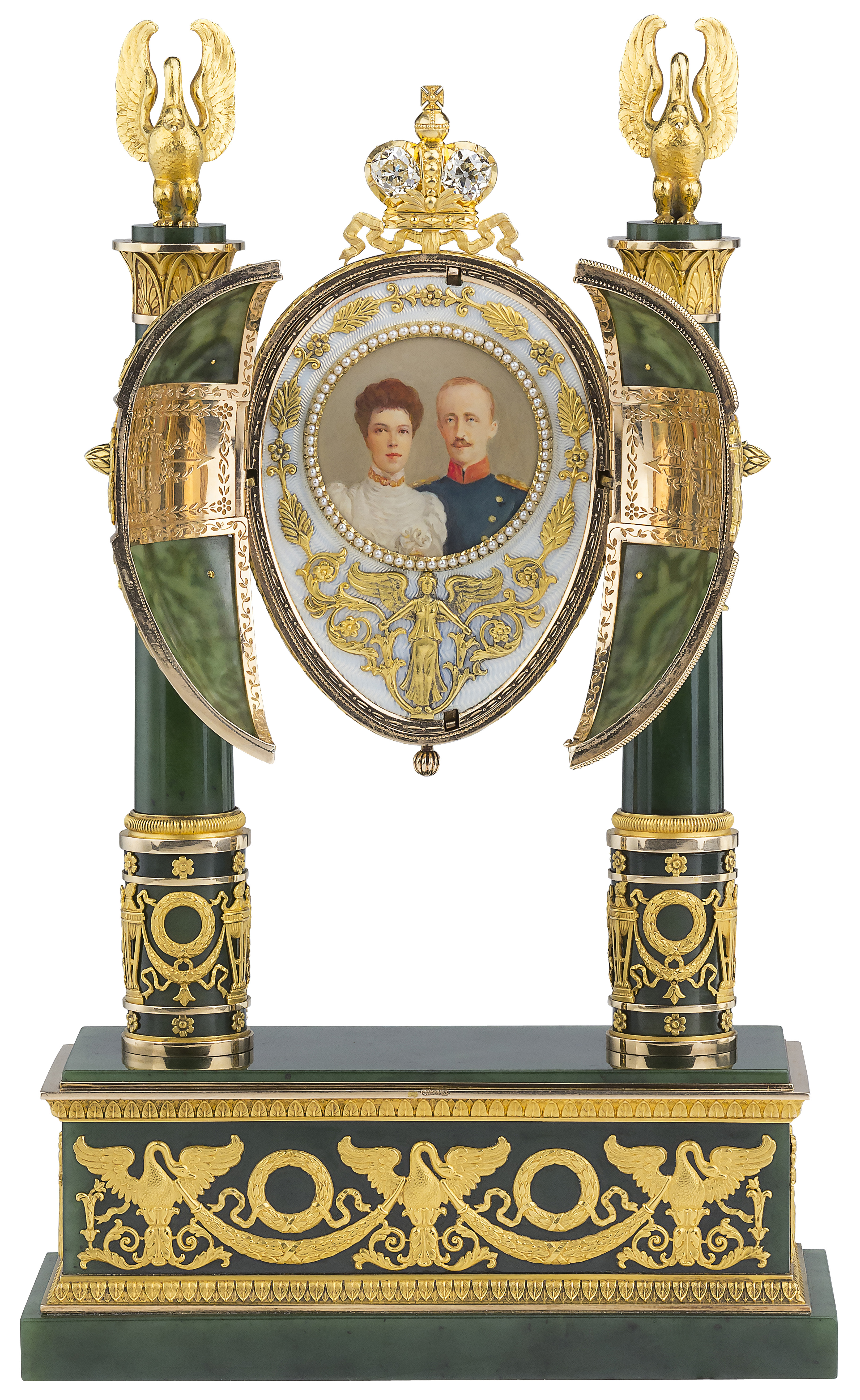
Empire Nephrit-Ei (1902)

Das Ei galt als verschollen, wurde aber im Jahre 2015 im Rahmen der Forschungsarbeit erfolgreich authentifiziert.
Die Angaben über dieses Kunstwerk waren bis Anfang der 2000er Jahre äußerst knapp und stützten sich hauptsächlich auf Vermutungen. Tatsächlich waren nur das Jahr der Entstehung des Eis, sein erster Besitzer und der Kaufbeleg greifbar. Dieses Ei kam in die Hände der Forscher bereits ohne Innenbild als Überraschung und sie mussten ermitteln, wessen Porträt auf der Miniatur abgebildet sein konnte.
Jahrelang konnten die Fachleute nicht zu einer eindeutigen Meinung zu diesem Osterei kommen, bis 2015 ein echter Durchbruch in der Ausarbeitung des Themas gelang. Dies geschah dank der Entdeckung und Erforschung einer einzigartigen Quelle — der «Liste der im Schloss Gatschina aufbewahrten persönlichen Dinge der Kaiserin-Witwe Maria Fjodorowna». Dieses 12-seitige Dokument beschreibt 150 verschiedene Gegenstände, die der Kaiserin Maria Fjodorowna gehörten, darunter auch das kaiserliche Osterei „Empire“ von 1902 (Nummer 10 auf der zweiten Seite des Originals). Der Eintrag lautet wie folgt: „Das Ei im goldenen Rahmen auf zwei Nephritsäulen, innen die Porträts der Großfürstin Olga Alexandrowna und Prinz P.A. von Oldenburg“. Diese Beschreibung ist die genaueste von denen, die derzeit verfügbar sind. So galt das Miniaturporträt von Alexander III. irrtümlicherweise als Überraschungsei.
- Technik: Aquarell auf Elfenbein
- Provenienz: Geschenk von Zar Nikolaus II. an seine Mutter Maria Fjodorowna
- Verbleib: Privatsammlung, New York, USA

### Kleeblätter-Ei (1902)

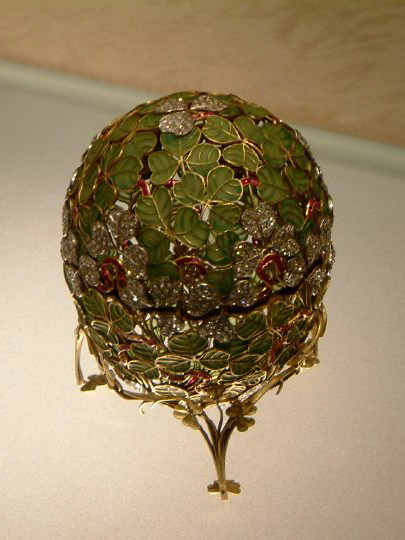
Kleeblätter-Ei (1902)

Das Ei besteht aus grünem Gold, Platin, Rosendiamanten und Rubinen. Ein einfaches, aber sehr enges und zerbrechliches Muster aus Stielen und Kleeblättern ergibt die Form eines Eis, es scheint aus winzigen goldenen Fäden gewebt zu sein. Die Lücken zwischen den Metallumrissen der Blätter sind mit transparenter, hellgrüner Emaille bedeckt. Ein sehr dünnes goldenes Band mit Rubinlocken durchzieht die Blätter und Stiele. Die Ränder, an denen sich die beiden Hälften des Eis öffnen, sind durch geschickt platzierte Kleeblätter nahezu vollständig verdeckt. Das Ei steht in einer dreibeinigen, goldfarbenen Klammer aus Kleeblättern und geschwungenen Stielen mit nach innen geschwungenen Laubfüssen.
Die Überraschung im Innern des Eis ist verloren, sie bestand wahrscheinlich aus Gold, Diamanten und Aquarell auf Elfenbein. Aus Archivmaterial schließt man auf vier Kleeblätter mit 23 Diamanten und vier Miniaturporträts der Zarentöchter.
- Werkstattleiter: Michael Perchin
- Höhe: 8,9 cm, mit Ständer 9,8 cm
- Provenienz: Geschenk von Zar Nikolaus II. an seine Gemahlin Alexandra Fjodorowna
- Verbleib: Kreml-Rüstkammer, Moskau, Russland

### Rokoko-Ei (1902), 5. Kelch-Ei

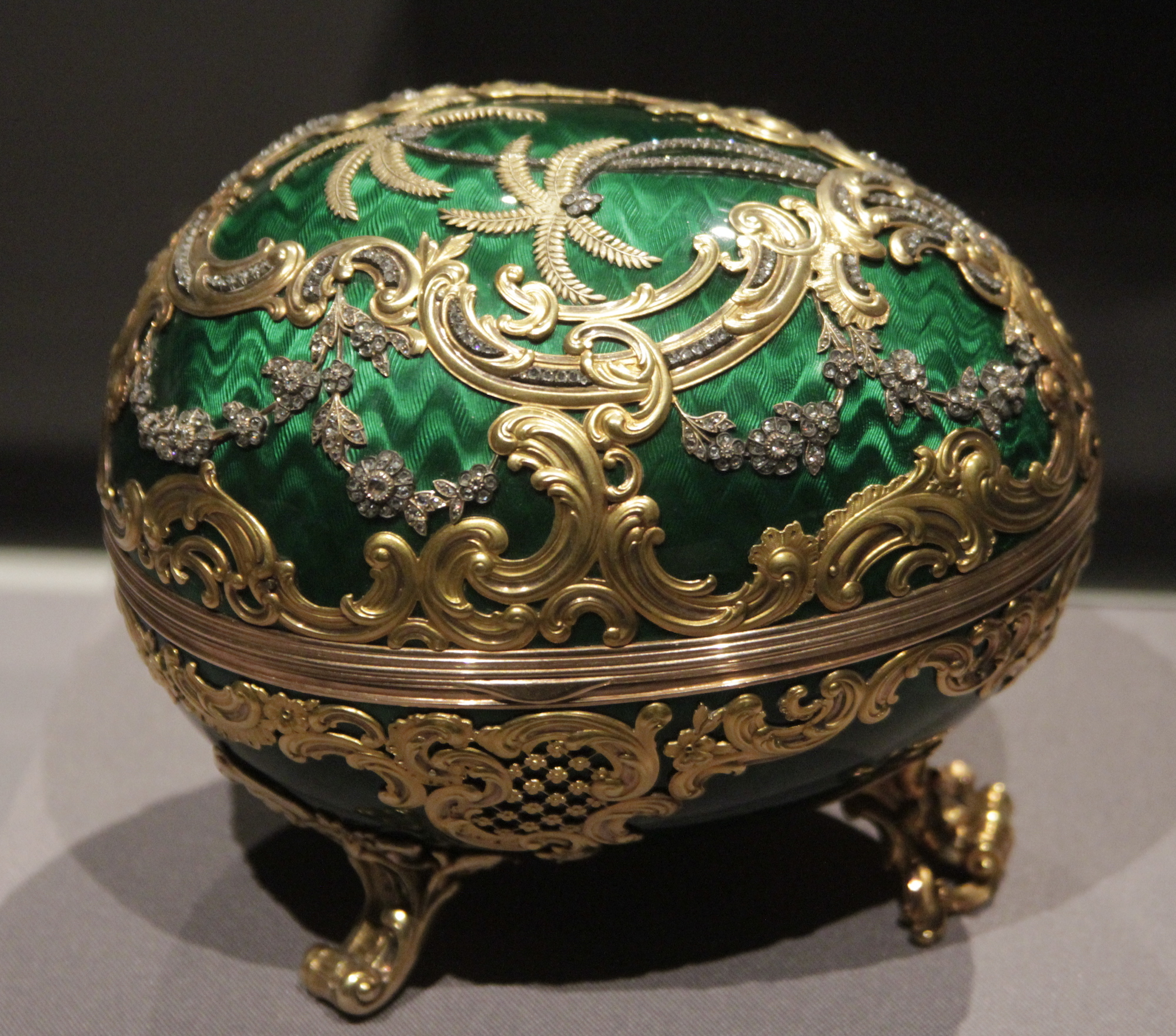
Rokoko-Ei (5. Kelch-Ei, 1902)

Das Ei besteht aus Gold, Platin, Rosendiamanten, transluzenter grüner Emaille und Seidenfutter. Gestützt von drei gescrollten Standfüssen, ist das Ei mit goldenen Rokoko-Verzierungen, Platinblüten mit Diamanten und bunten, mit Diamanten besetzten Goldpalmen, verziert. Die Überraschung im Innern ist ein goldenes Stativ mit einer herzemaillierten, transluzenten Rose an der Spitze. Sie zeigt auf der einen Seite die Diamant-Initialen B.K. (Barbara Kelch) und auf der anderen Seite die Jahreszahl 1902.
- Länge: 14,2 cm, Höhe: 12,0 cm
- Provenienz: Geschenk von Alexander Kelch an seine Gattin Barbara Kelch-Bazanova; A La Vieille Russie, Paris
- Verbleib: McFerrin Collection, Houston, USA

### Marlborough-Ei (1902), 1. Privatauftrags-Ei

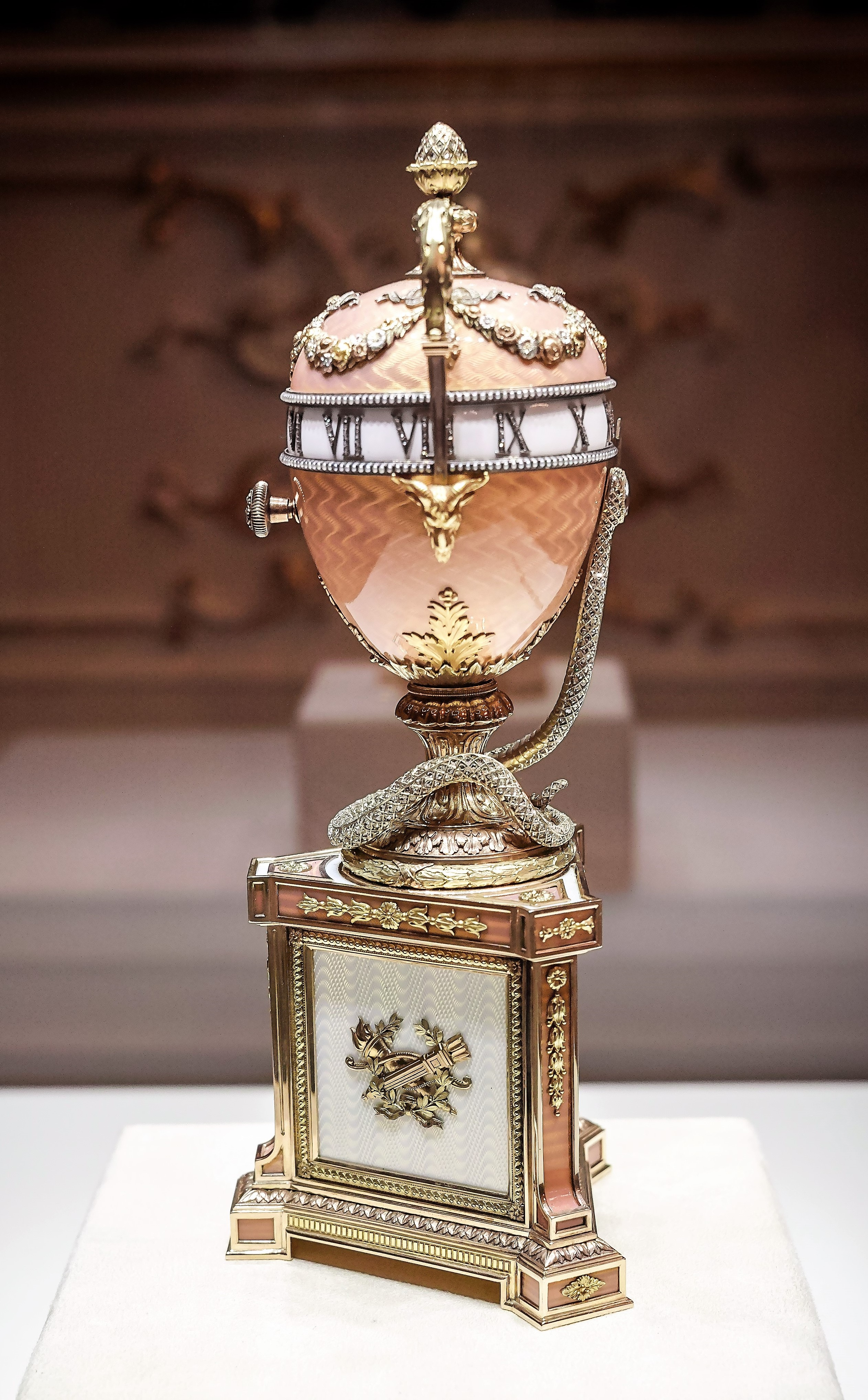
Marlborough-Ei (1902) „nicht-kaiserlich“

Das Ei ist auch bekannt als pinkfarbenes Schlangenuhr-Ei und besteht aus buntem Gold, rosafarbenen Diamanten, Perlen und transluzenter rosa und weißer Emaille. Es ähnelt stark dem „Blauen Uhren-Ei mit Schlange“ aus dem Jahr 1895 und ist eines von mehreren, allerdings weniger wertvollen, Versionen aus der Werkstatt Michael Perchins. Es ist gefertigt aus transluzentem emailliertem Rosa auf einem Guilloché-Boden, in der Mitte umläuft ein weißer Emaillering mit zwölf römischen Stundenziffern aus Diamanten das Ei. Eine Schlange aus Diamanten umgibt den Fuß des Eis und zeigt mit der Zunge auf die Stunde. Die drei Seiten des Sockels sind aus transluzenter Austern-Emaille. Eine Seite zeigt unter einer Krone die Initialen „CM“ für Consuelo Marlborough, der Enkelin von Cornelius Vanderbilt, die 1894 den 9. Duke of Marlborough heiratete. Die zweite Seite ist mit einem bunten Goldhorn geschmückt, die dritte Seite mit bunten Gold-Liebestrophäen.
- Höhe: 23,5 cm
- Provenienz: Gekauft von der Herzogin von Marlborough; Ganna Walska, Ehefrau von Harold Fowler McCormick, Chicago; The Forbes Magazine Collection, New York
- Verbleib: Sammlung Wiktor Wekselberg

### Rothschild-Ei (1902), 2. Privatauftrags-Ei

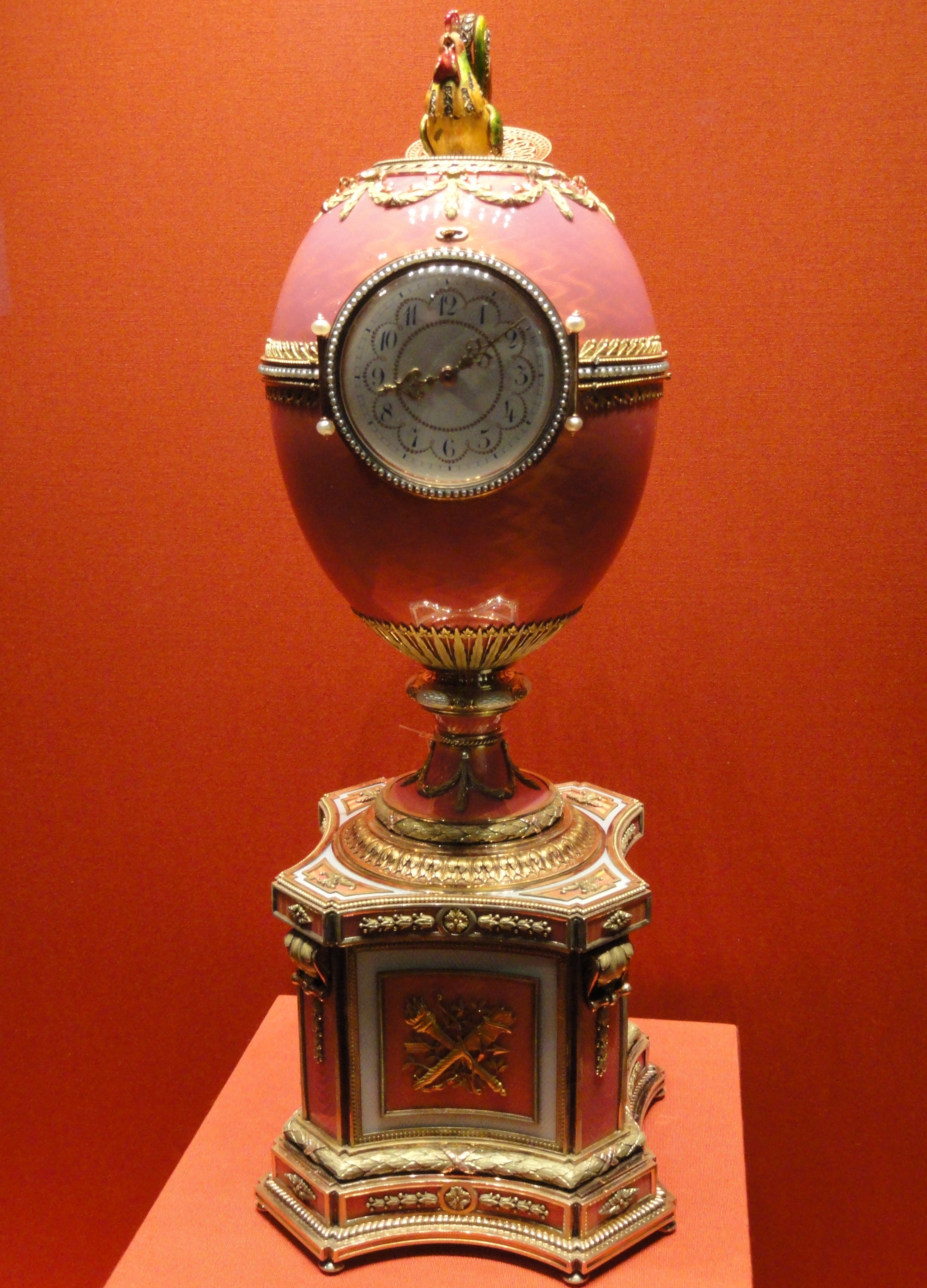
Rothschild-Ei (1902) „nicht-kaiserlich“

Das Rothschild-Ei gehört zu den 11 bekannten Fabergé-Eiern, die zwar nach höfischem Standard, aber explizit für Privatpersonen außerhalb der Zarenfamilie hergestellt wurden. Das Ei ging in den Familienbesitz der Familie Rothschild über, wo es bis 2007 verblieb, ohne öffentlich ausgestellt oder fotografisch dokumentiert worden zu sein. Im Rahmen einer Auktion des Auktionshauses Christie’s wechselte es im Jahr 2007 für 12,5 Millionen Euro den Besitzer. Das war der bis dahin höchste Preis, der für ein Stück russischen Kunsthandwerks bezahlt wurde. Es verblieb zunächst im Privatbesitz des Käufers, des russischen Sammlers Alexander Nikolajewitsch Iwanow, und wurde zeitweise im Fabergé Museum Baden-Baden ausgestellt. Im Jahr 2014 schenkte es Iwanow der russischen Regierung. Russlands Präsident Putin wiederum hat das Ei im Rahmen des Jubiläumsempfangs zur 250-Jahr-Feier der Eremitage in Sankt Petersburg als Geschenk übergeben. Im Vorfeld dazu gab es eine Aktion der britischen und deutschen Steuerfahndung mit Bezug auf möglicherweise anfallende Mehrwertsteuer.
Das rosafarbene Ei aus Emaille mit Goldverzierungen ruht auf einem „Eierbecher“, der wiederum auf ein Postament aufgebracht wurde. An der Vorderseite befindet sich eine Uhr, und das Ei wird gekrönt von seiner Überraschung, einem automatischen Hahn aus Edelsteinen im Innern des Eis, der mit einem Deckel unter der Spitze verborgen ist. Der Deckel öffnet sich, der Hahn kommt hervor, breitet seine Flügel und flattert viermal, dann dreimal mit gesenktem Kopf, öffnet dann seinen Schnabel und singt (Singvogel-Mechanismus). Dies wiederholt sich jede Stunde; Dauer der „Performance“  15 Sekunden. Nach diesem Konzert schlägt eine Glocke den Anfang der Stunde.
Das Rothschild-Ei hat bis auf seine rosa Farbe eine große Ähnlichkeit mit dem späteren „Kelch-Hahnen-Ei“ (1904), dem größten der Fabergé-Ostereier, das dem Kreml-Museum gehört.
- Werkstattleiter: Michael Perchin
- Zeichen: Fabergé
- Material: Mehrfarbgold, Emaille, Diamanten, Perlen, Edelsteine
- Höhe: 27,0 cm
- Provenienz: Geschenk von Béatrice Ephrussi (1864–1934), geborene Rothschild, an Germaine Halphen (1884–1975) zu deren Verlobung im Jahre 1902 mit Beatrices Bruder Baron Edouard de Rothschild. Im Familienbesitz bis 2007. Ersteigert bei Christie’s vom russischen Sammler Alexander Nikolajewitsch Iwanow und 2014 verschenkt an die russische Regierung.
- Verbleib: Eremitage in Sankt Petersburg

### Königlich Dänisches Ei (1903)

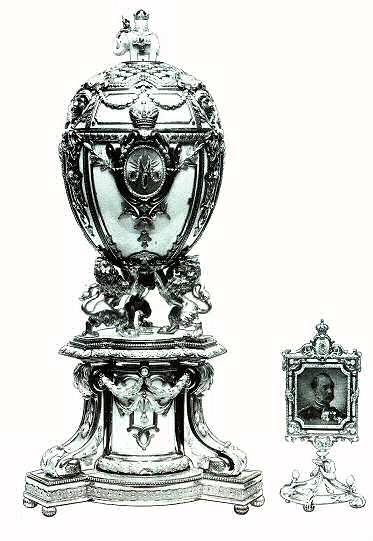
Königlich Dänisches Ei (1903, Foto)

Das Ei wurde von Zar Nikolaus II. in Erinnerung an das 40-jährige Thronjubiläum des Vaters der Zarenmutter in Auftrag gegeben, wurde jedoch auch ein Erinnerungsstück an die bereits 1898 verstorbene Mutter der Zarenmutter, Louise von Hessen-Kassel, Königin von Dänemark. Das Ei ist in hellblauer und weißer Emaille mit Ornamenten in Gold und Edelsteinen angefertigt. Es steht auf einem vergoldeten Fuß, der auf ein Postament aufgesetzt ist und zählt damit zu den größeren Eiern Fabergés. Auf der Oberseite sind die bedeutenden Familienwappen der Dänischen Königsfamilie aufgesetzt, die von dänischen heraldischen Löwen unterstützt werden. Die Spitze ist gekrönt vom traditionellen und ältesten dänischen Elefanten-Orden.
Das Ei enthält als Überraschung, die nach dem Öffnen der oberen Eihälfte entnommen werden kann, auf einem eigenen Sockel befestigte Miniaturporträts von Christian IX. von Dänemark und seiner Frau, Louise von Hessen-Kassel, den Eltern der Mutter des Zaren, Maria Fjodorowna.
Das Ei ist verschollen, es existiert jedoch ein Foto aus dem frühen 20. Jahrhundert.
- Höhe: ca. 27,5 cm
- Provenienz: Geschenk von Zar Nikolaus II. an seine Mutter Maria Fjodorowna; Alexander Polovtsov, Beamter der Kerenski-Übergangsregierung
- Verbleib: verschollen

### Ei Peter der Große (1903)

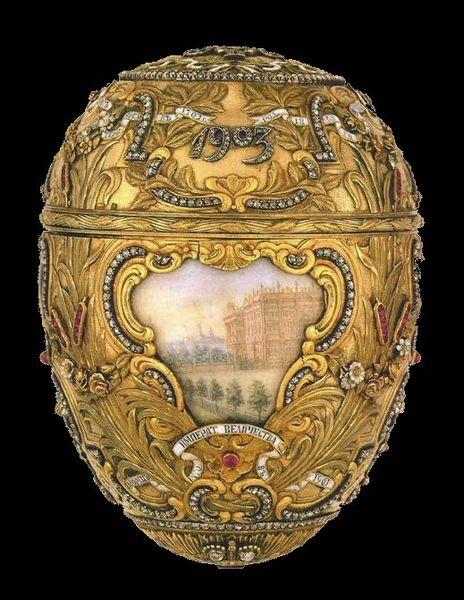
Ei Peter der Große (1903)

Das Ei besteht aus Rot-, Grün- und Gelbgold, Platin, Rosendiamanten, quadratischen Rubinen, durchscheinender gelber und undurchsichtiger weißer Emaille, Bergkristall und Aquarell auf Elfenbein. Die in Gold ausgeführten Bögen im extravaganten Rokoko-Stil sind mit Diamanten und Rubinen besetzt. Die Daten 1703 und 1903 in Rosendiamanten erscheinen auf beiden Seiten des Deckels. Vier Miniaturen von Vasili Zuiev zeigen Peter den Großen, die von ihm selbst gebaute Holzhütte, Nikolaus II. und das Winterpalais. Die Überraschung ist ein Miniaturmodell in Gold der berühmten Statue von Peter dem Großen auf der Newa; es steht auf einem Sockel aus Saphir. Der Verschluss des Eis ist als Romanov-Doppeladler gestaltet.
- Werkstattleiter: Michael Perchin
- Höhe: 11,1 cm
- Provenienz: Geschenk von Zar Nikolaus II. an seine Gemahlin Alexandra Fjodorowna; Lillian Thomas Pratt, Ehefrau des Direktors von General Motors
- Verbleib: Virginia Museum of Fine Arts, Richmond, USA

### Bonbonnière-Ei (1903), 6. Kelch-Ei
Das Ei besteht aus Gold, Rosendiamanten, Chalcedon, Paillons, grünen Granaten, Samenperlen, transluzenter weißer Emaille und Samtfutter.
Über einem Moiré-Guilloché-Boden ist das transluzente, weiß emaillierte Ei in zwölf Segmente durch Goldbänder mit abwechselnd demantoiden Granaten und Samenperlen unterteilt. Jedes Ende ist mit einem Cabochon-Stein, umgeben von Rosendiamanten, verziert. Die zwölf Segmente sind mit Paillons im neoklassizistischen Stil dekoriert. Das Ei öffnet sich, um ein samtgefüttertes Fach mit einer ovalen Bonbonnière aus Achat und einem Gold-Anhänger zu präsentieren. Die Abdeckung mit einem rechteckig geschnittenen Porträtdiamanten zeigt die emaillierte Jahreszahl 1903.
- Höhe: 12,7 cm
- Provenienz: Geschenk von Alexander Kelch an seine Gattin Barbara Kelch-Bazanova; A La Vieille Russie, Paris; Christie’s, New York
- Verbleib: Nachlass des verstorbenen Kerry Packer, Australien

### Hähnchen-Ei (1904), 7. Kelch-Ei

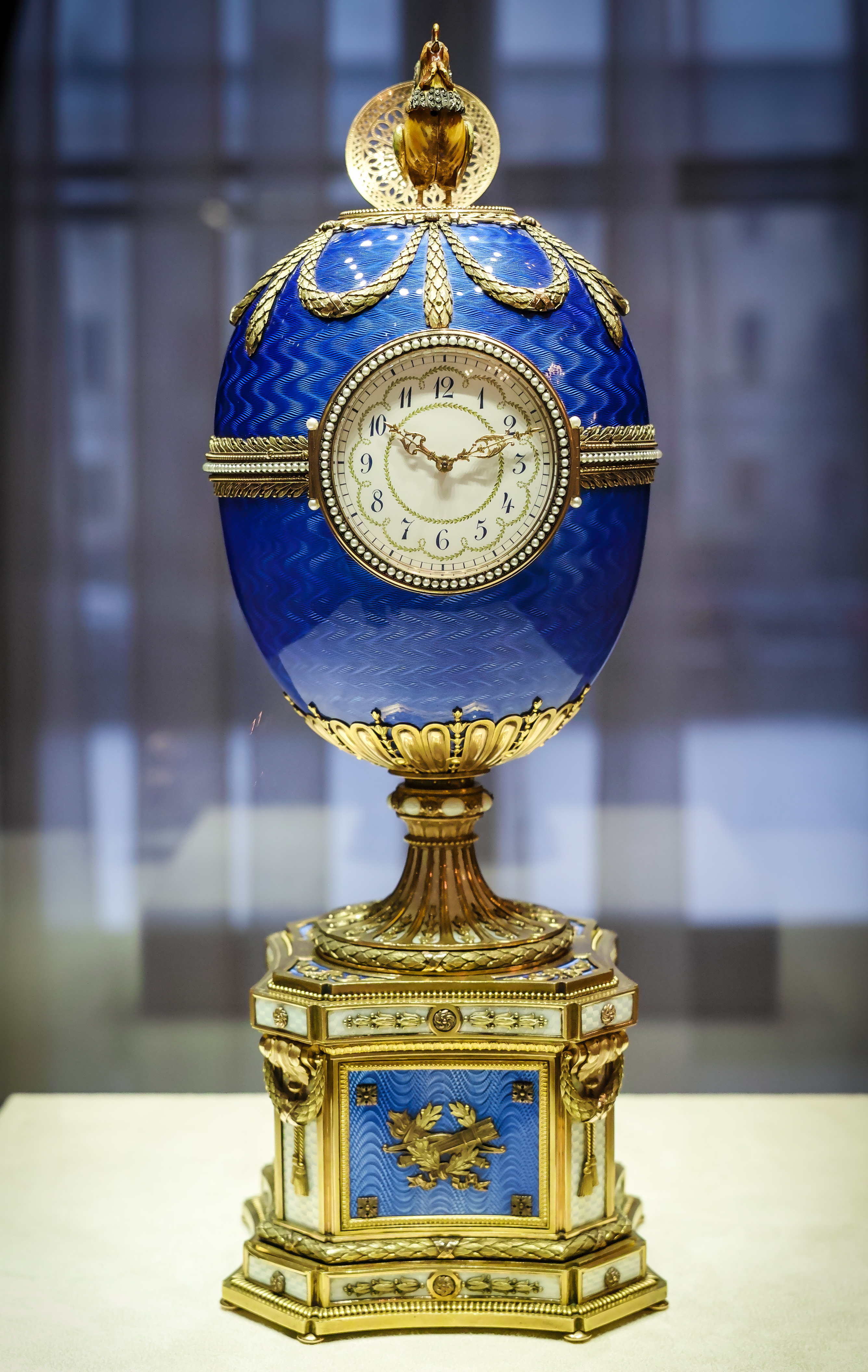
Hähnchen-Ei (7. Kelch-Ei, 1904)

Das Ei ist ein Geschenk von Alexander Kelch an seine Gattin. Es besteht aus Gold, Grüngold, Rotgold, Silber, Perlen, Rosendiamanten, blauer, weißer und grüner Emaille. Das Ei ist mit königsblauer Emaille überzogen und oben mit grünen und roten Girlanden geschmückt. Die Uhr mit einem weißen Emaille-Zifferblatt ist mit Rotgoldbändern und einem Perlengürtel an das Ei gebunden. Die Eispitze ist eine Goldrosette und aufklappbar um die Überraschung zu präsentieren, ein hell emailliertes Goldhähnchen mit zahlreichen Diamanten. Das Hähnchen kräht die vollen Stunden und die Kopfflügel und der Schnabel bewegen sich. Auf der Rückseite des Eis befindet sich eine runde Goldtür als Zugang zum komplexen Mechanismus. Die Basis bildet ein quadratischer Sockel mit konkaven Seiten in emailliert durchscheinendem Königsblau.
- Höhe: 27,7 cm
- Provenienz: Geschenk von Alexander Kelch an seine Gattin Barbara Kelch-Bazanova; A La Vieille Russie, Paris
- Verbleib: Sammlung Wiktor Wekselberg

### Schwanen-Ei (1906)
Das Ei besteht aus Gold, matt opaker Mauve-Emaille, Rosendiamanten und zwei großen Porträtdiamanten. Das goldene Ei ist mit matter, mauvefarbener Emaille und einem verdrehten Bandgitter aus Rosendiamanten bedeckt. Es öffnet sich entlang eines Rosengitters aus der oberen Hälfte und wird von einem großen Porträtdiamanten an der Spitze abgeschlossen. Von einem Griff aus Seerosen in Vierfarbgold angehoben, öffnet sich das Ei und offenbart als Überraschung einen Miniatursee aus einem großen Aquamarin auf dem ein aufwändig gearbeiteter Schwan aus Gold und Silber ruht. Wenn die Mechanik unter dem Flügel aufgezogen wird, schreitet der Schwan voran und beginnt seine Flügel zu spreizen und jede Feder zu zeigen. Kopf und Hals erheben sich stolz und kommen dann wieder in Ruhestellung.
- Werkstattleiter: Henrik Wigström
- Höhe: 10,0 cm
- Provenienz: Geschenk von Zar Nikolaus II. an seine Mutter Maria Fjodorowna; Wartski, London; König Farouk von Ägypten; A La Vieille Russie, New York
- Verbleib: Fondation Edouard et Maurice Sandoz, Lausanne, Schweiz

### Moskau Kreml-Ei (1906)

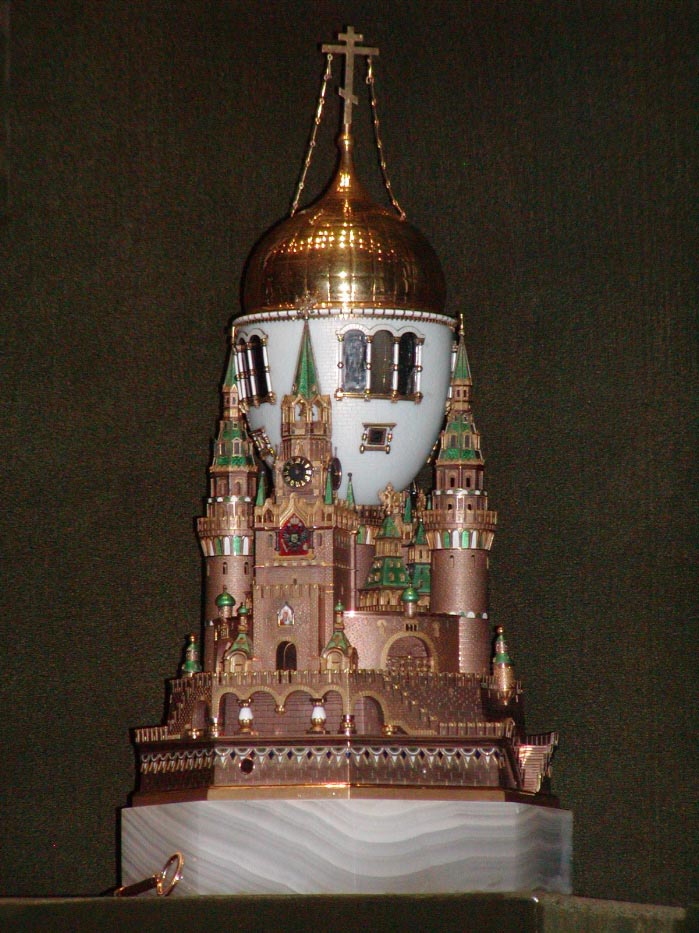
Moskau-Kreml-Ei / Ei mit Mariä-Entschlafens-Kathedrale (1906)

Das größte und aufwändigste Fabergé-Ei stellt die Uspenski-Kathedrale im Moskauer Kreml dar, wo alle russischen Zaren gekrönt wurden. Flankiert von zwei quadratischen und zwei kreisförmigen, stilisierten Türmen der Kathedrale ist das Ei aus weißer opaleszenter Emaille zentral eingebettet und wird überragt von einer Goldkomposition als Kuppel. In zwei der vier Türmen erklingt ein Glockenspiel. Das Innere des Eis ist sichtbar durch Glasfenster und zeigt winzige emaillierte Ikonen und den Hochaltar auf einer Glasplatte. Wenn ein mechanisches Uhrwerk durch einen zweieinhalb Zoll langen Schlüssel aufgezogen wird, erklingen Gesänge von traditionellen Osterliedern. Das Ei ruht auf einem achteckigen, weißen Onyx-Sockel mit einer Goldplatte und der eingravierten Jahreszahl der Herstellung 1904. Die Auslieferung und Berechnung verzögerte sich wegen des Russisch-Japanischen Krieges ins Jahr 1906. Das Moskauer Kreml-Ei wurde nie verkauft und ist eines der zehn Fabergé-Eier im Waffenmuseum des Kreml in Moskau.
- Werkstattleiter: Henrik Wigström
- Höhe: 36,1 cm
- Provenienz: Geschenk von Zar Nikolaus II. an seine Gemahlin Alexandra Fjodorowna
- Verbleib: Kreml-Rüstkammer, Moskau, Russland

### Ei mit Liebestrophäen (1907)
Das Ei mit Liebestrophäen ist eine Kreation im Louis-XVI-Stil. Es wird von einem goldenen Korb mit emaillierten Rosen gekrönt und von mit vier Laub- und Rosengirlanden verbundenen Pfeilköchern gerahmt. Die ursprüngliche Überraschung, ein emaillierter Miniaturgoldrahmen in Herzform mit einem den Namen Niki bildenden Querbalken und einem Porträt der fünf Kinder, ist verloren gegangen.
- Werkstattleiter: Henrik Wigström
- Zeichen: Henrik Wigström, Kokoschnik
- Material: Mehrfarbgold, transluzide blassblaue und grüne Emaille, opalisierende Austernemaille, Diamanten, Rubine, Perlen, weißer Onyx
- Technik: Transparenter und opalisierender Emailleüberzug auf guillochiertem Grund, Ziselierung
- Höhe: 14,7 cm
- Provenienz: Geschenk von Zar Nikolaus II. an seine Mutter Maria Fjodorewna; Alexander Polovtsov, Beamter der Kerenski-Übergangsregierung und ab 1921 Antiquitätenhändler in Paris
- Verbleib: Privatsammlung, vermutlich Robert M. Lee, Reno (Nevada), USA

### Rosen-Spalier-Ei (1907)

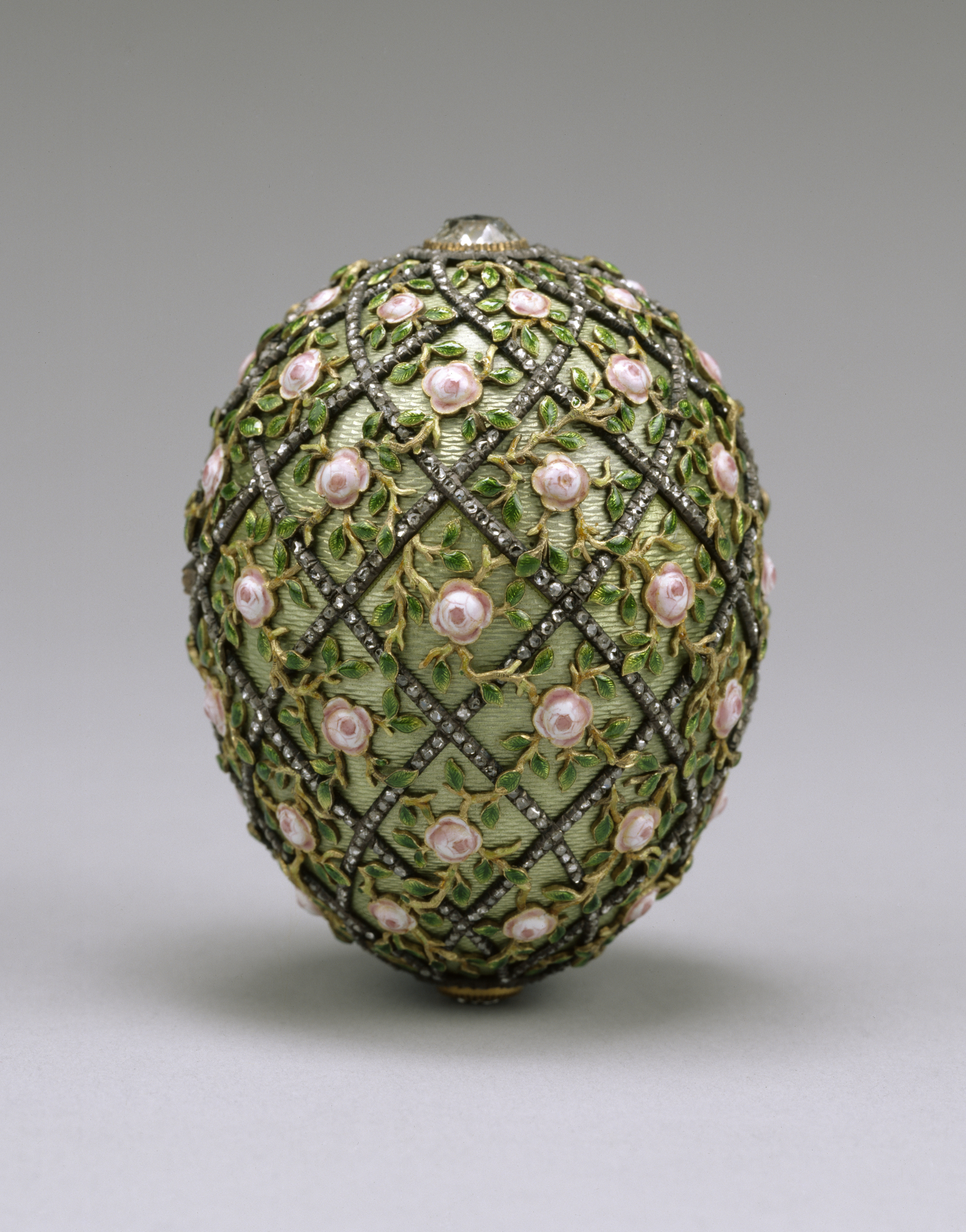
Rosen-Spalier-Ei (1907)

Das Ei besteht aus grünem und rosa Gold in verschiedenen Schattierungen, Porträtdiamanten, Rosendiamanten und Satinfutter.
Es ist ein goldenes Osterei und mit durchscheinenden, hellgrünen und rosafarbenen Diamanten vergittert und mit opaken hell- und dunkelrosa Emaillerosen und smaragdgrünen Blättern verziert. An beiden Enden des Eis ist jeweils ein Porträtdiamant gesetzt, der Diamant an der Basis bedeckt die Jahreszahl 1907. Die im Ei enthaltene Überraschung ist verloren. Fabergés Rechnung beschreibt sie als „eine Kette aus Brillanten mit einem Medaillon und einem auf Elfenbein gemalten Porträt seiner kaiserlichen Hoheit Zarewitsch Alexei“. Auch der silbervergoldete Ständer, auf dem das Ei ruhte, ist verloren.
- Werkstattleiter: Henrik Wigström
- Höhe: 7,7 cm
- Provenienz: Geschenk von Zar Nikolaus II. an seine Gemahlin Alexandra Fjodorowna; Alexander Polovtsov, Moskau, später Paris; Henry Walters, Baltimore
- Verbleib: The Walters Art Gallery, Baltimore, USA

### Jussupow-Ei (1907), 3. Privatauftrags-Ei
Das Ei besteht aus Gelb- und Rotgold, Rosendiamanten, Smaragden, Perlen, Rubinen, weißem Onyx, transluzenter Emaille in himbeerrosa und undurchsichtiger weißer Emaille. Gefertigt als Tischuhr im Louis-XVI-Stil zeigt es ein sich drehendes weißes Emaillezifferblatt mit diamantbesetzten römischen Ziffern und steht auf drei Pilastern mit Löwenpfotenfüssen. Eine gewundene Schlange aus Diamanten zeigt mit Kopf und Zunge auf die Uhrzeit. Die drei am Ei aufgehängten Lorbeerkränze enthielten ursprünglich ovale Medaillons mit den Miniaturen von Fürst Felix Jussupow und seinen Söhnen Felix und Nikolaus. Die Miniaturen wurden vom späteren Eigentümer Maurice Sandoz durch dessen Initialen in goldenen Buchstaben ersetzt.
Das Ei wurde von Felix Jussupow anlässlich ihres 25-jährigen Hochzeitstags seiner Frau Sinaida überreicht. Felix Elston-Sumarokow erhielt vom Zaren die Erlaubnis, den Namen Jussupow seiner Frau anzunehmen, da ansonsten der Name einer der ältesten und reichsten Familien Russlands ausgestorben wäre. Der Sohn von Felix und Sinaida Jussupow, Felix Jussupow, war Teil einer Gruppe von Verschwörern, die am 16. Dezember 1916 Grigori Rasputin ermordeten.
- Höhe: 27,0 cm
- Provenienz: Geschenk von Fürst Felix Jussupow an seine Gattin Sinaida
- Verbleib: Fondation Edouard et Maurice Sandoz, Lausanne, Schweiz

### Pfauen-Ei (1908)
Das im Rokoko-Stil gestaltete Pfauen-Ei besteht aus zwei Hälften aus geschliffenem Bergkristall. Auf einer Hälfte ist mittig das Monogramm Maria Fjodorownas, auf der anderen die Jahreszahl 1908 graviert. Entlang der goldenen Fassung verlaufen gravierte Rocaillen. Das Ei liegt auf einem ebenfalls in Rocaillen ausgeführten Ständer. Die Überraschung im Innern stellt einen mechanischen Pfau dar, der auf einem Baum sitzt. Der Pfau besteht aus Gold mit Emaille. Der Mechanismus wurde 2008 überholt. Wird der Pfau aufgezogen, beginnt er vorwärts zu schreiten, den Kopf zu bewegen, sowie die Schwanzfedern zu öffnen und zu schließen. Die Entwicklung des Pfaues hat drei Jahre gedauert. Als Inspiration gilt eine Uhr aus dem 18. Jahrhundert, die Katharina die Große als Geschenk erhalten hat und ebenfalls einen auf einem Baum sitzenden Pfauen darstellt. Sie ist heute in der Eremitage ausgestellt.
- Werkstattleiter: Henrik Wigström, Pfau: Gestaltung Semion Dorofeev
- Material: Gold, Silber, Diamanten, Rubine, Bergkristall, Emaille
- Höhe: 19,0 cm
- Provenienz: Geschenk von Zar Nikolaus II. an seine Mutter Maria Fjodorowna; Wartski, London
- Verbleib: Fondation Edouard et Maurice Sandoz, Lausanne, Schweiz

### Alexanderpalast-Ei (1908)

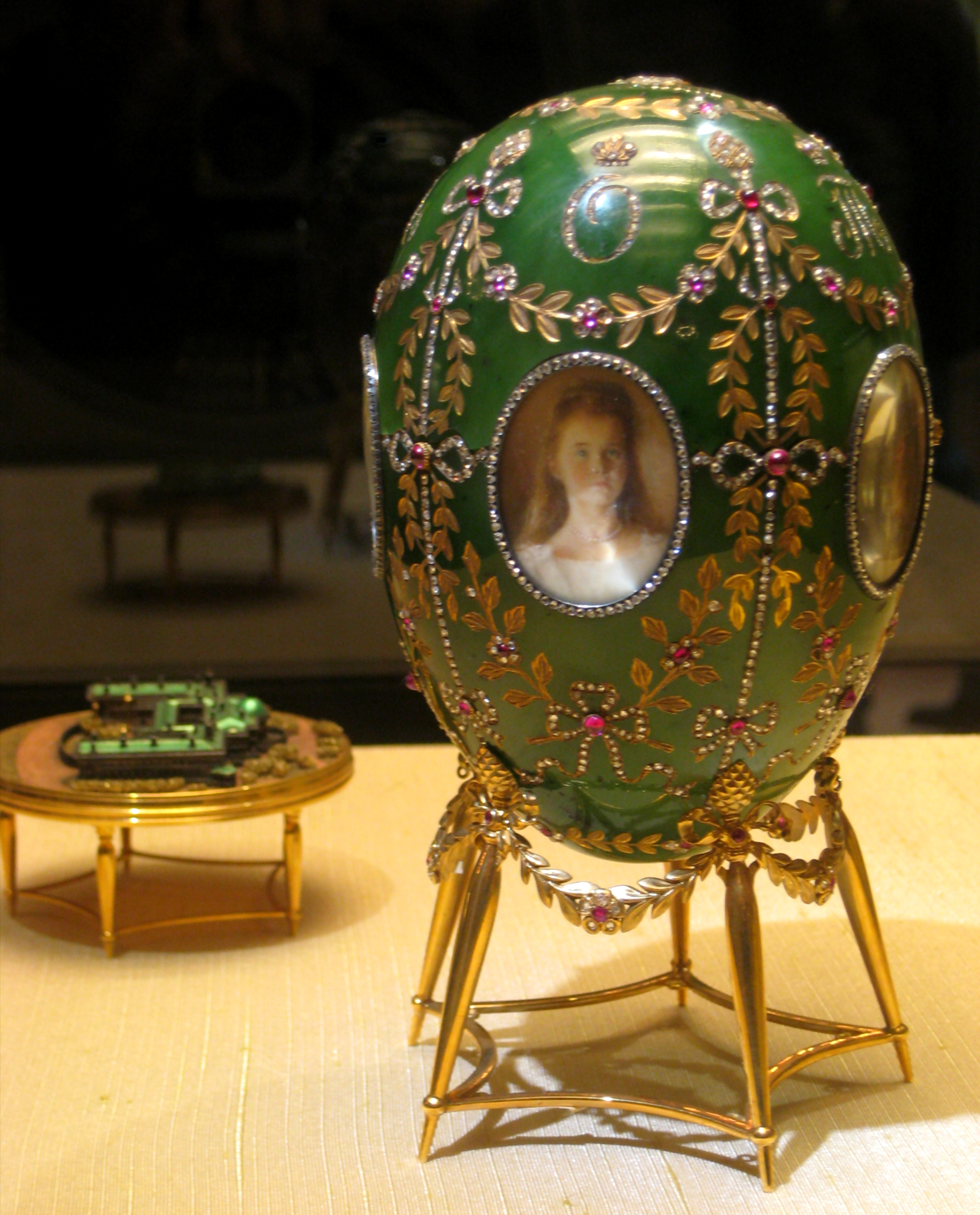
Alexanderpalast-Ei (1908)

Dieses kaiserliche Osterei ist ein Nephrit-Ei mit fünf Miniaturporträts der Kinder von Zar Nikolaus II.; als Überraschung im Inneren befindet sich eine dreidimensionale Replik des Alexanderpalastes in Zarskoje Selo.
Der obere und untere Teil des Eis ist jeweils mit einem rechteckigen Diamanten besetzt und trägt das Monogramm A.F. (Alexandra Fjodorowna), beziehungsweise die Jahreszahl 1908. Die Diamanten werden umkränzt von Einlegearbeiten in Form goldener Kränze aus diamanten- und rubinbesetzten Blättern und Blumen. Über die äußere Schale ziehen sich fünf diamantenbesetzte Bänder, die durch goldene Girlanden mit Einlegearbeiten aus Rubinrosen miteinander verbunden sind.
In den dadurch entstandenen Sektionen befinden sich fünf Medaillons mit den Porträts der Kinder des Zarenpaares, ausgeführt in Aquarell auf Elfenbein und von Diamanten gerahmt. Jedes der Porträts wird von einem Diamantenmonogramm mit den Initialen des abgebildeten Kindes gekrönt. Unter den Medaillons hängen zwei zu einer Schlaufe geflochtene Goldzweige. Auf der Rückseite der Porträts befindet sich im Inneren des Eis das eingravierte (julianische) Geburtsdatum eines jeden Kindes, jeweils mit zwei ornamentalen Zweigen verziert:
- Olga – 3. November 1895
- Tatjana – 29. Mai 1897
- Maria – 14. Juni 1899
- Anastasia – 5. Juni 1901
- Alexej – 30. Juli 1904

Als Überraschung befindet sich im Innern des Eis eine Miniaturreplik des Alexanderpalastes mit seinen Gartenanlagen. Sie ist aus gefärbtem Gold und Emaille hergestellt und liegt auf einem runden Piedestal mit fünf hohen Beinen auf, welche am unteren Ende miteinander verbunden sind. Der Sockel trägt die mit einem Lorbeerkranz geschmückte Inschrift: Der Alexanderpalast in Tsarkoe Selo.
- Werkstattleiter: Henrik Wigström
- Zeichen: Fabergé, Henrik Wigström, Beschauzeichen St. Petersburg mit den Initialen des Beschaumeisters Yakow Lyapunow = Y.L., Standard 72
- Material: Gold, Silber, Diamanten, Rosetten, Rubine, Nephrit, Bergkristall, Elfenbein
- Höhe: 11,0 cm
- Provenienz: Geschenk von Zar Nikolaus II. an seine Gemahlin Alexandra Fjodorowna
- Verbleib: Kreml-Rüstkammer, Moskau (Inventarnummer: MR 648)

### Alexander-III.-Gedenk-Ei (1909)

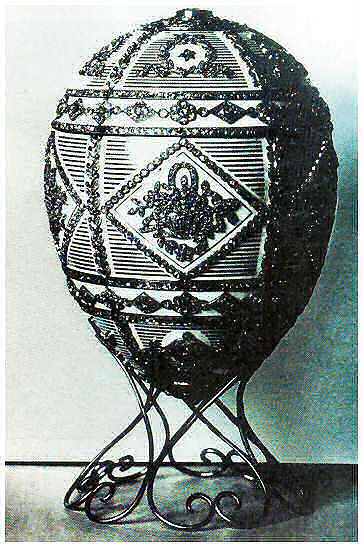
Alexander III. Gedenk-Ei (1909, Foto)

Das Ei wurde zur Erinnerung an den 1894 verstorbenen Zar Alexander III. gestaltet. Es ist gefertigt auf dunkelblauem Emaille-Grund, der mit typischen Mustern verziert ist. Dunkelblau war dabei die Farbe der bevorzugten Uniform von Zar Alexander III. Das Ei ist mit Diamantbändern in zwei Hälften mit je sechs Segmenten unterteilt. In diese sind im unteren Bereich die Monogramme des Zaren und seiner Gemahlin und im oberen Bereich die Zarenkronen eingearbeitet. An der Spitze des Eis wird ein großer Diamant von einem Diamantkreis umrahmt. Die Rechnung für dieses Ei soll jeweils hälftig von Zar Nikolaus II. und seiner Gemahlin Alexandra Fjodorowna als Ausdruck ihrer Gemeinsamkeit bezahlt worden sein.
Das Alexander III. Gedenk-Ei ist eines der verschollenen kaiserlichen Ostereier und eines der beiden, von denen ein Foto existiert.
- Zeichen: Fabergé
- Materialien: Gold, Diamanten
- Technik: Emaille
- Provenienz: Geschenk von Zar Nikolaus II. und seiner Gemahlin Alexandra Fjodorowna an die Zarenmutter Maria Fjodorowna
- Verbleib: verschollen

### Standart-Ei (1909)

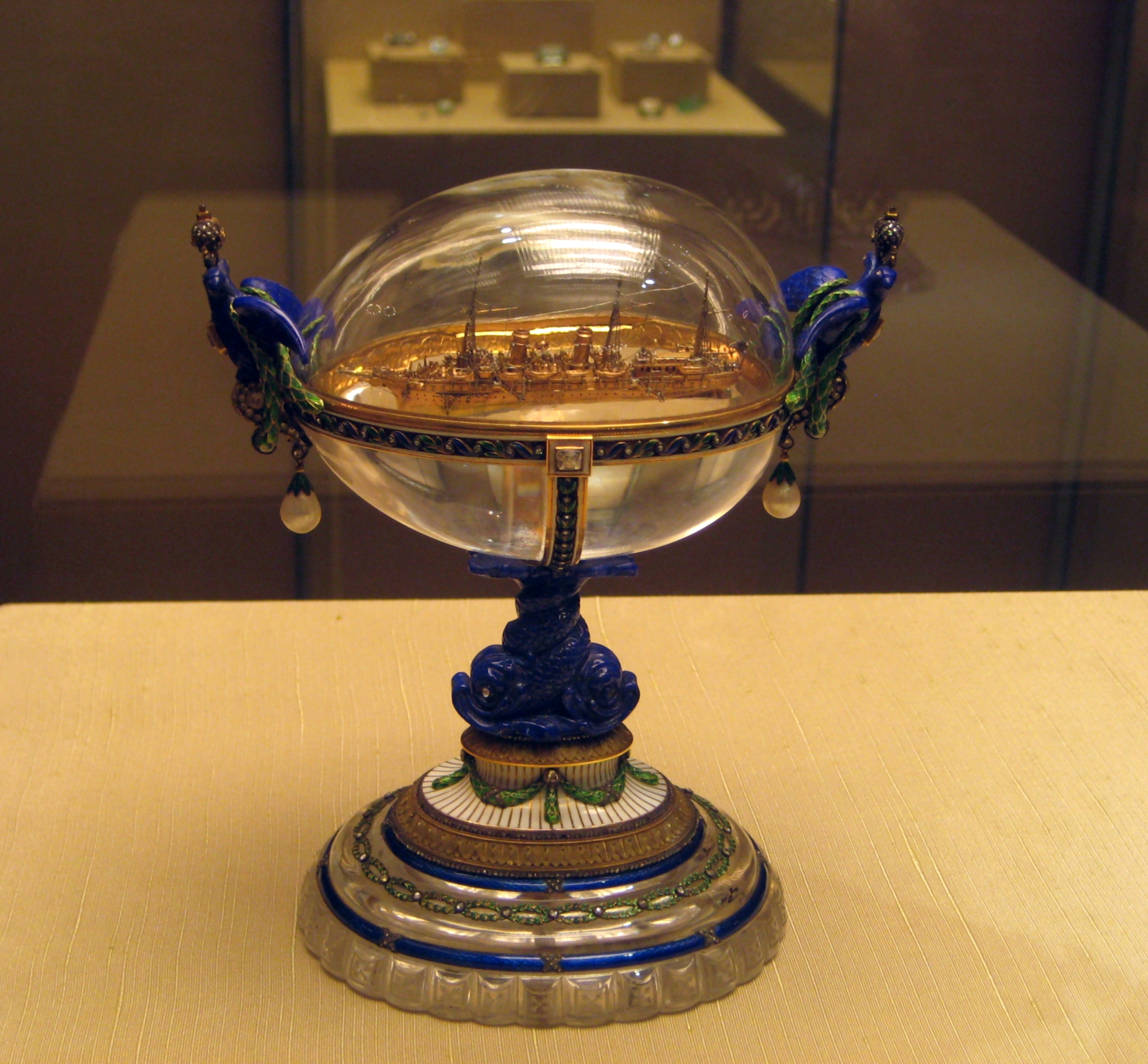
Standart-Ei (1909)

Hierbei handelt es sich um ein Kristall-Ei mit horizontaler Goldumrandung und der russischen Inschrift Standart 1909 auf der Schale. Um das Ei zieht sich ein Goldband mit eingelegten Blättern aus grüner Emaille und kleinen Diamanten. Die untere Hälfte des waagrecht liegenden Eis wurde mit einem vertikalen Goldband mit eingelegten Mustern ausgeschmückt. Auf beiden Seiten des Eis befindet sich je ein gekrönter Adler aus Lapislazuli, beide tragen in ihren Klauen eine frei schwingende birnenförmige Perle. Den Sockelschaft bilden zwei in sich verschlungene Delfine aus Lapislazuli. Der ovale Bergkristall-Fuß hat ein breites weißes Emailleband mit eingelegten Lorbeerblättern sowie mehrere Bänder aus kleinen Diamanten mit Lorbeerzweigen aus grüner Emaille.
Im Inneren des Eis ruht eine goldene, originalgetreue Nachbildung der kaiserlichen Yacht Standart auf einer ovalen Basis aus Bergkristall, durch die das Meer angedeutet wird. Auf der Yacht sind die Kanonen, die Takelage und die Ankerketten beweglich gefertigt.
- Werkstattleiter: Henrik Wigström
- Zeichen: Fabergé, Henrik Wigström, Beschauzeichen Jakow Lyapunov St. Petersburg, Standard 72
- Materialien: Gold, Diamanten, Perlen, Lapislazuli, Bergkristall
- Technik: Emaille
- Höhe: 15,3 cm
- Provenienz: Geschenk von Zar Nikolaus II. an seine Gemahlin Alexandra Fjodorowna
- Verbleib: Kreml-Rüstkammer, Moskau (Inventarnummer: MR-649/I-2)

### Ei mit Reiterstatue Alexanders III. (1910)

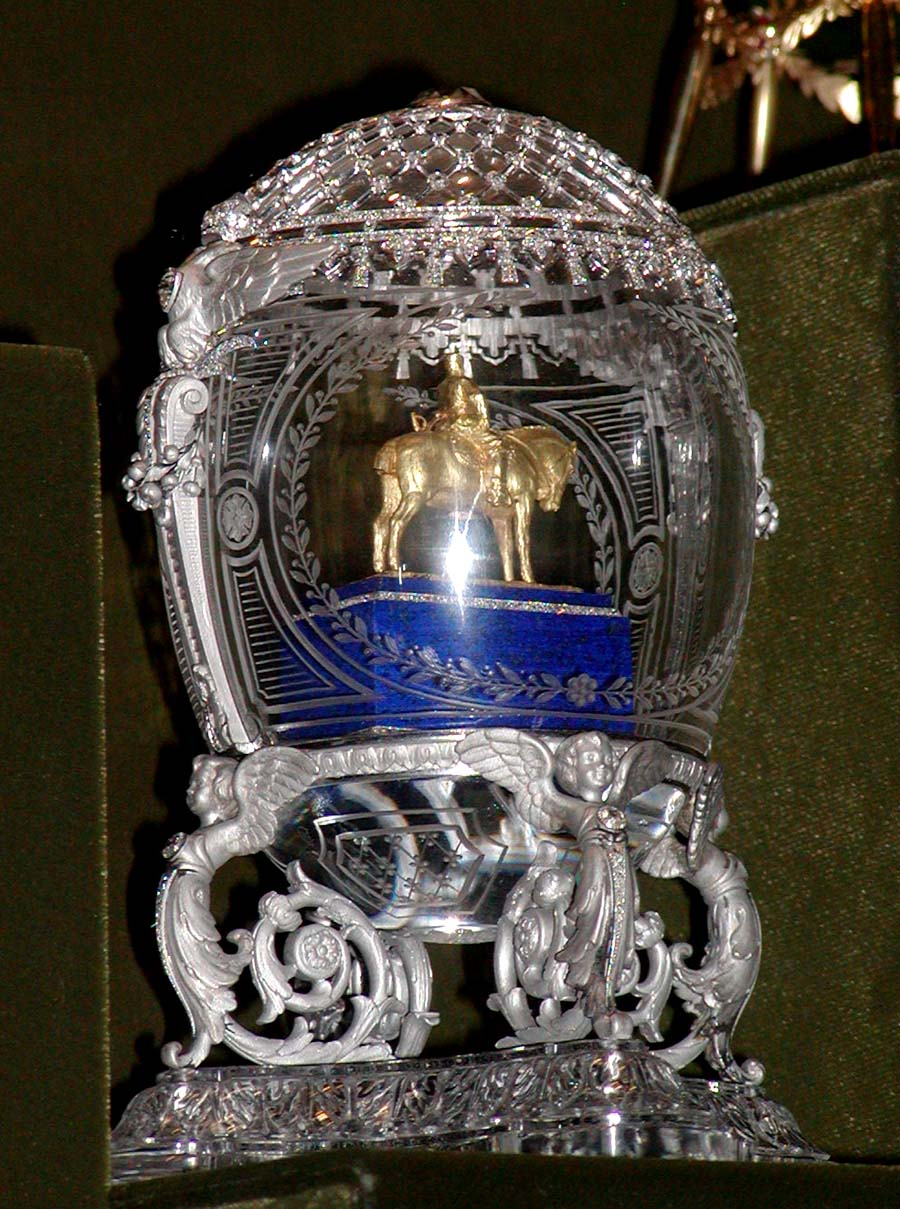
Ei mit Reiterstatue Alexanders III. (1910)

Im Inneren des Eies steht eine Goldreplik eines Reiterdenkmals Alexanders III. auf einem rechteckigen, mit zwei Rosenbändern garnierten Lapislazuli-Sockel. Das Miniaturdenkmal ruht in einem aus Bergkristall geschnitzten Ei, dessen äußere Schale mit platiniertem, von Rosen durchsetztem Filigran überzogen ist. Die Miniatur ist eine Nachbildung des von Fürst Pawel Trubezkoi geschaffenen Denkmals.
Die Eispitze wird von einem großen Tafeldiamanten gekrönt, unter dem die Jahreszahl 1910 eingraviert ist. Der Diamant wird umkränzt von einem Band aus kleinen Rosen, von dem sich Akanthusblätter aus Platin rosettenförmig ausbreiten.
Auf beiden Seiten der Schale befinden sich doppelköpfige Adler aus Platin mit kleinen Diamantkronen. In die Schale sind Muster aus Zweigen eingraviert, die sich am unteren Teil vereinen.
Der untere Teil des Eis dient dem Miniaturdenkmal als Plattform und wird von gegossenen Platin-Voluten mit Cherubimköpfen getragen. Diese ruhen auf einem Bergkristall-Sockel in Gestalt einer vierblättrigen Rosette.
Auf der Rechnung vom 17. April 1910 ist dieses Ei aufgeführt als „Großes Ei aus graviertem Topas in massiver Platinmontierung im Renaissancestil, auf einem ähnlichen Oberteil aus dem gleichen Topas, 1318 Diamantrosen und 1 großer Diamant. Innen eine auf einem Lapislazulisockel stehende, mattgoldene Reiterstatue von Zar Alexander III., in St. Petersburg, 12. Juli 1910 [Preis] 14700r.“
- Zeichen: K. Fabergé
- Materialien: Gold, Platin, Diamanten, Lapislazuli, Bergkristall
- Technik: Guss, Prägung, Gravur
- Höhe: 15,5 cm
- Provenienz: Geschenk von Zar Nikolaus II. an seine Mutter Maria Fjodorowna
- Verbleib: Kreml-Rüstkammer, Moskau (Inventarnummer: MR-650/I-3)

### Kolonnaden-Ei (1910)

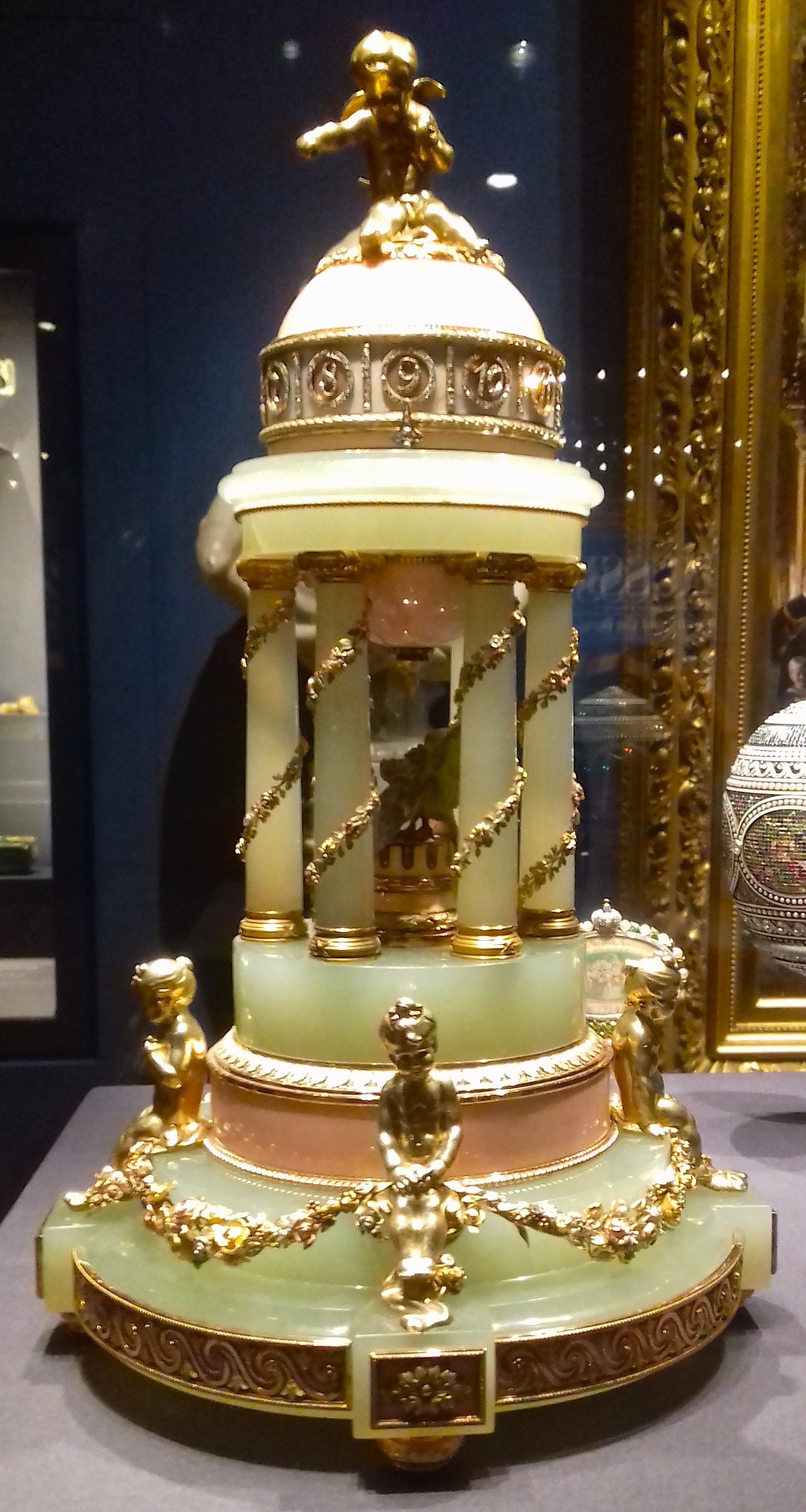
Kolonnaden-Ei (1910)

Diese wie ein arkadischer Liebestempel anmutende Rotationsuhr erinnert an die lang ersehnte Geburt des Thronfolgers Alexei Nikolajewitsch Romanow im Jahr 1904. Das eigentliche Ei wird von einem Cupido aus vergoldetem Silber (einer allegorischen Darstellung des Zarewitsch) gekrönt. Die Schale ist aus opalisierender blassrosa Emaille auf guillochiertem Grund und trägt ein breites Band aus transluzider weißer Emaille als Zifferblatt, das mit Diamantrosenzahlen besetzt ist. Ein diamantenbesetzter Zeiger ragt von der Kolonnade aus blassgrünem Bowenit auf, auf welchem das Ei ruht. Die Kolonnade bildet sich aus sechs in Gold gefassten ionischen Säulen, ihr Sockel hat sechs ziselierte Beschläge aus gefärbtem Gold und ein breites Band aus blassrosa Emaille auf guillochiertem Grund. Um den kunstvoll gearbeiteten Rundsockel gruppieren sich vier Mädchengestalten aus vergoldetem Silber, welche die vier Zarentöchter darstellen; sie sind mittels Blumengirlanden aus ziseliertem Vierfarbgold miteinander verbunden. Innerhalb des Säulenkranzes sitzt das Zarenpaar, symbolisiert durch zwei Platin-Tauben, auf einer Plinthe aus weißer Emaille.
Sir Sacherverell Sitwell wies darauf hin, dass die Gestaltung dieses Eis wahrscheinlich auf Charles Eisens Illustrationen zu Les Baisers von Claude Joseph Dorat zurückgeht.
- Werkstattleiter: Henrik Wigström
- Zeichen: Henrik Wigström, 56 Kokoschnik
- Material: Bowenit, Vierfarbgold, Diamantrosen, vergoldetes Silber, Platin
- Technik: Emaille, Gravur, Guss, Ziselierung
- Höhe: 28,6 cm
- Provenienz: Geschenk von Zar Nikolaus II. an seine Gemahlin Alexandra Fjodorowna; 1929 erworben von Queen Mary, England
- Verbleib: Royal Collection HM King Charles III., London, UK

### Orangenbaum-Ei / Lorbeerbaum-Ei (1911)

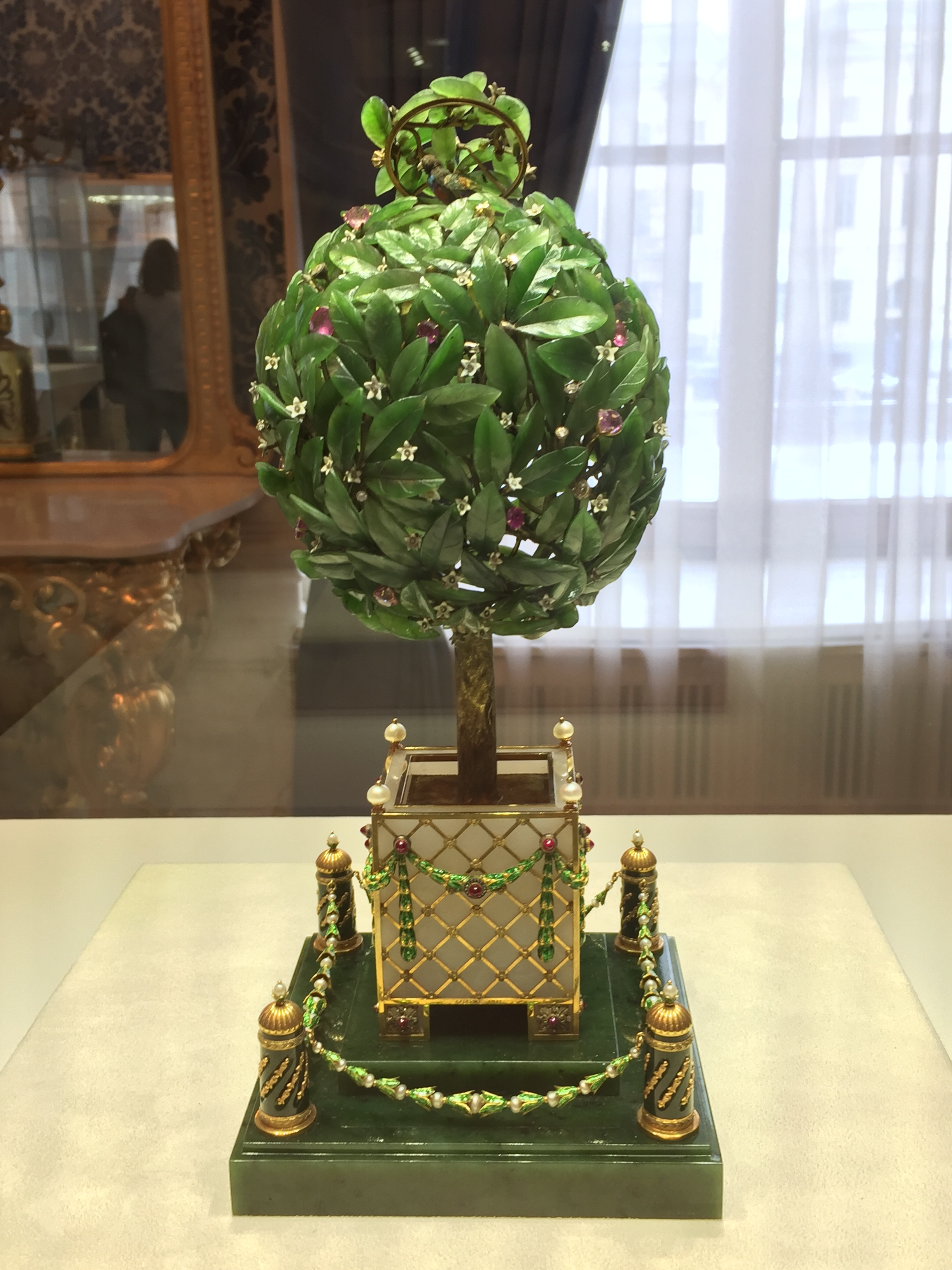
Orangenbaum-Ei (1911)

Das Ei besteht aus Gold, grüner und weißer Emaille, Nephrit, Diamanten, Rubinen, Amethysten, Citrin (gelber Bergkristall), Perlen und weißem Onyx. Das Laubwerk des Baumes ist aus einer Fülle fein geäderter Blätter aus geschnitztem Nephrit gebildet. Die Früchte bestehen aus Champagner-Diamanten, Amethysten und Citrinen, die Blüten aus weißer Emaille mit Diamanten. Der Stamm ist in Golderde gepflanzt und steht in einer weißen, quadratischen Quarzwanne, die mit beerenfarbenem Lorbeer, Rubinen, Diamanten und Goldrosetten verziert ist. Beim Drehen eines bestimmten Rubins öffnet sich die Spitze des Eis und ein kleiner mechanischer Vogel kommt singend zum Vorschein. Für das Ei stand ein Singvogelbaum aus dem 18. Jahrhundert Modell, von dem mehrere dokumentierte Exemplare existieren. Solche Singvogelbäume waren bereits im 16. Jahrhundert in der Kunst bekannt und beliebt. Auf der Rechnung Fabergés ist das Ei „in Form eines Lorbeerbaums“ beschrieben, botanisch ist es jedoch ein Orangenbaum. Die spitzen, nephritfarbenen Blätter und die Früchte gehören eindeutig nicht zu einem Lorbeerbaum, dessen Beeren kleiner sind. Üblicherweise wurden wertvolle Zitrusbäume in rechteckige Wannen zur Überwinterung gepflanzt, was ebenfalls die richtige Benennung als Orangenbaum bestätigt.
- Werkmeister: unbekannt (kein Werkmeisterzeichen)
- Zeichen: Fabergé, Ziffer 2990
- Höhe: 30,0 cm (in geöffnetem Zustand)
- Provenienz: Geschenk von Zar Nikolaus II. an seine Mutter Maria Fjodorowna; Wartski London; A. G. Hughes; Arthur E. Bradshaw; W. Magalow; Maurice Sandoz, Schweiz; A la Vieille Russie, Inc., New York; Mildred Kaplan, New York; The Forbes Magazine Collection, New York
- Verbleib: Sammlung Wiktor Wekselberg

### Ei zum 15. Thronjubiläum (1911)

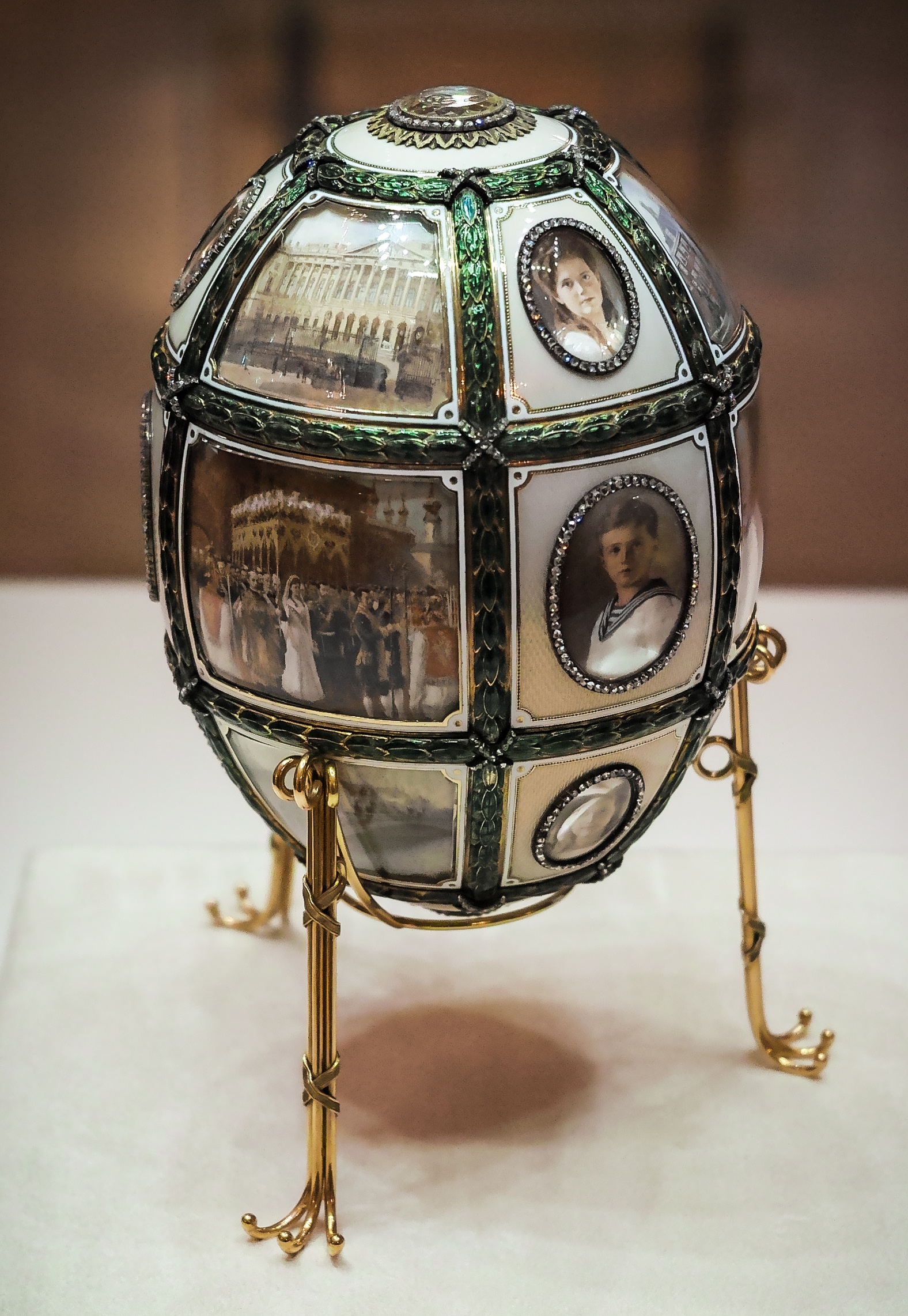
Ei zum 15. Thronjubiläum (1911)

Das Ei wurde aus Anlass des 15. Thronjubiläums Nikolaus’ II. geschaffen und ist mit achtzehn Miniaturen von Vasili Zuiev bedeckt, die durch diamantbesetzte Bänder unterteilt sind und hinter Bergkristall gerahmt wurden. Sieben ovale Porträtminiaturen zeigen das Zarenpaar und ihre fünf Kinder. Unter den beiden Porträts von Nikolaus und Alexandra liegen zwei ovale Tafeln mit dem Datum 1894, dem Jahr der Hochzeit des Zarenpaars am 14./26. November, und dem Jahr 1911, dem 15. Jahrestag der Krönung. Neun Miniaturen zeigen historische Szenen aus der Regierungszeit von Nikolaus II. und seiner Gemahlin: die feierliche Prozession zur Uspenski-Kathedrale, die Zeremonie der Krönung, der feierliche Empfang der Ersten Staatsduma im Winterpalast, die Übergabe der Reliquien des hl. Seraphim von Sarow, die Eröffnung der Alexander-III.-Brücke in Paris, die Eröffnung des Denkmals zum 200. Jahrestag der Schlacht bei Poltawa, das Huis ten Bosch in Den Haag als Ort der ersten Friedenskonferenz, die Eröffnung des Alexander-III.-Museums in St. Petersburg und die Enthüllung der Statue von Peter dem Großen in Riga. Von allen kaiserlichen Prunkeiern bringt dieses Ei eine Reihe sowohl sehr privater Momente der Familie als auch öffentlicher Leistungen des Zarenpaares am besten zum Ausdruck.
- Werkstattleiter: Henrik Wigström
- Zeichen: Fabergé, Henrik Wigström, 72 Kokoschnik
- Materialien: Gold, transluzide grüne, opake weiße und opalisierende Austern-Emaille, Diamanten, Bergkristall, Elfenbein
- Technik: Transparente und opake Emaille, opalisierender Emailleüberzug auf guillochiertem Grund, Ziselierung, Malerei auf Elfenbein
- Höhe: 13,2 cm (ohne Ständer)
- Provenienz: Geschenk von Zar Nikolaus II. an seine Gemahlin Alexandra Fjodorowna; The Forbes Magazine Collection, New York
- Verbleib: Sammlung Wiktor Wekselberg

### Napoleonisches Ei (1912)

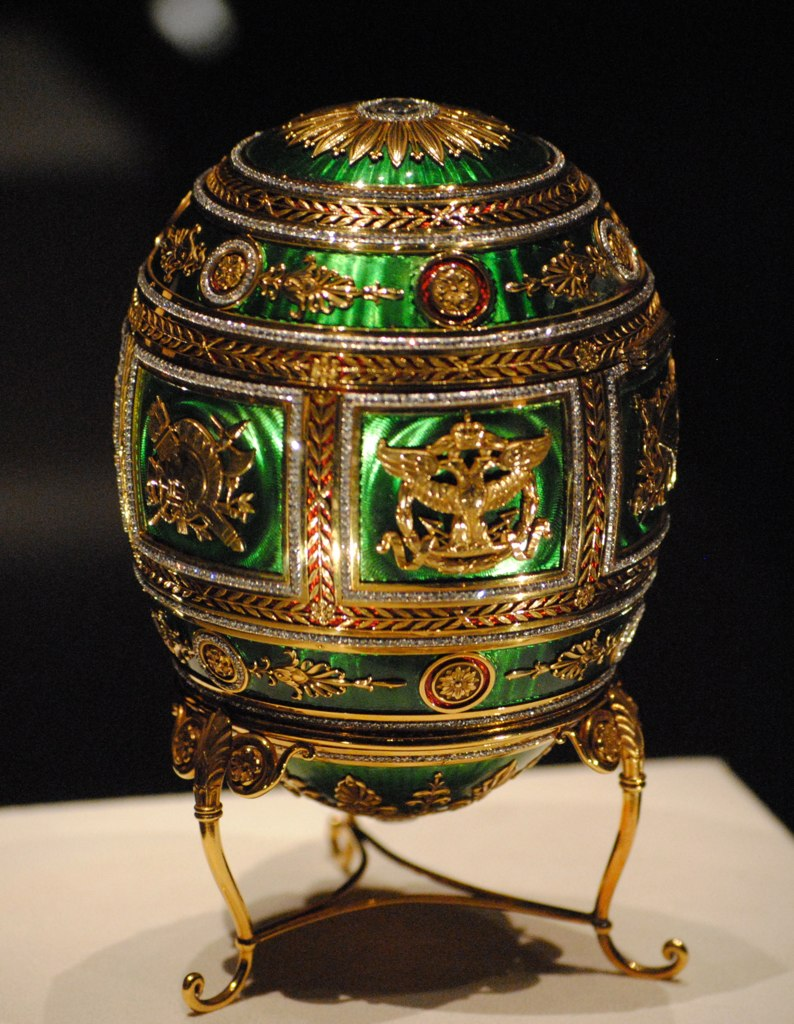
Napoleonisches Ei (1912)

Das im Empirestil gestaltete Ei wird durch sechs vertikale und vier horizontale Doppelbänder aus Diamantrosen, zwischen denen goldene Lorbeer-Bordüren verlaufen, in grüne Guilloché-Emaillefelder unterteilt und erinnert an den Sieg über Napoleon 100 Jahre zuvor. Die sechs zentralen Felder tragen getriebene und gegossene Goldapplikationen, abwechselnd den kaiserlichen Doppeladler und Kriegstrophäen. Auf den Bändern oberhalb und unterhalb der Mittelfelder befinden sich abwechselnd Rosetten aus Diamantrosen und runde Ornamente aus roter Emaille, dazwischen sind traditionelle Blatt- und Rocaille-Applikationen angebracht. Die Spitze des Eis verzieren diamantenbesetzte Bordüren mit Sonnenstrahlenmotiven, im Zentrum ein Tafeldiamant mit Krone und dem Monogramm der Zarenwitwe MF. Unten befindet sich ein kleinerer Diamant mit der Jahreszahl 1912.
Das in der Mitte aufklappbare Ei enthält einen sechsteiligen, achteckigen Faltrahmen mit Miniaturen der Regimenter der Zarenmutter, signiert und datiert von Vasili Zuiev auf das Jahr 1912. Auf der Rückseite sind die Miniaturen wie folgt beschriftet:
- Ihrer Majestät Elftes Ostsibirisches Regiment
- Ihrer Majestät Elftes Ulanen-Regiment Chuguevski
- Ihrer Majestät Zweites Dragoner-Regiment Pskow
- Ihrer Majestät Flotten-Garderegiment
- Ihrer Majestät Kürassier-Leibgarderegiment
- Ihrer Majestät Kavallerie-Garderegiment

Die Rahmen der Miniaturen bestehen aus inneren Diamantrosenbändern und äußeren grün emaillierten Lorbeerkränzen und Scharnieren in Form von Faszes mit diamantenbesetzten Bändern. Die Rückseiten der Tafeln zeigen die Monogramme MF (Maria Fjodorowna) auf rundem grünem Guilloché-Emaillefeld und einen äußeren weißen Emaillerand auf strahlenförmigen Guillochégrund.
- Werkstattleiter: Henrik Wigström
- Zeichen: Fabergé, Henrik Wigström, 56 Kokoschnik
- Material: Schale: Gelbgold, Diamantrosen, smaragdgrüne und rubinrote Emaille, elfenbeinfarbene Samthülle, elfenbeinfarbenes Satinfutter; Miniaturrahmen: Gelbgold, Diamantrosen, Platin, smaragdgrüne und opalisierende weiße Emaille; Miniatur: Gouache auf Elfenbein
- Technik: Transparenter Emailleüberzug auf guillochiertem Grund mit Sonnenstrahlen- und Wellenmotiven, Guss, Ziselierung
- Höhe: 11,8 cm
- Provenienz: Geschenk von Zar Nikolaus II. an seine Mutter Maria Fjodorowna; um 1927 durch die Hammer Galleries, New York von der sowjetischen Regierung erworben; The Matilda Geddings Gray Foundation Collection, New Orleans, USA
- Verbleib: Metropolitan Museum of Art, New York City, USA; derzeit leihweise im New Orleans Museum of Art, Louisiana, USA

### Zarewitsch-Ei (1912)

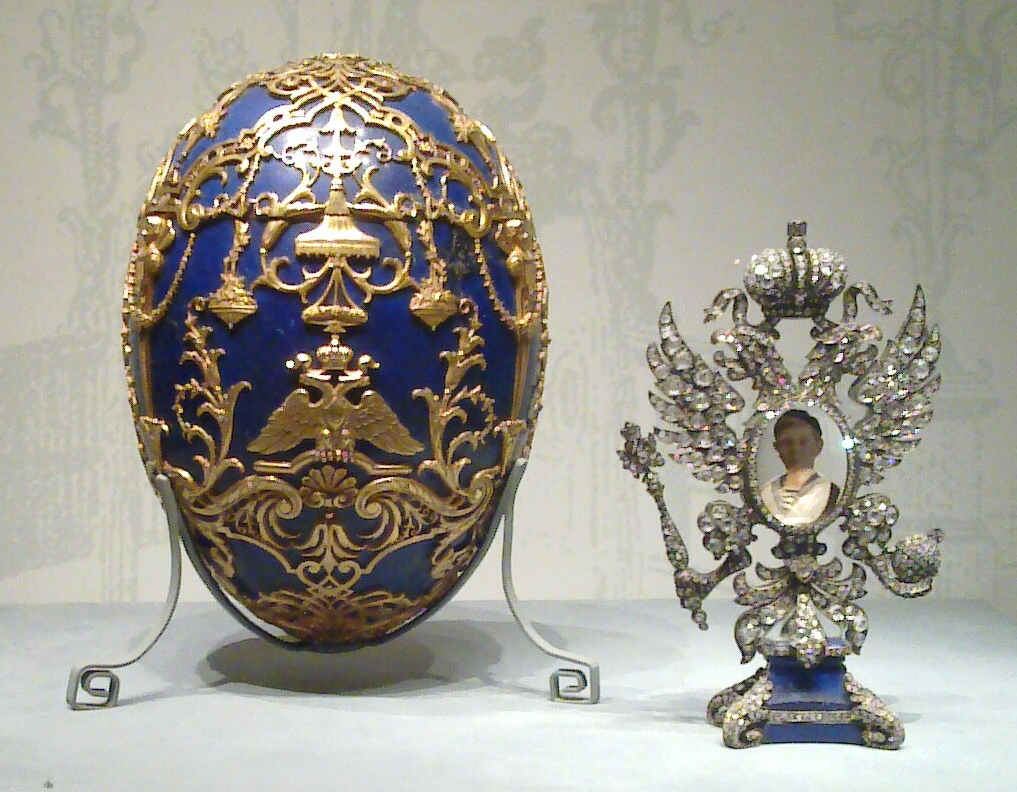
Zarewitsch-Ei (1912)

Das Ei besteht aus Gold, Lapislazuli, Porträtdiamanten und Brillanten. Die Überraschung im Innern ist aus Platin, Lapislazuli, Rosendiamanten und einem Aquarell auf Elfenbein gefertigt. Das Ei im Louis-XV-Stil wurde aus einem Block Lapislazuli geschnitzt und mit goldenen Teilchen wie Muscheln, Schriftrollen und Körbchen verziert. Das gekrönte kaiserliche Monogramm AF (Alexandra Fjodorowna) und das Jahr 1912 sind unter einem rechteckigen Porträtdiamanten oben auf dem Ei zu sehen. Ein großer Brillant bildet den unteren Abschluss.
Die Überraschung im Innern des Eis ist der russische doppelköpfige Kaiseradler, der rundum mit 2000 Diamanten bedeckt ist. Ein Miniaturporträt auf der Brust des Adlers zeigt den Zarewitsch Alexei Nikolajewitsch.
- Werkstattleiter: Henrik Wigström
- Höhe: 12,5 cm
- Provenienz: Geschenk von Zar Nikolaus II. an seine Gemahlin Alexandra Fjodorowna; Lillian Thomas Pratt, USA
- Verbleib: Virginia Museum of Fine Arts, Richmond, USA

### Winter-Ei (1913)
Das Ei besteht aus Bergkristall, Platin, Rosendiamanten, Brillanten und Mondstein. Es befindet sich auf einer Basis aus Bergkristall, die aus einem Block wie schmelzendes Eis geformt ist und mittels platinierter Rosendiamanten Rinnsale imitiert. Das aufklappbare Ei ist aus einem Block Bergkristall geschnitzt und wird vertikal durch einen Stift gehalten. Die Spitze bildet ein Cabochon-Mondstein, der auf der Rückseite mit der Jahreszahl 1913 bemalt ist. Der dünn geschnitzte, transparente Körper des Eis ist innen und außen graviert, um Eiskristalle zu simulieren. Die herausnehmbare Überraschung im Innern des Eis ist ein Arbeitskörbchen mit einem Doppelgriff aus Platin. Der Korb ist voller Anemonen, jede Blume realistisch aus einem einzigen weißen Quarz als Blüte oder Knospe geschnitzt und mit Blättern aus Nephrit. Die Blumen sind mit Stielen aus Golddraht auf einem Bett aus Goldmoos befestigt, in den Boden des Korbes ist in römischen Buchstaben „Fabergé 1913“ eingraviert.
Die Rechnung dokumentiert den Kauf des Winter-Eis durch den Zaren für 24.600 Rubel, den höchsten Preis, der jemals für ein kaiserliches Ei bezahlt wurde. Sie beschreibt auch die Verzierungen des Eis mit 1300 Rosendiamanten, 360 Brillanten und 1378 Rosendiamanten für das Körbchen.
Das Ei ist, wie alle Eier, bei denen überwiegend Platin verarbeitet wurde, unmarkiert, da Russland seinerzeit kein Markenzeichen für Platin hatte.
- Werkmeister: Albert Holmström
- Höhe 10,2 cm
- Provenienz: Geschenk von Zar Nikolaus II. an seine Mutter Maria Fjodorowna; Wartski, London; Sir Bernard Eckstein, UK; Bryan Ledbrook, UK; Christie’s London
- Verbleib: Privatsammlung, vermutlich Scheich Saud Al-Thani, Katar

### Ei zum 300. Herrschaftsjahr (1913)

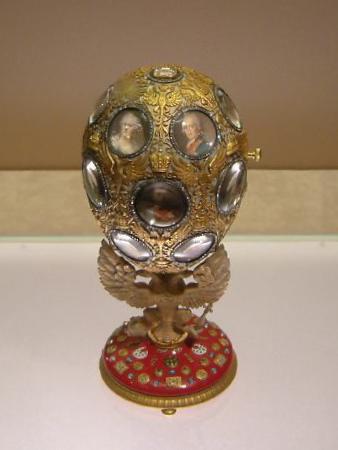
Ei zum 300-jährigen Jubiläum der Romanow-Zarendynastie (1913)

Das goldene Ei mit 18 Miniaturbildnissen aller Romanow-Zaren auf Piedestal in Gestalt eines dreiseitigen kaiserlichen Adlers ist mit transparenter weißer Emaille auf guillochiertem Grund überzogen. Die 18 in Diamanten gerahmten Bildnisse von Vasili Zuiev gemalt umschließen die Romanow-Zaren von Michael Feodorowitsch bis Nikolaus II.
Im Einzelnen sind dies: Michael I. (1613–1645) – erster der Romanows; Alexei I. (1645–1676); Fjodor III. (1676–1682); Sophia Alexejewna (1682–1689); Iwan V. (1682–1696); Peter I. der Große (1682–1725) – seit 1721 Kaiser; Katharina I. (1725–1727); Peter II. (1727–1730); Anna (1730–1740); Iwan VI. (1740–1741) – wurde kurz nach seiner Geburt Kaiser; Elisabeth (1741–1761); Peter III. (1762); Katharina II. die Große (1762–1796); Paul I. (1796–1801); Alexander I. (1801–1825); Nikolaus I. (1825–1855); Alexander II. (1855–1881); Alexander III. (1881–1894); Nikolaus II. (1894–1917).
Die Zwischenräume zwischen den Medaillons schmücken Einlegearbeiten mit heraldischen Adlern, Zarenkronen und floralen Elementen. Die Ei-Spitze ziert ein großer Tafeldiamant, darunter die Jahreszahlen 1613 und 1913. Das untere Ende des Eis schmückt ein großer dreieckiger Diamant mit den Initialen AF (Alexandra Fjodorowna).
Das Innere des Eis ist mit opalisierender Emaille auf guillochiertem Grund ausgelegt. Es enthält einen drehbaren Stahlglobus mit dunkelblauem Emailleüberzug, auf dem je Halbrund die russischen Gebiete von 1613 und 1913 in Gold dargestellt sind.
Der Purpurin-Sockel ist mit kleinen emaillierten Emblemen verziert und ruht auf drei gegossenen Füßen in Form von flachgedrückten Gewehrkugeln.
- Werkstattleiter: Henrik Wigström
- Zeichen: Fabergé, Henrik Wigström 1913, Standard 72,
- Material: Gold, Silber, Stahl, Diamanten, Türkis, Glas, Purpurin, Elfenbein
- Technik: Guss, Gravur, Malerei, Vergoldung, Emaille
- Höhe: 19,0 cm
- Provenienz: Geschenk von Zar Nikolaus II. an seine Gemahlin Alexandra Fjodorowna
- Verbleib: Kreml-Rüstkammer, Moskau (Inventar-Nr. 651/I-2)

### Ei Katharina die Große (1914)

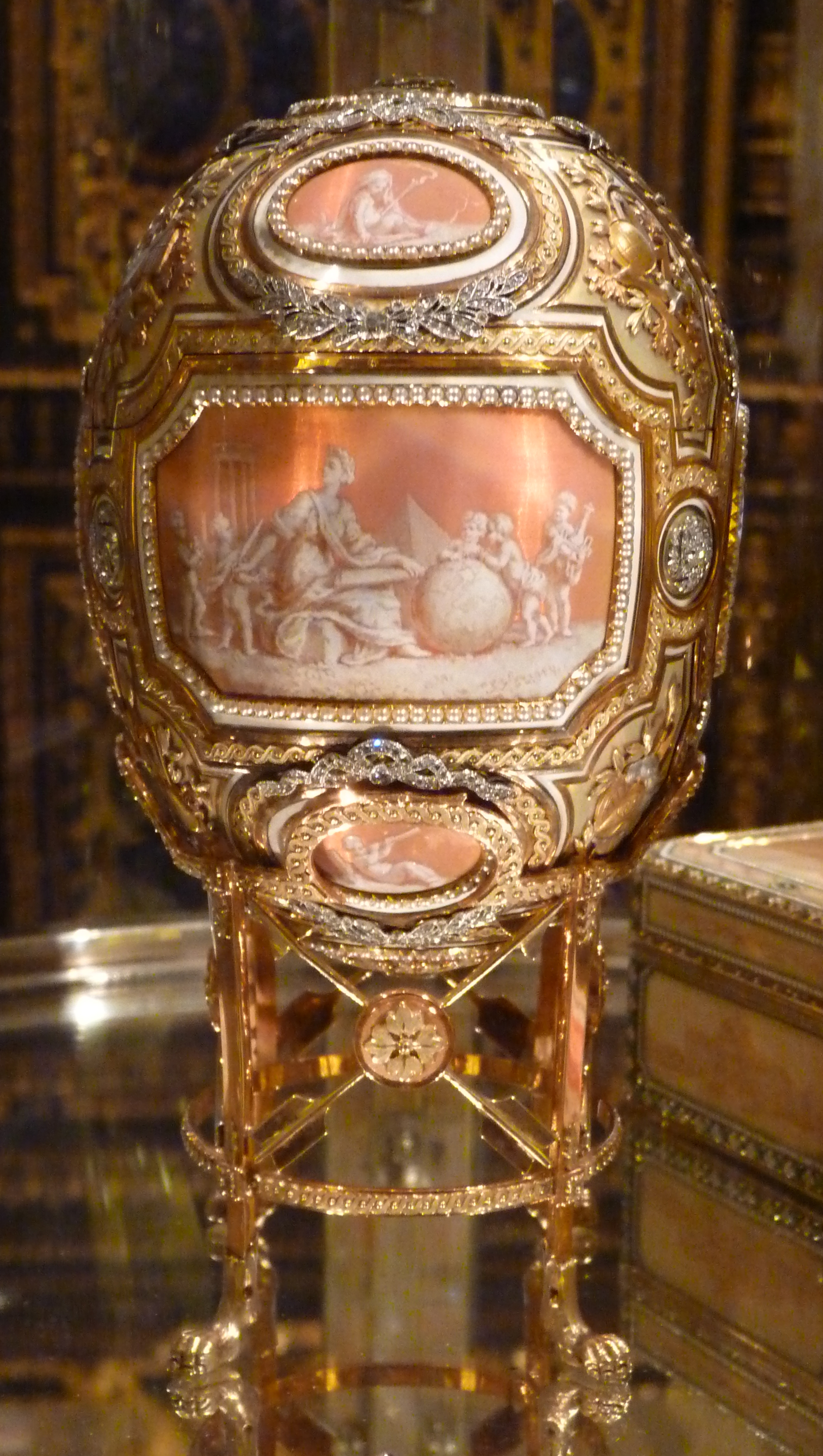
Ei Katharina die Große (1914)

Das Ei besteht aus Vierfarbgold, rosa Grisaille und undurchsichtiger weißer Emaille, Porträtdiamanten, Rosendiamanten, Samenperlen und Samtfutter. Die beiden rechteckigen und die beiden ovalen Paneele auf dem Ei wurden von Vasili Zuiev auf Rosenschmelz mit allegorischen Szenen aus Kunst und Wissenschaft bemalt. Die Paneele sind eingebettet in Bänder aus Porträt- und Rosendiamanten. Die Überraschung im Innern des aufklappbaren Eis ist verloren. Gemäß einem Brief der Beschenkten (Maria Fjodorowna) an ihre Schwester, Königin Alexandra von England, war die Überraschung eine mechanische Sänfte in der Katharina die Große saß, getragen von zwei Mohren. Die
Überraschung bestand vermutlich aus Gold, Emaille, Diamanten und Perlen.
- Werkstattleiter: Henrik Wigström
- Höhe: 12,1 cm
- Provenienz: Geschenk von Zar Nikolaus II. an seine Mutter Maria Fjodorowna; Armand Hammer, New York; Marjorie Merriweather Post, USA
- Verbleib: Hillwood Museum, Washington DC, USA

### Mosaik-Ei (1914)

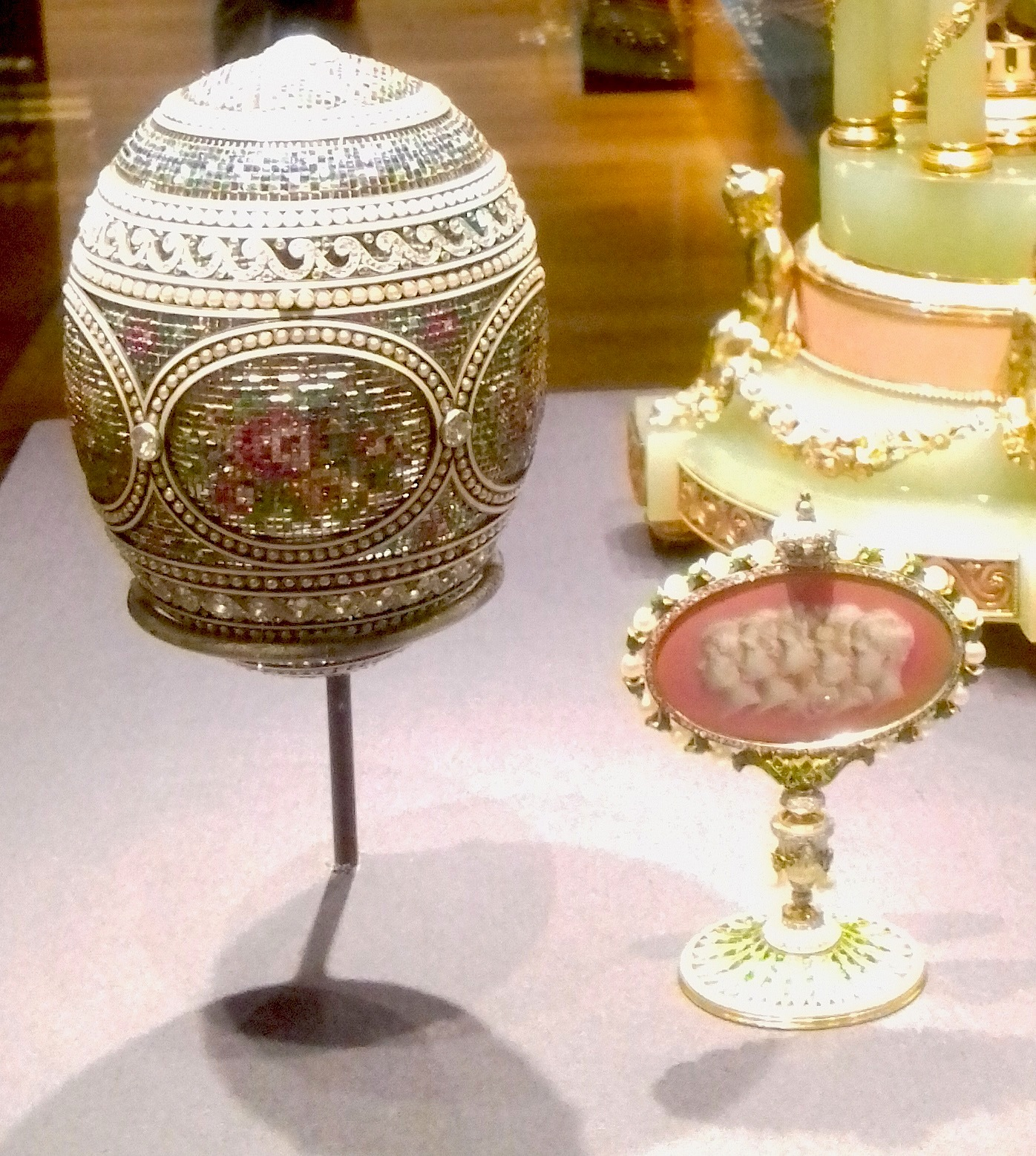
Mosaik-Ei (1914)

Der aus Platinmaschen bestehende Eikörper ist mit einer großen Anzahl an kalibrierten Edel- und Halbedelsteinen durchsetzt. Die im Ei-Inneren durch zwei goldene Clips gehaltene Überraschung besteht aus einem goldenen, transparent-grün und opak-weiß emaillierten Bilderständer, der mit Perlen, Diamanten und grünen Granaten besetzt ist und von einer diamantenen Kaiserkrone gekrönt wird. Das ovale Medaillon zeigt die grau emaillierten Profile der Zarenkinder auf rosa Grund. Seine Rückseite ist blassgrün emailliert, mit den Namen der Kinder, einem Blumenkorb in Sepia und der Jahreszahl 1914.
In die goldene Fläche unter dem Ständer des Eis ist mit Sonnenstrahlen-Motiv und dem falsch geschriebenen Namen G. Fabergé 1914 graviert. Der Fabergé-Experte Snowman vermutet, dass das „G“ bewusst eingraviert wurde, um den 100. Geburtstag Gustav Fabergés (Vater von Carl Fabergé) zu würdigen. Dieses als Kleinod angelegte Ei stammt aus der Werkstätte Holmströms und trägt die Signatur Fabergés.
- Werkmeister: Albert Holmström
- Zeichen: Gravierte Signatur C. Fabergé auf dem Ei-Rand, gravierte Signatur G. (anstatt C.) Fabergé auf Bildständer, kyrillisches Monogramm AF (Alexandra Fjodorowna)
- Material: Gelbgold, Platin, Diamanten, Rubine, Smaragde, Topase, Saphire, Granate, Perlen
- Technik: Opake Emaille, Malerei auf Elfenbein
- Höhe 9,2 cm
- Provenienz: Geschenk von Zar Nikolaus II. an seine Gemahlin Alexandra Fjodorowna; Wartski, London; 1934 durch König George V. von England erworben.
- Verbleib: Royal Collection HM King Charles III., London, UK

### Nobel Eis-Ei (1914), 4. Privatauftrags-Ei

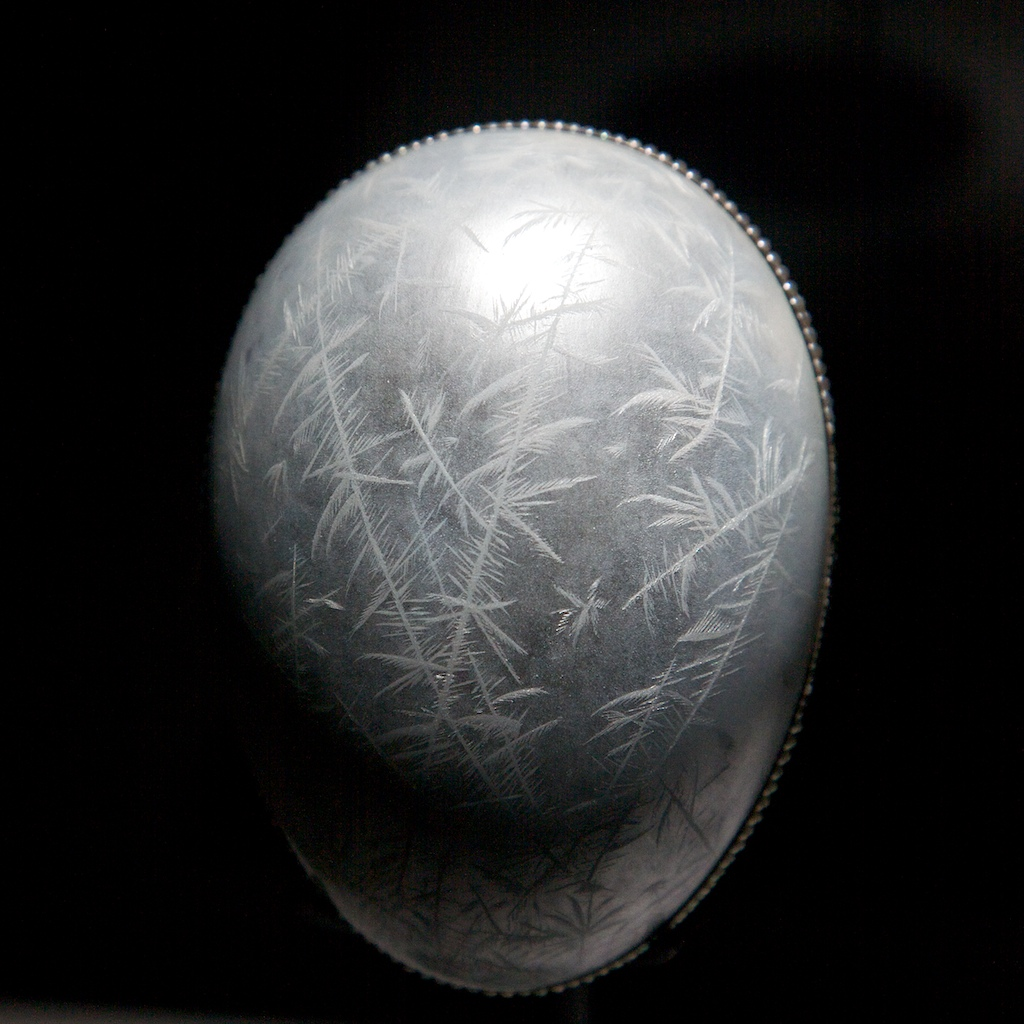
Nobel Eis-Ei (1914) „nicht-kaiserlich“

Das Ei besteht aus Platin, Silber, transluzenter weißer Emaille und Samenperlen. Es wirkt eher schlicht, aber der erste Eindruck trügt. Die silberperlenmatte Eierschale ist abwechselnd mit Schichten aus transparenter und undurchsichtiger weißer Emaille bedeckt, jede Schicht separat bemalt und graviert. Das Ergebnis sind Frostkristalle und ein eisiger Glanz. Als Überraschung im Innern befindet sich ein Uhrenanhänger, dessen Zifferblatt aus Platin durch Eiskristalle aus Rosendiamanten und Bergkristall teilweise überlagert wird.
- Länge: 7,0 cm
- Provenienz: Geschenk von Emanuel Nobel an einen Freund; The Forbes Magazine Collection, New York
- Verbleib: McFerrin Collection, Houston, USA

### Rotkreuz-Ei mit kaiserlichen Porträts (1915)

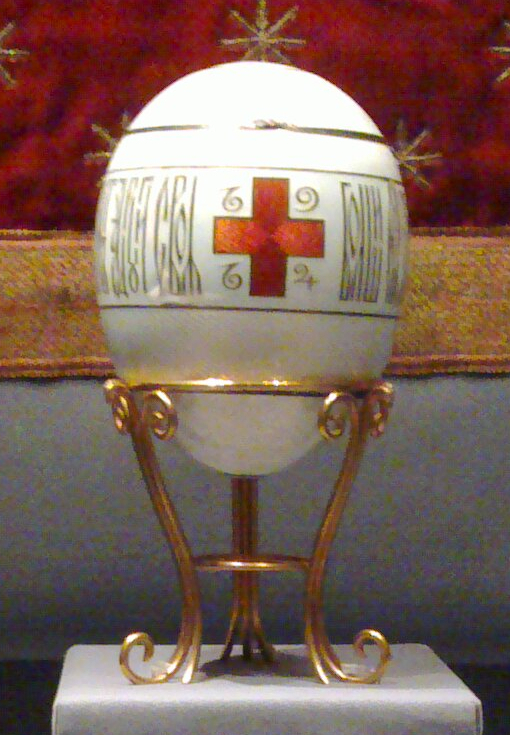
Rotkreuz-Ei mit kaiserlichen Porträts (1915)

Das Ei besteht aus Gold, Silber, opaleszenter weißer und transluzenter roter Emaille. Die Miniatur-Bildergalerie im Innern ist aus Perlmutt und Aquarell auf Elfenbein. Opaleszent weiße Guilloché-Emaille bedeckt den Silberuntergrund des Eis. Zwei einander gegenüberliegende rote Emaillekreuze auf dem Bauch des Eis tragen die Jahreszahlen 1914 und 1915. Dazwischen ist eine russische, stilisierte Inschrift aus Emaille, die übersetzt lautet: „Größere Liebe gibt kein Mensch, als der Mann, der sein Leben gibt für seine Kameraden.“ Auf der Oberseite des Eis sind aus Silber die Krone und das Monogramm der Zarenmutter Maria Fjodorowna, auf der Unterseite ist als Halterung für das Ei eine sechsbeinige Rosette. Die Überraschung ist eine aufklappbare, fünfteilige Galerie aus ovalen Miniaturporträts, die jeweils von einem opaleszenten, weiß emaillierten Goldrahmen eingefasst sind. Die Porträts von Vasili Zuiev zeigen:
- Großfürstin Olga Alexandrowna, die Schwester des Zaren
- Großfürstin Olga Nikolajewna, die älteste Tochter des Zaren
- Zarin Alexandra Fjodorowna,
- Großfürstin Tatjana Nikolajewna, die zweite Tochter des Zaren
- Großfürstin Marie Pawlowna, die erste Cousine des Zaren

Alle tragen die Tracht des Roten Kreuzes. Die Bilder würdigen den Dienst der Zarin und der Großfürstinnen, die im Ersten Weltkrieg die Ausbildung zu Krankenschwestern absolvierten und Paläste zu provisorischen Krankenhäusern umwandelten. Es ist aber auch eine Reminiszenz an die Zarenmutter, die während des Türkisch-Russischen Krieges von 1877 Rot-Kreuz-Dienst leistete und Präsidentin der Organisation war.
- Werkstattleiter: Henrik Wigström
- Höhe: 7,6 cm
- Provenienz: Geschenk von Zar Nikolaus II. an seine Mutter Maria Fjodorowna; Armand Hammer, New York; Lillian Thomas Pratt, USA
- Verbleib: Virginia Museum of Fine Arts, Richmond, USA

### Rotkreuz-Ei mit Auferstehungstriptychon (1915)

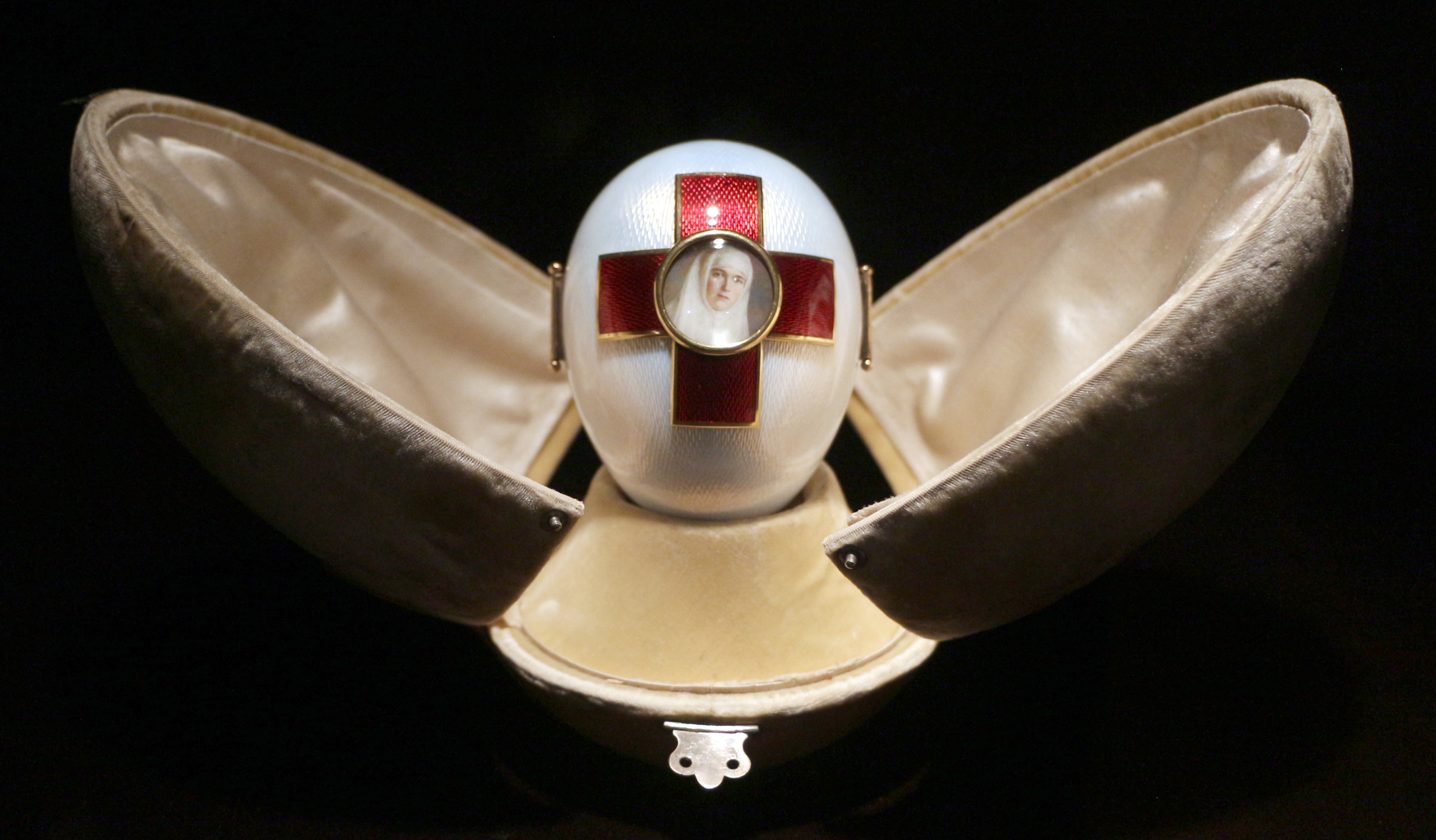
Rotkreuz-Ei mit Auferstehungstriptychon (1915)

Dieses Stück ist ein weiß emailliertes Osterei mit zwei erdbeerroten Guilloché-Emaille-Kreuzen auf der Vorder- und Rückseite. Im Zentrum des Kreuzes befindet sich auf der Rückseite ein Medaillon mit dem Bildnis der Großfürstin Olga, auf der Vorderseite ein Miniaturporträt der Großfürstin Tatjana. Die beiden ältesten Zarentöchter sind jeweils in ihren Rotkreuz-Uniformen abgebildet. Die beiden vorderen Teile des Eis lassen sich zu einem Triptychon aufklappen. Im zentralen Motiv sind die Höllenqualen dargestellt. Jesus Christus steht über den Pforten der Hölle, welche er gerade eingerissen hat. Er ergreift Adam an der rechten Hand und ist umgeben von Patriarchen und Propheten. In der orthodoxen Kirche ist die Auferstehung traditionellerweise mit der Darstellung von Höllenqualen verbunden. Auf dem linken Flügel ist Olga von Kiew abgebildet, die Begründerin des Christentums in Russland, auf dem rechten ist die heilige Tatjana von Rom als Märtyrerin dargestellt.
Die zentrale Szenerie wurde in natürlichen Farben gemalt, den internationalen Vorschriften für solch ein Sujet folgend jedoch in einer allgemeinen Goldtönung gehalten. Die aufklappbaren Flügel des Triptychons sind in natürlichen Farben auf Goldgrund gemalt. Nach Snowman wurden die Miniaturen im Inneren von Parchov gemalt, einem auf Ikonen spezialisierten Miniaturisten, der mit Fabergé zusammenarbeitete. Die Ränder und größeren Inschriften sind aus opaker weißer Emaille. Zum Ei gehören zusätzlich eine Schatulle aus weißem Samt und ein goldener Ständer, der vermutlich erst in neuerer Zeit angefertigt wurde.
Nach Snowman ist nur die Eierschale aus Gold, und seine Kosten beliefen sich – als kriegsbedingte Sparmaßnahme – lediglich auf 200 britische Pfund.
Die Inschriften auf dem Ei: Monogramm und kaiserliche Krone für Alexandra Fjodorowna; die Jahreszahl 1915; kyrillische, altkirchenslawische und lateinische Buchstaben identifizieren die Heiligen Olga und Tatjana und beschreiben wahrscheinlich das zentrale Szenarium des Triptychons. Inschriften auf der Schatulle: doppelköpfiger Kaiseradler, Fabergé, St. Petersburg, Moskau, London in kyrillischen Buchstaben auf der Fütterung; Ziffer 17 559, kyrillische Abkürzung für Rotes Kreuz in Tinte auf der Außenseite der Schatulle.
- Werkstattleiter: Henrik Wigström
- Zeichen: Fabergé, Henrik Wigström, Ziffer 72, Kokoschnik, griechischer Buchstabe Alpha
- Material: Gold, vergoldetes Silber
- Technik: Emaille auf guillochiertem Grund
- Höhe: 6,2 cm
- Provenienz: Geschenk des Zaren Nikolaus II. an seine Gemahlin Alexandra Fjodorowna; A La Vieille Russie, New York; India Early Minshall, Cleveland, USA
- Verbleib: The Cleveland Museum of Art, Cleveland, USA

### St.-Georgsorden-Ei / St.-Georgskreuz-Ei (1916)

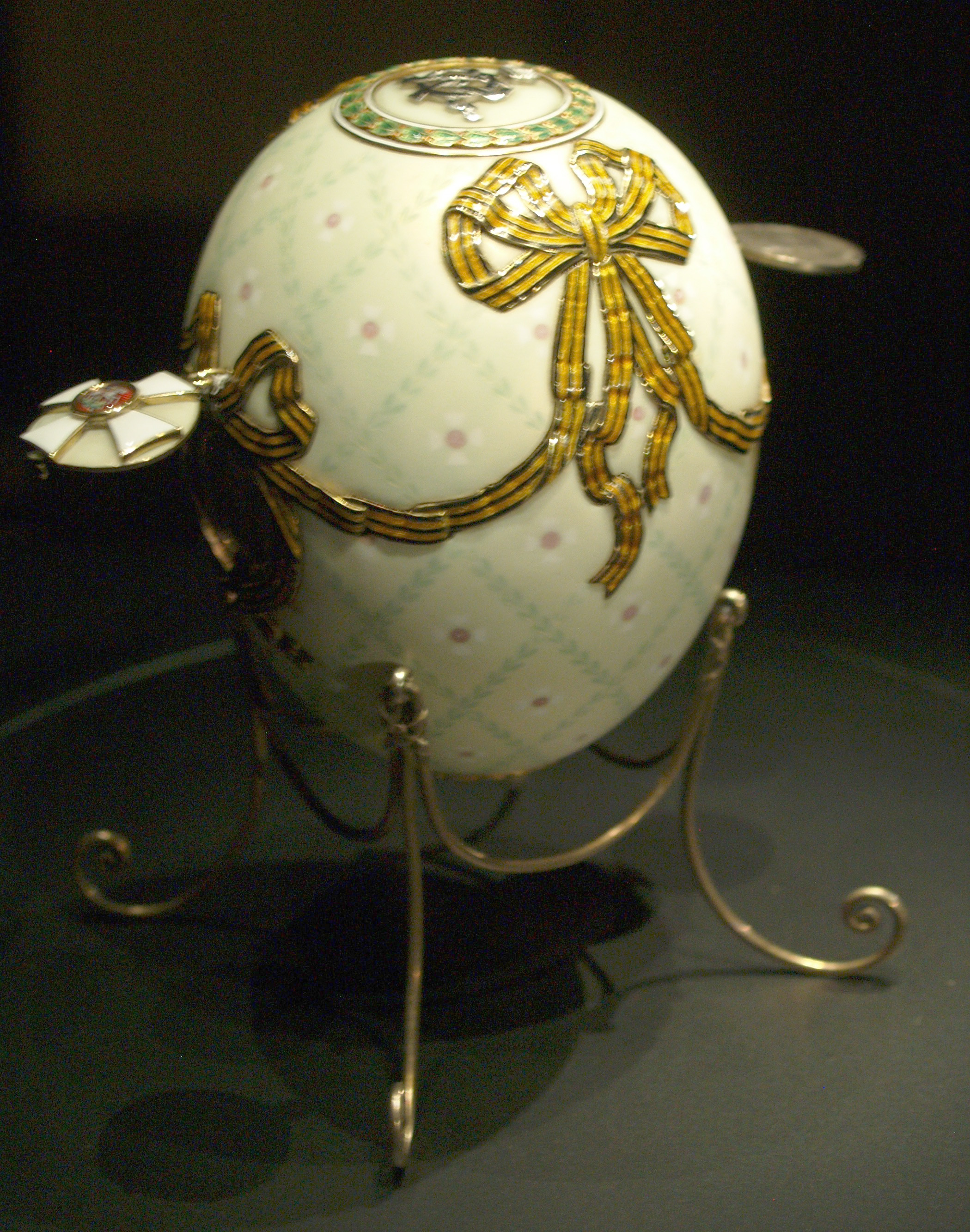
St.-Georgsorden-Ei (1916)

Hintergrund der Produktion dieses weniger extravaganten und formstrengen Eis war die Verleihung des St.-Georgs-Ordens an den Zaren Nikolaus II. Hinter der Medaille des Ordens befindet sich ein Miniaturporträt des Zaren, das per Knopfdruck zum Vorschein kommt. Auf der Rückseite öffnet sich ein Medaillon mit einem Bildnis des Zarensohns Alexei. Es handelt sich hierbei um das letzte der von der Firma Fabergé im Auftrag der Zarenfamilie ausgelieferten
Ostereier und um das einzige Ei, welches die Zarenmutter in ihrem Handgepäck während der Oktoberrevolution außer Landes bringen konnte.
- Werkmeister: unbekannt (kein Werkmeisterzeichen)
- Zeichen: Fabergé
- Materialien: Silber, Gold, transluzide orangefarbene, opalisierende weiße, opake rosa, hellgrüne, weiße und schwarze Emaille, Bergkristall, Elfenbein
- Technik: opalisierende Emaille auf silbernem Grund, Malerei auf Elfenbein
- Maße: Höhe ohne Ständer: 9,0 cm
- Provenienz: Geschenk von Zar Nikolaus II. an seine Mutter Maria Fjodorowna; Großfürstin Xenia, ihre Tochter; Prinz Vasili Romanow, ihr Sohn; Sotheby’s, ca. 1961–1962; A la Vieille Russie, New York; The Forbes Magazine Collection, New York
- Verbleib: Sammlung Wiktor Wekselberg

### Militär-Stahl-Ei (1916)
Das Ei besteht aus Gold, Stahl und Nephrit und ist mit Goldapplikationen verziert, gekrönt von einer goldenen Krone und getragen von vier Artilleriegeschossen. Zwei dünne horizontale Linien untergliedern das Ei in drei Sektionen. Auf dem breiten Mittelband sind goldene Einlegearbeiten mit vier Darstellungen:
- Georg der Eroberer in diamantförmigem Lorbeerblattrahmen
- Jahreszahl 1916 im Lorbeerkranz
- russischer Kaiseradler unter drei Kronen
- Monogramm der Zarin Alexandra Fjodorowna im Lorbeerkranz

Die vier Artilleriegeschosse, auf denen das Ei ruht, stehen auf einem quadratischen, doppelstöckigen Nephrit-Sockel.
Als Überraschung enthält das Ei eine Miniaturstaffelei aus Stahl mit dem Monogramm AF der Zarin. Auf der Staffelei steht ein Rahmen aus Gold und weißer Emaille, gekrönt vom Emblem des St.-Georgs-Ordens und einer goldenen Krone. Die Malerei von Vasili Zuiev zeigt den Zaren Nikolaus II. und seinen Sohn Alexei an der Front.
- Werkstattleiter: Henrik Wigström
- Zeichen: Fabergé, Henrik Wigström, Standard 72
- Material: Gold, Stahl, Nephrit
- Technik: Guss, Malerei
- Höhe: 16,7 cm
- Provenienz: Geschenk von Zar Nikolaus II. an seine Gemahlin Alexandra Fjodorowna
- Verbleib: Kreml-Rüstkammer, Moskau (Inventar-Nr. MR-652/I-3)

### Birken-Ei (1917)

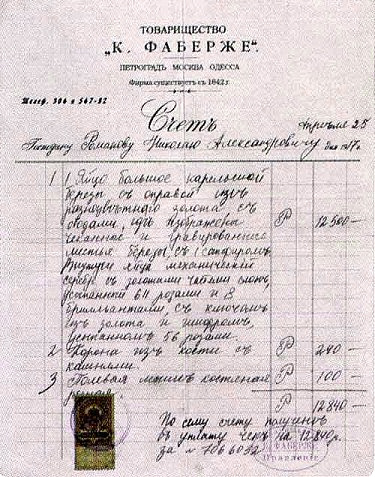
Rechnung zum Birken-Ei (1917)

Ein mit Gold und Saphiren verziertes Faberge-Ei aus karelischer Birke, das zu Ostern 1917 für die Mutter von Zar Nikolaus II. angefertigt, aber aufgrund der Abdankung des Zaren am 15. März 1917 mit erfolgter Internierung im Alexanderpalast von Petrograd nicht mehr an ihn ausgeliefert wurde. Die Bitte Fabergés, das „einfache Osterei, hergestellt ohne Pracht“, an „Herrn Nikolai Alexandrowitsch Romanow“ ausliefern zu dürfen, wurde abgelehnt. Das Ei ruht auf einem goldenen Sockel mit Diamantenverzierungen. Es ist mittig mit einem Kippmechanismus versehen und kann mit einem mit Diamanten verzierten Schlüssel geöffnet werden.
Einige Experten bezweifelten die Authentizität dieses Eis, als der russische Sammler Alexander Nikolajewitsch Iwanow es 1995 in Frankreich erwarb, da dessen Existenz vorher nicht bekannt war. Der Käufer entdeckte jedoch im russischen Staatsarchiv Dokumente, welche die Authentizität des Eis bewiesen.
- Zeichen: Fabergé
- Material: karelische Birke, Gold, Saphire
- Technik: Holzarbeit, zwei Hälften, Kippmechanik und Zentralverschluss mit Schlüssel
- Provenienz: geplantes Geschenk von Zar Nikolaus II. an seine Mutter Maria Fjodorowna.
- Verbleib: Fabergé Museum Baden-Baden

### Sternbild-des-Zarewitsch-Ei (1917) – unvollendet –

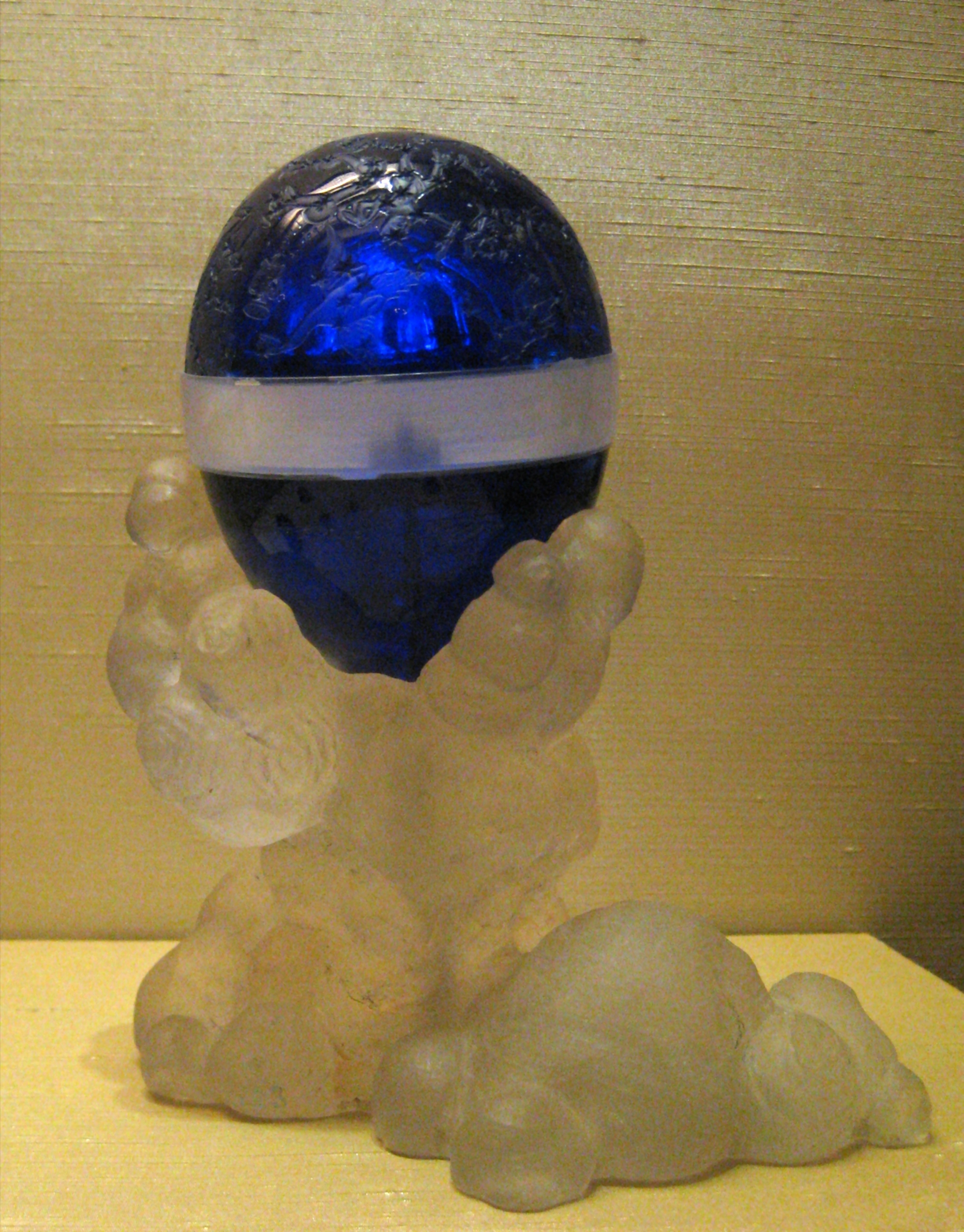
Das unvollendete Ei im Mineralogischen Museum, Moskau (1917)

Das Ei aus blauem Kobaltglas ruht auf einem hohen Sockel aus mattem Bergkristall. Die Kugel ist mit einem Abbild der Himmelskonstellation zur Zeit der Geburt des Zarewitschs versehen. Diamanten bilden dabei das Sternbild des Löwen ab, in dem Zarewitsch Alexei Nikolajewitsch Romanow, der einzige Sohn von Nikolaus II. und Alexandra Fjodorowna geboren wurde. In der Mitte des aus zwei Hälften (Hemisphären) bestehenden Eis hatte Fabergé eine Rotationsuhr mit beweglichem, nach außen gerichtetem und nach oben weisendem, mit Diamanten verziertem Ziffernblatt mit einem unbeweglichen Stundenzeiger geplant, die jedoch als Folge der Februarrevolution nicht mehr eingebaut wurde. Die russische Revolution und die Abdankung des Zaren Nikolaus II. markierten damit auch das Ende der Osterei-Produktion von Fabergé.
- Material: Bergkristall, blaues Kobaltglas und Diamanten
- Höhe: 18,0 cm
- Provenienz: geplantes Geschenk von Zar Nikolaus II. an seine Gemahlin Alexandra Fjodorowna
- Verbleib: Das Inventar im Mineralogischen Museum „A. J. Fersman“ der Russischen Akademie der Wissenschaften in Moskau beschreibt „eine blaue Glaskugel aus kristallisierter Basis. Arbeit von Fabergé.“ Im Fabergé Museum in Baden-Baden wird ein intaktes, komplett mit nephritischer Basis gefertigtes und nach Originalskizzen vervollständigtes Ei ausgestellt. Es ist im Besitz von Alexander Nikolajewitsch Iwanow. (Anmerkung: Es darf gerätselt werden, was ist Fabergé und was Fälschung? „Wir haben selbstverständlich das echte Ei“, heißt es vom Baden-Badener Museum. „In Moskau werden lediglich Teile der von Fabergé entworfenen Innenleuchte ausgestellt“.)[17]

## Museen
- In Baden-Baden befindet sich seit 2009 das Fabergé Museum mit insgesamt über 1.500 Exponaten, gesponsert vom russischen Milliardär Alexander Nikolajewitsch Iwanow.
- In St. Petersburg, Russland, befindet sich seit 2013 im Schuwalow-Palast ebenfalls ein Fabergé-Museum, gesponsert durch die vom russischen Milliardär Wiktor Felixowitsch Wekselberg gegründete kulturhistorische Stiftung „The Link of Times Cultural and Historical Foundation“, das insgesamt 4.000 Exponate präsentiert.

## Darstellungen in Medien

### Filme
- Bernd Boehm (Regie): Fabergé – Ostereier für die Zaren. Dokumentationsfilm mit Spielszenen, Deutschland (RBB), 2008, 52 Min. (Mehr als 30 Fabergé-Eier werden im Original gezeigt und Bezüge zum Geschenkanlass hergestellt, zum größten Teil auch in ihrer Funktion und dem Inhalt. Im Abspann werden zum Teil die jetzigen Besitzer genannt.)
- Die Fabergé-Eier spielen eine Rolle in den Filmen Ziemlich beste Freunde, Ocean’s 12, The Code, The Order und Octopussy, dem 13. Film der Reihe um den britischen Agenten James Bond. Außerdem spielen die Fabergé-Eier sowie die Romanov-Dynastie in dem Animefilm Detektiv Conan – Der Magier des letzten Jahrhunderts eine große Rolle. Im Film Game Night (2018) war ein gefälschtes Ei zu sehen.
- Jean-Pierre Cottet Stereo (Regie): Fabergé – Meisterhafte Schmuckstücke[18] Dokumentation, Frankreich, 2019

### In anderen Medien
- Die Geschichte Erzfeinde im Lustigen Taschenbuch Nr. 536 handelt von drei juwelenbesetzten Eiern des fiktiven Künstlers „Faradé“. Laut einem Gerücht in der Geschichte habe „Faradé“ die Eier nicht erschaffen, sondern sie nur aus dem Nest des schlafenden Adlers Aithon geraubt.[19][20]